# 1962
Portal Geschichte | Portal Biografien | Aktuelle Ereignisse | Jahreskalender | Tagesartikel

◄ |
19. Jahrhundert |
20. Jahrhundert
| 21. Jahrhundert

◄ |
1930er |
1940er |
1950er |
1960er
| 1970er | 1980er | 1990er | ►

◄◄ |
◄ |
1958 |
1959 |
1960 |
1961 |
1962
| 1963 | 1964 | 1965 | 1966 | ► | ►►
Staatsoberhäupter · Wahlen · Nekrolog   · Musikjahr · Filmjahr · Rundfunkjahr · Sportjahr
| Januar | Januar | Januar | Januar | Januar | Januar | Januar | Januar |
| Kw     | Mo     | Di     | Mi     | Do     | Fr     | Sa     | So     |
| ------ | ------ | ------ | ------ | ------ | ------ | ------ | ------ |
| 1      | 1      | 2      | 3      | 4      | 5      | 6      | 7      |
| 2      | 8      | 9      | 10     | 11     | 12     | 13     | 14     |
| 3      | 15     | 16     | 17     | 18     | 19     | 20     | 21     |
| 4      | 22     | 23     | 24     | 25     | 26     | 27     | 28     |
| 5      | 29     | 30     | 31     |        |        |        |        |

| Februar | Februar | Februar | Februar | Februar | Februar | Februar | Februar |
| Kw      | Mo      | Di      | Mi      | Do      | Fr      | Sa      | So      |
| ------- | ------- | ------- | ------- | ------- | ------- | ------- | ------- |
| 5       |         |         |         | 1       | 2       | 3       | 4       |
| 6       | 5       | 6       | 7       | 8       | 9       | 10      | 11      |
| 7       | 12      | 13      | 14      | 15      | 16      | 17      | 18      |
| 8       | 19      | 20      | 21      | 22      | 23      | 24      | 25      |
| 9       | 26      | 27      | 28      |         |         |         |         |

| März | März | März | März | März | März | März | März |
| Kw   | Mo   | Di   | Mi   | Do   | Fr   | Sa   | So   |
| ---- | ---- | ---- | ---- | ---- | ---- | ---- | ---- |
| 9    |      |      |      | 1    | 2    | 3    | 4    |
| 10   | 5    | 6    | 7    | 8    | 9    | 10   | 11   |
| 11   | 12   | 13   | 14   | 15   | 16   | 17   | 18   |
| 12   | 19   | 20   | 21   | 22   | 23   | 24   | 25   |
| 13   | 26   | 27   | 28   | 29   | 30   | 31   |      |

| April | April | April | April | April | April | April | April |
| Kw    | Mo    | Di    | Mi    | Do    | Fr    | Sa    | So    |
| ----- | ----- | ----- | ----- | ----- | ----- | ----- | ----- |
| 13    |       |       |       |       |       |       | 1     |
| 14    | 2     | 3     | 4     | 5     | 6     | 7     | 8     |
| 15    | 9     | 10    | 11    | 12    | 13    | 14    | 15    |
| 16    | 16    | 17    | 18    | 19    | 20    | 21    | 22    |
| 17    | 23    | 24    | 25    | 26    | 27    | 28    | 29    |
| 18    | 30    |       |       |       |       |       |       |

| Mai | Mai | Mai | Mai | Mai | Mai | Mai | Mai |
| Kw  | Mo  | Di  | Mi  | Do  | Fr  | Sa  | So  |
| --- | --- | --- | --- | --- | --- | --- | --- |
| 18  |     | 1   | 2   | 3   | 4   | 5   | 6   |
| 19  | 7   | 8   | 9   | 10  | 11  | 12  | 13  |
| 20  | 14  | 15  | 16  | 17  | 18  | 19  | 20  |
| 21  | 21  | 22  | 23  | 24  | 25  | 26  | 27  |
| 22  | 28  | 29  | 30  | 31  |     |     |     |

| Juni | Juni | Juni | Juni | Juni | Juni | Juni | Juni |
| Kw   | Mo   | Di   | Mi   | Do   | Fr   | Sa   | So   |
| ---- | ---- | ---- | ---- | ---- | ---- | ---- | ---- |
| 22   |      |      |      |      | 1    | 2    | 3    |
| 23   | 4    | 5    | 6    | 7    | 8    | 9    | 10   |
| 24   | 11   | 12   | 13   | 14   | 15   | 16   | 17   |
| 25   | 18   | 19   | 20   | 21   | 22   | 23   | 24   |
| 26   | 25   | 26   | 27   | 28   | 29   | 30   |      |

| Juli | Juli | Juli | Juli | Juli | Juli | Juli | Juli |
| Kw   | Mo   | Di   | Mi   | Do   | Fr   | Sa   | So   |
| ---- | ---- | ---- | ---- | ---- | ---- | ---- | ---- |
| 26   |      |      |      |      |      |      | 1    |
| 27   | 2    | 3    | 4    | 5    | 6    | 7    | 8    |
| 28   | 9    | 10   | 11   | 12   | 13   | 14   | 15   |
| 29   | 16   | 17   | 18   | 19   | 20   | 21   | 22   |
| 30   | 23   | 24   | 25   | 26   | 27   | 28   | 29   |
| 31   | 30   | 31   |      |      |      |      |      |

| August | August | August | August | August | August | August | August |
| Kw     | Mo     | Di     | Mi     | Do     | Fr     | Sa     | So     |
| ------ | ------ | ------ | ------ | ------ | ------ | ------ | ------ |
| 31     |        |        | 1      | 2      | 3      | 4      | 5      |
| 32     | 6      | 7      | 8      | 9      | 10     | 11     | 12     |
| 33     | 13     | 14     | 15     | 16     | 17     | 18     | 19     |
| 34     | 20     | 21     | 22     | 23     | 24     | 25     | 26     |
| 35     | 27     | 28     | 29     | 30     | 31     |        |        |

| September | September | September | September | September | September | September | September |
| Kw        | Mo        | Di        | Mi        | Do        | Fr        | Sa        | So        |
| --------- | --------- | --------- | --------- | --------- | --------- | --------- | --------- |
| 35        |           |           |           |           |           | 1         | 2         |
| 36        | 3         | 4         | 5         | 6         | 7         | 8         | 9         |
| 37        | 10        | 11        | 12        | 13        | 14        | 15        | 16        |
| 38        | 17        | 18        | 19        | 20        | 21        | 22        | 23        |
| 39        | 24        | 25        | 26        | 27        | 28        | 29        | 30        |

| Oktober | Oktober | Oktober | Oktober | Oktober | Oktober | Oktober | Oktober |
| Kw      | Mo      | Di      | Mi      | Do      | Fr      | Sa      | So      |
| ------- | ------- | ------- | ------- | ------- | ------- | ------- | ------- |
| 40      | 1       | 2       | 3       | 4       | 5       | 6       | 7       |
| 41      | 8       | 9       | 10      | 11      | 12      | 13      | 14      |
| 42      | 15      | 16      | 17      | 18      | 19      | 20      | 21      |
| 43      | 22      | 23      | 24      | 25      | 26      | 27      | 28      |
| 44      | 29      | 30      | 31      |         |         |         |         |

| November | November | November | November | November | November | November | November |
| Kw       | Mo       | Di       | Mi       | Do       | Fr       | Sa       | So       |
| -------- | -------- | -------- | -------- | -------- | -------- | -------- | -------- |
| 44       |          |          |          | 1        | 2        | 3        | 4        |
| 45       | 5        | 6        | 7        | 8        | 9        | 10       | 11       |
| 46       | 12       | 13       | 14       | 15       | 16       | 17       | 18       |
| 47       | 19       | 20       | 21       | 22       | 23       | 24       | 25       |
| 48       | 26       | 27       | 28       | 29       | 30       |          |          |

| Dezember | Dezember | Dezember | Dezember | Dezember | Dezember | Dezember | Dezember |
| Kw       | Mo       | Di       | Mi       | Do       | Fr       | Sa       | So       |
| -------- | -------- | -------- | -------- | -------- | -------- | -------- | -------- |
| 48       |          |          |          |          |          | 1        | 2        |
| 49       | 3        | 4        | 5        | 6        | 7        | 8        | 9        |
| 50       | 10       | 11       | 12       | 13       | 14       | 15       | 16       |
| 51       | 17       | 18       | 19       | 20       | 21       | 22       | 23       |
| 52       | 24       | 25       | 26       | 27       | 28       | 29       | 30       |
| 1        | 31       |          |          |          |          |          |          |

| Januar | Januar | Januar | Januar | Januar | Januar | Januar | Januar |
| Kw     | Mo     | Di     | Mi     | Do     | Fr     | Sa     | So     |
| ------ | ------ | ------ | ------ | ------ | ------ | ------ | ------ |
| 1      | 1      | 2      | 3      | 4      | 5      | 6      | 7      |
| 2      | 8      | 9      | 10     | 11     | 12     | 13     | 14     |
| 3      | 15     | 16     | 17     | 18     | 19     | 20     | 21     |
| 4      | 22     | 23     | 24     | 25     | 26     | 27     | 28     |
| 5      | 29     | 30     | 31     |        |        |        |        |

| Februar | Februar | Februar | Februar | Februar | Februar | Februar | Februar |
| Kw      | Mo      | Di      | Mi      | Do      | Fr      | Sa      | So      |
| ------- | ------- | ------- | ------- | ------- | ------- | ------- | ------- |
| 5       |         |         |         | 1       | 2       | 3       | 4       |
| 6       | 5       | 6       | 7       | 8       | 9       | 10      | 11      |
| 7       | 12      | 13      | 14      | 15      | 16      | 17      | 18      |
| 8       | 19      | 20      | 21      | 22      | 23      | 24      | 25      |
| 9       | 26      | 27      | 28      |         |         |         |         |

| März | März | März | März | März | März | März | März |
| Kw   | Mo   | Di   | Mi   | Do   | Fr   | Sa   | So   |
| ---- | ---- | ---- | ---- | ---- | ---- | ---- | ---- |
| 9    |      |      |      | 1    | 2    | 3    | 4    |
| 10   | 5    | 6    | 7    | 8    | 9    | 10   | 11   |
| 11   | 12   | 13   | 14   | 15   | 16   | 17   | 18   |
| 12   | 19   | 20   | 21   | 22   | 23   | 24   | 25   |
| 13   | 26   | 27   | 28   | 29   | 30   | 31   |      |

| April | April | April | April | April | April | April | April |
| Kw    | Mo    | Di    | Mi    | Do    | Fr    | Sa    | So    |
| ----- | ----- | ----- | ----- | ----- | ----- | ----- | ----- |
| 13    |       |       |       |       |       |       | 1     |
| 14    | 2     | 3     | 4     | 5     | 6     | 7     | 8     |
| 15    | 9     | 10    | 11    | 12    | 13    | 14    | 15    |
| 16    | 16    | 17    | 18    | 19    | 20    | 21    | 22    |
| 17    | 23    | 24    | 25    | 26    | 27    | 28    | 29    |
| 18    | 30    |       |       |       |       |       |       |

| Mai | Mai | Mai | Mai | Mai | Mai | Mai | Mai |
| Kw  | Mo  | Di  | Mi  | Do  | Fr  | Sa  | So  |
| --- | --- | --- | --- | --- | --- | --- | --- |
| 18  |     | 1   | 2   | 3   | 4   | 5   | 6   |
| 19  | 7   | 8   | 9   | 10  | 11  | 12  | 13  |
| 20  | 14  | 15  | 16  | 17  | 18  | 19  | 20  |
| 21  | 21  | 22  | 23  | 24  | 25  | 26  | 27  |
| 22  | 28  | 29  | 30  | 31  |     |     |     |

| Juni | Juni | Juni | Juni | Juni | Juni | Juni | Juni |
| Kw   | Mo   | Di   | Mi   | Do   | Fr   | Sa   | So   |
| ---- | ---- | ---- | ---- | ---- | ---- | ---- | ---- |
| 22   |      |      |      |      | 1    | 2    | 3    |
| 23   | 4    | 5    | 6    | 7    | 8    | 9    | 10   |
| 24   | 11   | 12   | 13   | 14   | 15   | 16   | 17   |
| 25   | 18   | 19   | 20   | 21   | 22   | 23   | 24   |
| 26   | 25   | 26   | 27   | 28   | 29   | 30   |      |

| Juli | Juli | Juli | Juli | Juli | Juli | Juli | Juli |
| Kw   | Mo   | Di   | Mi   | Do   | Fr   | Sa   | So   |
| ---- | ---- | ---- | ---- | ---- | ---- | ---- | ---- |
| 26   |      |      |      |      |      |      | 1    |
| 27   | 2    | 3    | 4    | 5    | 6    | 7    | 8    |
| 28   | 9    | 10   | 11   | 12   | 13   | 14   | 15   |
| 29   | 16   | 17   | 18   | 19   | 20   | 21   | 22   |
| 30   | 23   | 24   | 25   | 26   | 27   | 28   | 29   |
| 31   | 30   | 31   |      |      |      |      |      |

| August | August | August | August | August | August | August | August |
| Kw     | Mo     | Di     | Mi     | Do     | Fr     | Sa     | So     |
| ------ | ------ | ------ | ------ | ------ | ------ | ------ | ------ |
| 31     |        |        | 1      | 2      | 3      | 4      | 5      |
| 32     | 6      | 7      | 8      | 9      | 10     | 11     | 12     |
| 33     | 13     | 14     | 15     | 16     | 17     | 18     | 19     |
| 34     | 20     | 21     | 22     | 23     | 24     | 25     | 26     |
| 35     | 27     | 28     | 29     | 30     | 31     |        |        |

| September | September | September | September | September | September | September | September |
| Kw        | Mo        | Di        | Mi        | Do        | Fr        | Sa        | So        |
| --------- | --------- | --------- | --------- | --------- | --------- | --------- | --------- |
| 35        |           |           |           |           |           | 1         | 2         |
| 36        | 3         | 4         | 5         | 6         | 7         | 8         | 9         |
| 37        | 10        | 11        | 12        | 13        | 14        | 15        | 16        |
| 38        | 17        | 18        | 19        | 20        | 21        | 22        | 23        |
| 39        | 24        | 25        | 26        | 27        | 28        | 29        | 30        |

| Oktober | Oktober | Oktober | Oktober | Oktober | Oktober | Oktober | Oktober |
| Kw      | Mo      | Di      | Mi      | Do      | Fr      | Sa      | So      |
| ------- | ------- | ------- | ------- | ------- | ------- | ------- | ------- |
| 40      | 1       | 2       | 3       | 4       | 5       | 6       | 7       |
| 41      | 8       | 9       | 10      | 11      | 12      | 13      | 14      |
| 42      | 15      | 16      | 17      | 18      | 19      | 20      | 21      |
| 43      | 22      | 23      | 24      | 25      | 26      | 27      | 28      |
| 44      | 29      | 30      | 31      |         |         |         |         |

| November | November | November | November | November | November | November | November |
| Kw       | Mo       | Di       | Mi       | Do       | Fr       | Sa       | So       |
| -------- | -------- | -------- | -------- | -------- | -------- | -------- | -------- |
| 44       |          |          |          | 1        | 2        | 3        | 4        |
| 45       | 5        | 6        | 7        | 8        | 9        | 10       | 11       |
| 46       | 12       | 13       | 14       | 15       | 16       | 17       | 18       |
| 47       | 19       | 20       | 21       | 22       | 23       | 24       | 25       |
| 48       | 26       | 27       | 28       | 29       | 30       |          |          |

| Dezember | Dezember | Dezember | Dezember | Dezember | Dezember | Dezember | Dezember |
| Kw       | Mo       | Di       | Mi       | Do       | Fr       | Sa       | So       |
| -------- | -------- | -------- | -------- | -------- | -------- | -------- | -------- |
| 48       |          |          |          |          |          | 1        | 2        |
| 49       | 3        | 4        | 5        | 6        | 7        | 8        | 9        |
| 50       | 10       | 11       | 12       | 13       | 14       | 15       | 16       |
| 51       | 17       | 18       | 19       | 20       | 21       | 22       | 23       |
| 52       | 24       | 25       | 26       | 27       | 28       | 29       | 30       |
| 1        | 31       |          |          |          |          |          |          |

Im Jahr 1962 erreicht der Kalte Krieg mit der Kubakrise im Oktober einen neuen Höhepunkt. Trotz eines Ausgleichs der Supermächte USA und UdSSR wird der Weltöffentlichkeit die Gefahr eines globalen Atomkrieges bewusst. Unter anderem prägten auch die Spiegel-Affäre und der Tod von Marilyn Monroe die Geschehnisse des Jahres.

## Ereignisse

### Politik und Weltgeschehen
- 01. Januar: Paul Chaudet wird erneut Bundespräsident der Schweiz.
- 01. Januar: Samoa wird unabhängig von Neuseeland.
- 01. Januar: Malietoa Tanumafili II. wird Staatsoberhaupt in Samoa.
- 10. Januar: Mauretanien wird Mitglied in der UNESCO.
- 22. Januar: Auf Druck der USA schließt die Organisation Amerikanischer Staaten (OAS) Kuba von der Teilnahme an ihren weiteren Aktivitäten aus.
- 30. Januar: Doppelbesteuerungsabkommen zwischen der Bundesrepublik Deutschland und Dänemark
- 19. bis 25. Februar: Die Parlamentswahl in Indien (die dritte seit der Konstituierung der Republik im Jahr 1950) wird erneut durch die Kongresspartei unter Führung von Jawaharlal Nehru gewonnen.
- 02. März: Putschversuch von General Ne Win in Myanmar
- 03. März: Das Britische Antarktis-Territorium wird geschaffen.
- 06. März: Tansania wird Mitglied in der UNESCO.
- 18. März: Frankreich und Algerien unterzeichnen in Évian-les-Bains einen Vertrag zur Beendigung des Algerienkrieges.
- 24. März: Das Militär bestimmt General Park Chung-hee zum Präsidenten Südkoreas.
- 28. März: Sierra Leone wird Mitglied in der UNESCO.
- 02. April: Jemen wird Mitglied in der UNESCO.
- 04. April: Die Südarabische Föderation wird aus 15 Protektoratsstaaten gegründet. Im November 1967 wurde sie zur Demokratischen Volksrepublik Jemen.
- 16. April: Georges Pompidou wird Premierminister Frankreichs.
- 24. April: Das internationale Wiener Übereinkommen über diplomatische Beziehungen tritt in Kraft. Es kodifiziert das bislang im Gewohnheitsrecht wurzelnde Diplomatenrecht.
- 07. Mai: Sarvepalli Radhakrishnan wird in indirekter Wahl zum Staatspräsidenten Indiens gewählt.
- 14. Mai: Der spanische Thronanwärter Juan Carlos und Prinzessin Sophia von Griechenland heiraten in Athen.
- 22. Mai: Über Bayern kommt es zum Absturz des Aufklärungsflugzeuges Navy 131390, einer US-Militärmaschine. Alle Insassen kommen ums Leben. Die Ursache ist bis heute unklar, der militärische Untersuchungsbericht ist geheim.
- 01. Juni: In der sowjetischen Stadt Nowotscherkassk kommt es zum zwei Tage dauernden Aufstand in Nowotscherkassk, der am Folgetag mit Gewalt niedergeschlagen wird.
- 21. Juni: Im Münchener Stadtteil Schwabing ereignen sich die Schwabinger Krawalle, Auseinandersetzungen zwischen Jugendlichen und der Polizei im Münchener Stadtteil Schwabing, die als Synonyme einer neuen rebellischen Jugendkultur und Vorbote der Studentenbewegung gesehen werden.
- 23. Juni: in Laos bildet die kommunistische Pathet-Lao-Bewegung zusammen mit den Royalisten eine Koalitionsregierung unter Suvanna Phūmā.
- 01. Juli: Unabhängigkeit Ruandas und Burundis von Belgien
- 05. Juli: Unabhängigkeitserklärung Algeriens. In Oran kommt es an diesem Tag zu einem Massaker bewaffneter Algerier an europäischstämmigen Bewohnern der Stadt und pro-französischem Muslimen (Harkis), bei dem zwischen 500 und 3000 Menschen ums Leben kommen.
- 05. August. Nelson Mandela wird in Howick verhaftet und von der südafrikanischen Regierung wegen Aufruf zum Streik verurteilt.
- 6. August: Jamaika wird unabhängig.
- 14. August: Der Bundesgrenzschutz-Beamte Hans Plüschke erschießt den DDR-Grenzsoldaten Rudi Arnstadt
- 17. August: Der 18 Jahre alte Peter Fechter erliegt seinen Verletzungen, nachdem er von einem Grenzsoldaten tödlich verwundet wurde.
- 23. August: Die syrische Regierung in Damaskus erlässt das Gesetzesdekret Nr. 93, wonach eine außerordentliche Volkszählung in der Provinz Djazira zulässig ist. Als Ergebnis werden 120.000 Kurden zu „Fremden“ erklärt. Die syrischen Staatsbürgerrechte werden ihnen entzogen. Um der „kurdischen Gefahr“ entgegenzutreten, entwickelt die Regierung Pläne für die Einrichtung eines „arabischen Gürtels“. Danach soll die gesamte kurdische Bevölkerung, die auf einem 280 km langen und 15 km breiten Gebiet entlang der türkischen Grenze lebt, umgesiedelt und durch arabische Bevölkerung ersetzt werden.
- 23. August: Trinidad und Tobago wird von Großbritannien unabhängig.
- 06. September: Handels- und Wirtschaftsabkommen zwischen Taiwan und der Bundesrepublik Deutschland
- 09. September: Charles de Gaulle (französischer Staatspräsident 1959 bis 1969) hält in Ludwigsburg auf Deutsch seine Rede an die deutsche Jugend. Sie gilt als ein Meilenstein in den deutsch-französischen Beziehungen und als ein entscheidender Schritt auf dem Weg zum deutsch-französischen Freundschaftsvertrag (Januar 1963).[1]
- 11. September: Schifffahrtsprotokoll zwischen Taiwan und der Bundesrepublik Deutschland
- 18. September: Ruanda, Jamaika und Burundi werden Mitglieder der Vereinten Nationen.
- 26. September: Die Armee von Jemen stürzt die Monarchie und ruft die Republik Jemen aus.

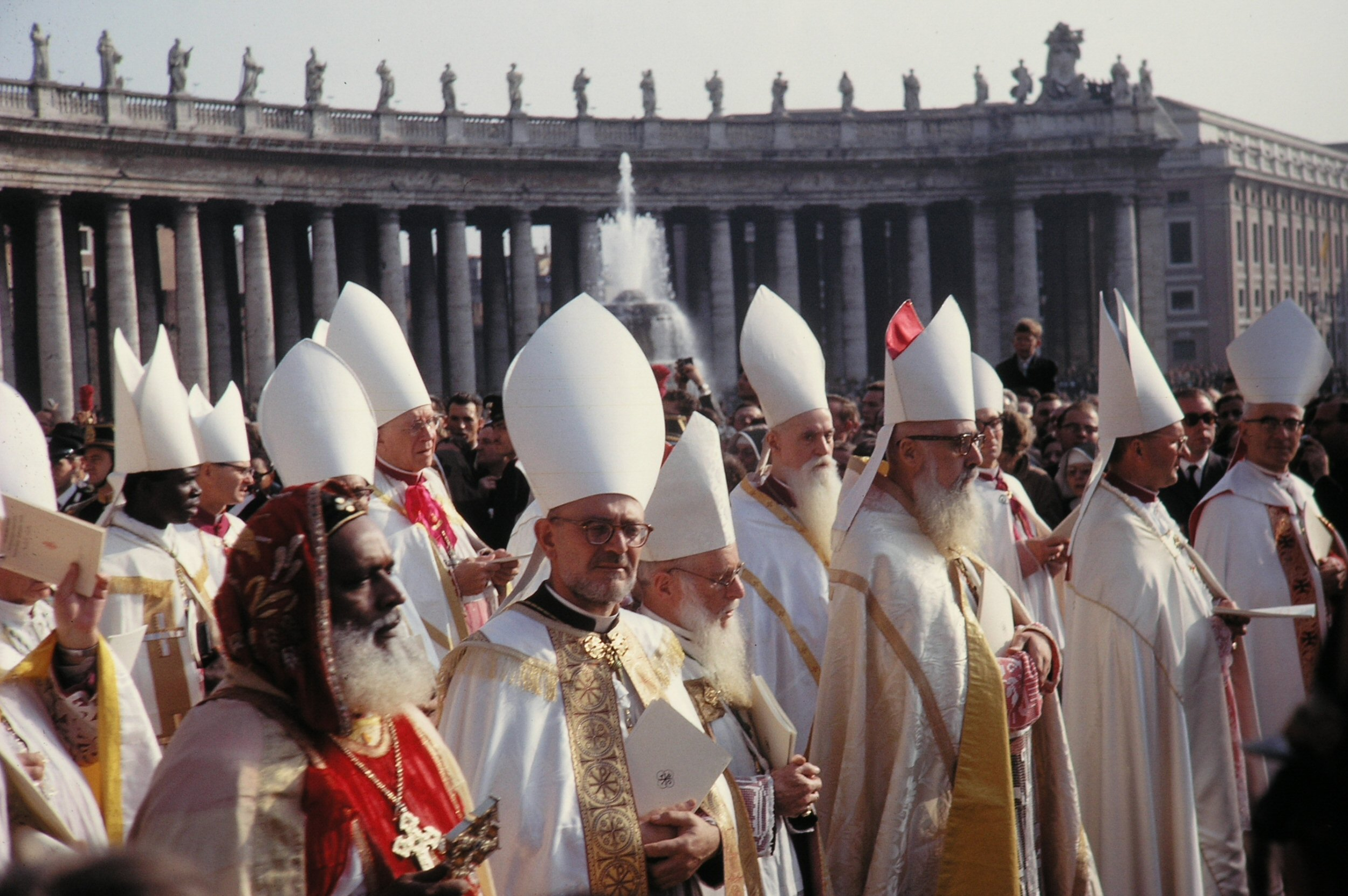
Eröffnung des 2. Vatikanischen Konzils

- 01. Oktober: James Meredith schreibt sich als erster afro-amerikanischer Student unter dem Schutz von Federal Marshals in der Universität von Mississippi ein.
- 08. Oktober: Algerien wird Mitglied bei den Vereinten Nationen.
- 09. Oktober: Uganda wird unabhängig.
- 11. Oktober: Beginn des zweiten Vatikanischen Konzils
- 14. bis 28. Oktober: Kubakrise zwischen den USA und der Sowjetunion
- 15. Oktober: Algerien wird Mitglied in der UNESCO.
- 17. Oktober: Doppelbesteuerungsabkommen zwischen der Bundesrepublik Deutschland und Irland

Östliche und westliche umstrittene Gebiete im Indisch-Chinesischen Grenzkrieg
- 20. Oktober: Der Indisch-Chinesische Grenzkrieg beginnt.
- 22. Oktober: Durch die Fernsehansprache des US-Präsidenten John F. Kennedy wird die Kubakrise öffentlich.
- 22. Oktober: Beginn der Spiegel-Affäre in der Bundesrepublik
- 25. Oktober: Uganda wird Mitglied bei den Vereinten Nationen.
- 27. Oktober: Während der Kubakrise gerät ein sowjetisches Atom-U-Boot unter Beschuss von US-amerikanischen Zerstörern. Einer der Offiziere, Wassili Alexandrowitsch Archipow (1926–1998), weigert sich, ohne weiteren Befehl aus Moskau Torpedos mit Atomsprengkopf abfeuern zu lassen und verhindert damit vermutlich einen Atomkrieg.
- 27. Oktober: Eine Lockheed U-2 auf einem Aufklärungsflug wird über Kuba durch eine sowjetische S-75-Flugabwehrrakete abgeschossen. Der US-Pilot Rudolf Anderson stirbt (der einzige Tote in der Kubakrise).
- 01. November: Mongolei wird Mitglied in der UNESCO.
- 02. November: Trinidad und Tobago wird Mitglied in der UNESCO.
- 0 7. November: Jamaika und Ruanda werden Mitglieder der UNESCO.
- 0 9. November: Uganda wird Mitglied in der UNESCO.
- 14. November: Kaiser Haile Selassie I. löst die Föderation mit Eritrea und annektiert diese als 14. Provinz von Äthiopien.
- 16. November: Burundi wird Mitglied in der UNESCO.
- 18. November: Bei der Nationalratswahl in Österreich wird die ÖVP mit Bundeskanzler Gorbach stimmenstärkste Partei.
- 30. November: Im Zusammenhang mit der Spiegel-Affäre erklärt Franz Josef Strauß seinen Rücktritt vom Amt des deutschen Verteidigungsministers.
- 17. Dezember: Monaco bekommt eine neue Verfassung.
- 18. bis 22. Dezember: Auf der Konferenz von Nassau beschließen die USA und Großbritannien eine enge nuklearstrategische Partnerschaft. In der Folge erhält Großbritannien Zugang zum amerikanischen Polaris-Raketenprogramm.
- 18. Dezember: Die Bundesrepublik Deutschland verkündet das Röhren-Embargo gegenüber den Staaten des Ostblocks und setzt damit einen Beschluss des NATO-Rates um.
- 21. Dezember: Der Rondane-Nationalpark wird in Norwegen als erster seiner Art gegründet.

### Wirtschaft
- 04. Januar: In der New York City Subway verkehrt erstmals der Times Square-Grand Central Shuttle, eine automatische gesteuerte U-Bahn ohne Fahrer.

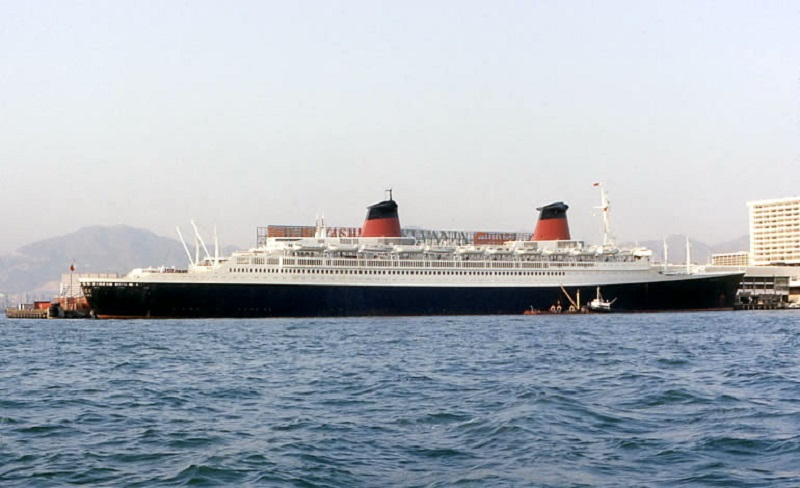
France

- 03. Februar: Das bis dahin längste Passagierschiff France nimmt den Linienverkehr über den Atlantik zwischen Le Havre und New York City auf.
- 02. Juli: Sam Walton eröffnet den ersten Wal-Mart Discount City store in Rogers (Arkansas).
- 08. August: Die Deutschen Gebhard Weigele und Johann Sulzberger melden das erste Patent über eine Waschanlage für Kraftfahrzeuge an. Zwei Bürsten umfahren in diesem System das in einer Waschhalle stehende Auto.
- 27. August: Die deutschsprachige monatliche Satirezeitschrift pardon erscheint erstmals (und bis 1982)
- 17. November: In Washington wird der Dulles International Airport vom US-Präsidenten John F. Kennedy eröffnet.
- 07. Dezember: Ein Mindesturlaub von 15 Tagen wird in der Bundesrepublik Deutschland festgelegt.
- 14. Dezember: Die Genehmigung für den Bau des Kernkraftwerks Gundremmingen (Block A) wird erteilt. Der erste deutsche Kernreaktor zur Stromerzeugung (ab 1966 bis zu einem Totalschaden 1977). Er hat eine Leistung von 237 MW.
- 14. Dezember: In der DDR entsteht die staatliche Handelsorganisation Intershop, deren Kundenkreis Ausländer sein sollen, an die Waren gegen konvertierbare Währungen verkauft werden.
- Die (damals sechs) Staaten der Europäischen Wirtschaftsgemeinschaft (EWG) führen eine gemeinsame Agrarpolitik ein.
- Arthur Melvin Okun beobachtet in US-Statistiken (1954–1962) eine Korrelation zwischen dem Produktionswachstum und der Arbeitslosigkeit. Er stellt die These auf, dass diese Korrelation generell in Volkswirtschaften besteht. These und Korrelation werden als Okunsches Gesetz bekannt.
- Gründung des Unternehmens Walter Bau durch den Augsburger Bauunternehmer Ignaz Walter

### Wissenschaft und Technik
- 01. Januar: Der Deutschlandfunk nimmt seinen regulären Sendebetrieb auf.
- 17. Januar: Die Eröffnung der Wiener Schnellbahn.
- 30. Januar: Tanganjika-Lachepidemie war eine in Tanganjika (heute Teil von Tansania) aufgetretene Epidemie auf Grundlage einer Massenhysterie
- 16. März: Die Sowjetunion startet von der Raketenbasis Kapustin Jar aus den ersten Satelliten der Kosmos-Serie, Kosmos 1.
- 14. Juni: In Paris findet die Gründung der Europäischen Weltraumforschungsorganisation (ESRO) statt, die ausschließlich friedlichen Zwecken dienen soll.
- 08. August In Augsburg melden die Unternehmer Johann Sulzberger und Gebhard Weigele die erste selbsttätige Kraftfahrzeug-Waschanlage als Patent an.
- 12. September: Auf Bali wird in der Hauptstadt Denpasar die Udayana-Universität gegründet.
- 22. September: Der österreichische Zoologe Hans Psenner gründet in Innsbruck den Alpenzoo.

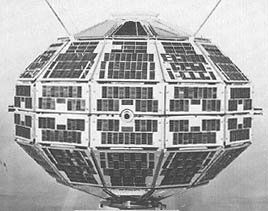
Alouette 1

- 29. September: Von der Vandenberg Air Force Base in den USA aus wird der kanadische Forschungssatellit Alouette 1 gestartet. Kanadas erster Satellit soll Daten über die Ionosphäre sammeln.

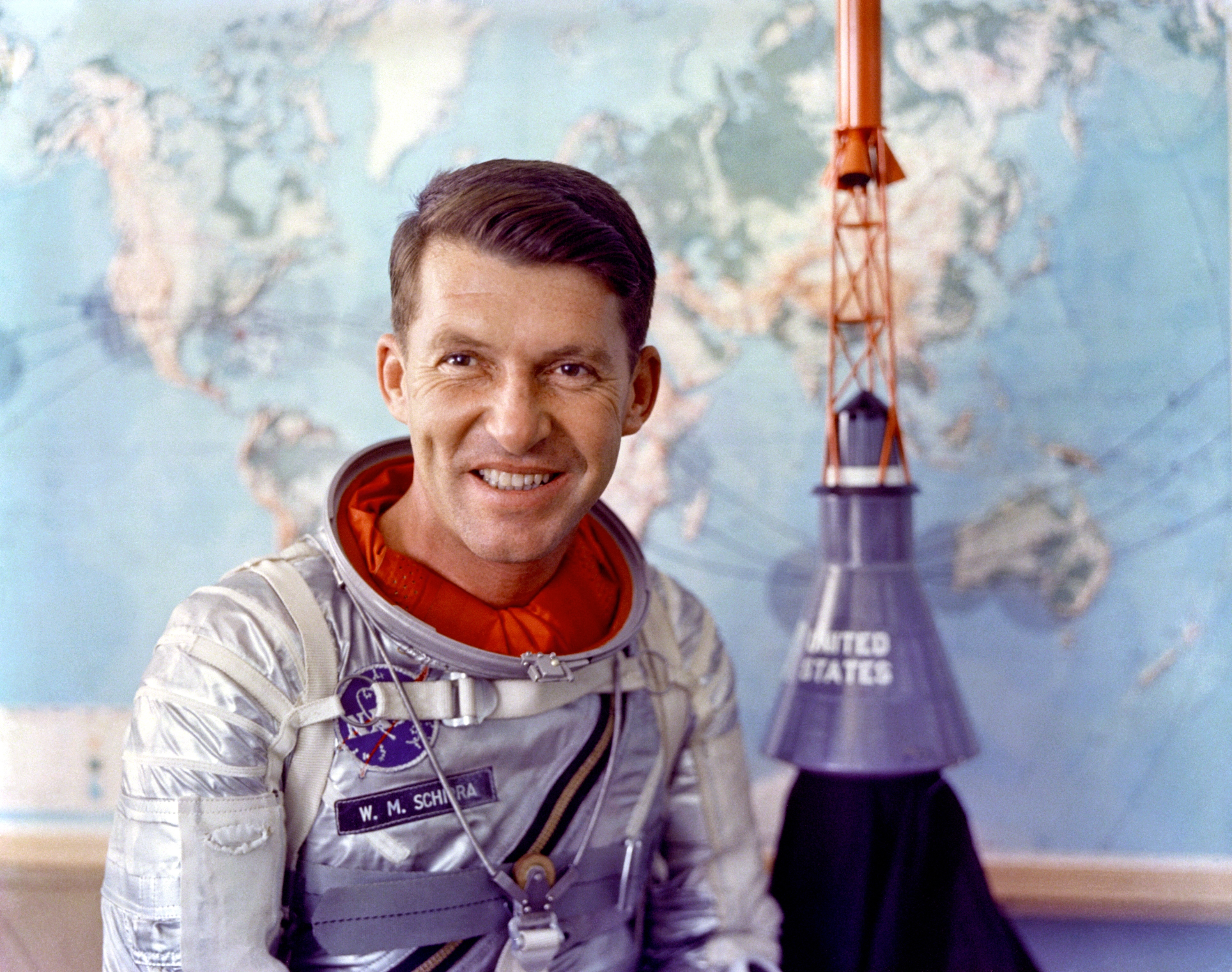
1962: Walter Schirra

- 03. Oktober: Im Rahmen des US-amerikanischen Mercury-Programms wird ein bemannter Weltraumflug mit dem Astronauten Walter Schirra durchgeführt. Nach sechs Erdumkreisungen endet die Mission Mercury-Atlas 8 mit der Wasserung der Kapsel im Pazifik.
- 14. Dezember: Die Mariner-2-Raumsonde passiert den Planeten Venus.
- Walter Bruch entwickelt das PAL-Fernsehsystem, das ein Jahr später zum Patent angemeldet wird.
- Gründung der WARR – Wissenschaftlichen Arbeitsgemeinschaft für Raketentechnik und Raumfahrt
- September: In Bern wird die Monbijoubrücke eröffnet.
- Beginn der Fertigung von Leuchtdioden.

### Kultur
- 01. Januar: Die Beatles machen die ersten Probeaufnahmen bei der Plattenfirma Decca und werden mit der Begründung abgelehnt, dass Gitarrengruppen nicht mehr modern seien.
- 03. bis 17. Januar: Das sechsteilige Fernsehspiel Das Halstuch von Francis Durbridge schaffte es an den sechs Sendetagen, das öffentliche Leben in der Bundesrepublik Deutschland praktisch lahmzulegen. Theater, Kinos, Volkshochschulen usw. fanden so gut wie kein Publikum. Sogar Nachtschichten in Fabriken mussten ausfallen, weil die Nation vor den Fernsehgeräten saß.
- 15. Januar: Der Berliner Kabarettist Wolfgang Neuss verrät in einer Zeitungsannonce den Namen des Mörders im Francis Durbridge-Krimimehrteiler Das Halstuch, zwei Tage vor Ausstrahlung der sechsten und letzten Folge des Straßenfegers im Deutschen Fernsehen. Das Lüften des sorgsam gehüteten Geheimnisses sorgt für einen Skandal.
- 17. Februar: Conny Froboess ist mit dem Titel Zwei kleine Italiener Siegerin der Deutschen Schlager-Festspiele in Baden-Baden.
- 21. Februar: In einer neuen Hörspielreihe im Bayerischen Rundfunk kommt erstmals die Figur des Pumuckl vor.
- 28. Februar: Verlesung des Oberhausener Manifests anlässlich der VIII. Westdeutschen Kurzfilmtage in Oberhausen
- 19. Mai: Auf einer Geburtstagsgala für den US-Präsidenten John F. Kennedy im Madison Square Garden in New York hat Marilyn Monroe ihren letzten Auftritt in der Öffentlichkeit. Anlässlich seines Geburtstages singt die Schauspielerin ein selbstgeschriebenes Lied, mit dem Titel Happy Birthday, Mr. President.
- 23. April: Uraufführung der Oper König Nicolo von Hans Chemin-Petit in Aachen
- 25. Mai: In Coventry wird neben den Ruinen der Coventry Cathedral der Neubau der St Michael’s Cathedral eröffnet. Am 30. Mai wird das War Requiem von Benjamin Britten dort uraufgeführt.
- 28. Mai: In Wien wird das Theater an der Wien nach einem Umbau wiedereröffnet.
- 19. Juni: Der Howard-Hawks-Film Hatari! wird in den Vereinigten Staaten uraufgeführt.
- 12. Juli: Die Rolling Stones (Brian Jones, Mick Jagger und Keith Richards) haben ihren ersten Auftritt im Marquee Club in London. Dieses Datum gilt als Gründungsdatum der britischen Band.
- 11. September: The Beatles nehmen ihre erste Single Love Me Do auf.
- 13. Oktober: Die Uraufführung des Dramas Wer hat Angst vor Virginia Woolf? von Edward Albee findet in New York City statt.
- 13. Oktober: In Deutschland wird die erste Folge der US-amerikanischen Fernsehserie Bonanza von der ARD ausgestrahlt.
- 22. Oktober: Uraufführung der Oper L’opéra d’Aran (Die Oper von der Insel Aran) von Gilbert Bécaud in Paris
- 09. Dezember: Premiere des Films Lawrence von Arabien in London.
- 12. Dezember: Uraufführung des Karl-May-Films Der Schatz im Silbersee im Universum, Stuttgart
- Die amerikanische Journalistin Rachel Carson veröffentlicht das Buch Silent Spring (Der stumme Frühling), dessen weltweite Verbreitung den Beginn der Umweltbewegung markiert.
- Die Fluxus-Bewegung wird von führenden Künstlern in Deutschland ins Leben gerufen.
- John Schlesinger erhält den Goldenen Bären der Berliner Filmfestspiele für A Kind of Loving.
- Gründung der Royal Rangers in den USA
- Das Buch A Clockwork Orange von Anthony Burgess erscheint.
- Eröffnung der Queen’s Gallery im Buckingham Palace
- Das Kunstmagazin Artforum wird gegründet.
- Spin Art wird erfunden.
- Gründung der deutschen Welthungerhilfe[2]

### Religion
- 03. Januar: Der kubanische Staatschef Fidel Castro wird von Papst Johannes XXIII. exkommuniziert.
- 11. Oktober: Zweites Vatikanisches Konzil wird eröffnet.

### Sport
Einträge von Leichtathletik-Weltrekorden siehe unter der jeweiligen Disziplin unter Leichtathletik.
- 02. März: Wilt Chamberlain erzielt 100 Punkte in einem NBA-Spiel.
- 20. Mai bis 29. Dezember: Austragung der 13. Formel-1-Weltmeisterschaft
- 28. Juli: Der DFB-Bundestag beschließt in Dortmund, eine Fußball-Bundesliga ab der Spielsaison 1963/1964 zu schaffen.
- 27. Oktober: Die australische Schwimmerin Dawn Fraser ist die erste Frau, die in der Schwimmdisziplin 100 m Freistil die Strecke in 59,9 Sekunden bewältigt und die Schwelle von einer Minute unterbietet.
- 29. Dezember: Graham Hill wird zum ersten Mal Formel-1-Weltmeister.
- Die Fußball-WM in Chile gewinnt Brasilien. Der Gastgeber wird nur Dritter. Deutschland scheidet im Viertelfinale nach einer 0:1-Niederlage gegen Jugoslawien aus.

### Katastrophen
- 10. Januar: In Peru brechen vom Nordgipfel des Nevado Huascarán gewaltige Fels- und Eismassen ab. Die zu Tal gehende Gerölllawine kostet mindestens 2.000 Menschen das Leben.
- 07. Februar: Grubenunglück von Luisenthal: Bei einer Kohlenstaubexplosion kommen im Saarland 299 Bergleute ums Leben
- 16./17. Februar: Sturmflut an der Nordsee: Über die deutsche Nordseeküste bricht die schwerste Sturmflut seit über 100 Jahren herein. Allein in Hamburg kommen 315 Menschen ums Leben, an der gesamten Küste gibt es 240 Tote.
- 03. Juni: Paris, Frankreich. Absturz einer französischen Verkehrsmaschine des Typs Boeing 707. Von 132 Menschen an Bord sterben 130.
- 01. September: Im Iran sterben beim Erdbeben von Buinzahra mit der Stärke 7,0 12.230 Menschen.

Kleinere Unglücksfälle sind in den Unterartikeln von Katastrophe und in der Liste von Katastrophen aufgeführt.

### Natur und Umwelt

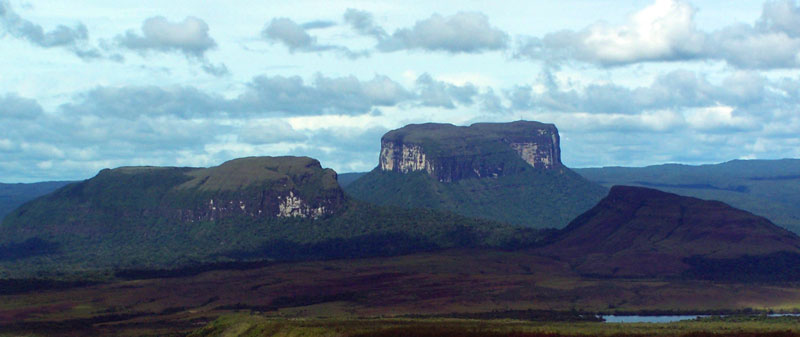
1962: Nationalpark Canaima

- 12. Juni: An der Grenze zu Brasilien und Guyana gründet Venezuela den Nationalpark Canaima, den Tafelberge aus Sandstein prägen.
- Mitte November: Der in Europa ausnehmend lange Winter 1962/63, in seiner Andauer ein Jahrhundertwinter, beginnt.

## Geboren

### Januar
- 01. Januar: Carlos Gómez, US-amerikanischer Schauspieler
- 01. Januar: Vasile Năstase, rumänischer Ruderer
- 02. Januar: Christoph Gareisen, deutscher Schauspieler
- 02. Januar: Iván Palazzese, venezolanischer Motorradrennfahrer († 1989)
- 03. Januar: Thorsten Aßmann, deutscher Ökologe und Professor für Ökologie
- 03. Januar: Onkel Kånkel, eigentlich Håkan Florå, schwedischer Punkmusiker († 2009)
- 03. Januar: Ronnie Schöb, deutscher Professor für Volkswirtschaftslehre
- 03. Januar: Lane Spina, US-amerikanischer Freestyle-Skier
- 04. Januar: Natalja Botschina, russische Leichtathletin und Olympionikin
- 04. Januar: Eduardo Burguete, spanischer Moderner Fünfkämpfer und Triathlet († 2023)
- 04. Januar: David DeFeis, US-amerikanischer Musiker
- 04. Januar: Birgit Guðjónsdóttir, isländische Kamerafrau
- 04. Januar: Michael Koschorreck, deutscher Gitarrist und Sänger
- 04. Januar: Peter Steele, US-amerikanischer Musiker (Type O Negative) († 2010)
- 04. Januar: Ingolf Viereck, deutscher Politiker
- 05. Januar: Carmine Abbagnale, italienischer Ruderer
- 05. Januar: Susan Elizabeth Amis, US-amerikanische Filmschauspielerin und Fotomodell
- 06. Januar: Daniel Mahrer, Schweizer Skirennläufer
- 07. Januar: Hallie Todd, US-amerikanische Schauspielerin
- 08. Januar: Michel Ligonnet, französischer Automobilrennfahrer
- 08. Januar: Samir Labidi, tunesischer Minister und Diplomat
- 08. Januar: Wladimir Popow, sowjetischer Ringer († 2025)
- 10. Januar: Zoltán Pokorni, ungarischer Politiker
- 11. Januar: Steve Hislop, britischer Motorradrennfahrer († 2003)
- 11. Januar: Alex Shapiro, US-amerikanische Komponistin
- 12. Januar: Uwe Adamczyk, deutscher Politiker
- 12. Januar: Radek Drulák, tschechischer Fußballspieler
- 12. Januar: Gunde Svan, schwedischer Skilangläufer
- 13. Januar: Trace Adkins, US-amerikanischer Country-Sänger
- 13. Januar: Christian Homburg, deutscher Professor für Marketing
- 13. Januar: Gunda Röstel, deutsche Politikerin
- 13. Januar: Alfred Schön, deutscher Fußballspieler
- 14. Januar: Jeff Cronenweth, US-amerikanischer Kameramann
- 14. Januar: Antonia Langsdorf, deutsche Astrologin
- 15. Januar: Margherita Buy, italienische Schauspielerin
- 15. Januar: Frédéric Lordon, französischer Soziologe und Wirtschaftswissenschaftler
- 15. Januar: Horst Lichter, deutscher Fernsehkoch und Moderator
- 15. Januar: Christina Schindler, deutsche Filmregisseurin, Drehbuchautorin und Filmproduzentin
- 15. Januar: Richard Seeber, österreichischer Politiker (ÖVP)
- 16. Januar: Petra Landers, deutsche Fußballspielerin
- 17. Januar: Jim Carrey, kanadischer Komiker und Schauspieler
- 18. Januar: Alison Margaret Arngrim, US-amerikanische Schauspielerin, Stand-up-Comedian und Aktivistin
- 20. Januar: Ulrike Draesner, deutsche Schriftstellerin
- 21. Januar: Dietmar Bachmann, deutscher Politiker
- 21. Januar: Miroslav Konôpka, slowakischer Automobilrennfahrer
- 21. Januar: Steve McNeil, kanadischer Eishockeyspieler
- 21. Januar: Gabriele Pin, italienischer Fußballspieler und -trainer
- 21. Januar: Marie Trintignant, französische Schauspielerin († 2003)
- 22. Januar: Peter Lohmeyer, deutscher Schauspieler
- 22. Januar: Andrea Marcelli, italienischer Jazzperkussionist und -komponist
- 22. Januar: Christian Willisohn, deutscher Blues-Pianist und Sänger
- 23. Januar: David Arnold, englischer Filmmusik-Komponist
- 23. Januar: Klaudia Hornung, deutsche Ruderin († 2022)
- 23. Januar: Richard Roxburgh, australischer Schauspieler
- 24. Januar: Edward Atterton, britischer Filmschauspieler
- 24. Januar: Uwe Bohm, deutscher Schauspieler († 2022)
- 24. Januar: Zoë Haas, Schweizer Skirennläuferin
- 24. Januar: Shunji Kasuya, japanischer Automobilrennfahrer
- 24. Januar: Andreas Ritter, deutscher Sportfunktionär
- 25. Januar: Chris Chelios, US-amerikanischer Eishockeyspieler
- 25. Januar: Georges Grün, belgischer Fußballspieler
- 25. Januar: Bruno Martini, französischer Fußballtorwart († 2020)
- 26. Januar: Andreas Aguilar, deutscher Kunstturner
- 26. Januar: Ali N. Askin, deutscher Komponist, Arrangeur, Musikproduzent, Keyboarder und Musiker
- 26. Januar: Lena Biolcati, italienische Sängerin
- 26. Januar: Anna LaCazio, US-amerikanische Sängerin
- 26. Januar: Óscar Ruggeri, argentinischer Fußballspieler
- 28. Januar: Noriko Ogawa, japanische Pianistin
- 29. Januar: Anna Eunike Röhrig, deutsche Schriftstellerin
- 29. Januar: Radovan Vlatković, kroatisch-französischer Hornist
- 29. Januar: Olga Tokarczuk, polnische Schriftstellerin
- 30. Januar: Abdullah II. bin al-Hussein, König von Jordanien
- 30. Januar: Anton Schaaf, deutscher Politiker und MdB († 2020)
- 30. Januar: Eugen Tripolsky, ukrainischer Schachschiedsrichter und -trainer
- 31. Januar: Ronald Schweppe, niederländischer Schriftsteller und Musiker

### Februar
- 01. Februar: Manuel Amoros, französischer Fußballspieler und -trainer
- 01. Februar: Takashi Murakami, japanischer Künstler
- 01. Februar: Uwe Arkuszewski, deutscher Moderator, Sänger und Entertainer († 2004)
- 01. Februar: David Warnock, britischer Automobilrennfahrer
- 02. Februar: Philippe Claudel, französischer Schriftsteller, Dramatiker und Filmregisseur
- 02. Februar: Ezra Getzler, australischer Mathematiker und mathematischer Physiker
- 02. Februar: Mustapha Moussa, algerischer Boxer († 2024)
- 02. Februar: Anne-Flore Rey, französische Skirennläuferin
- 04. Februar: Clint Black, US-amerikanischer Country-Sänger
- 05. Februar: Jennifer Jason Leigh, US-amerikanische Schauspielerin
- 06. Februar: Therese Hämer, deutsche Schauspielerin
- 06. Februar: François Lecointre, Chef des französischen Generalstabs
- 06. Februar: Axl Rose, US-amerikanischer Sänger der Rockband Guns N' Roses

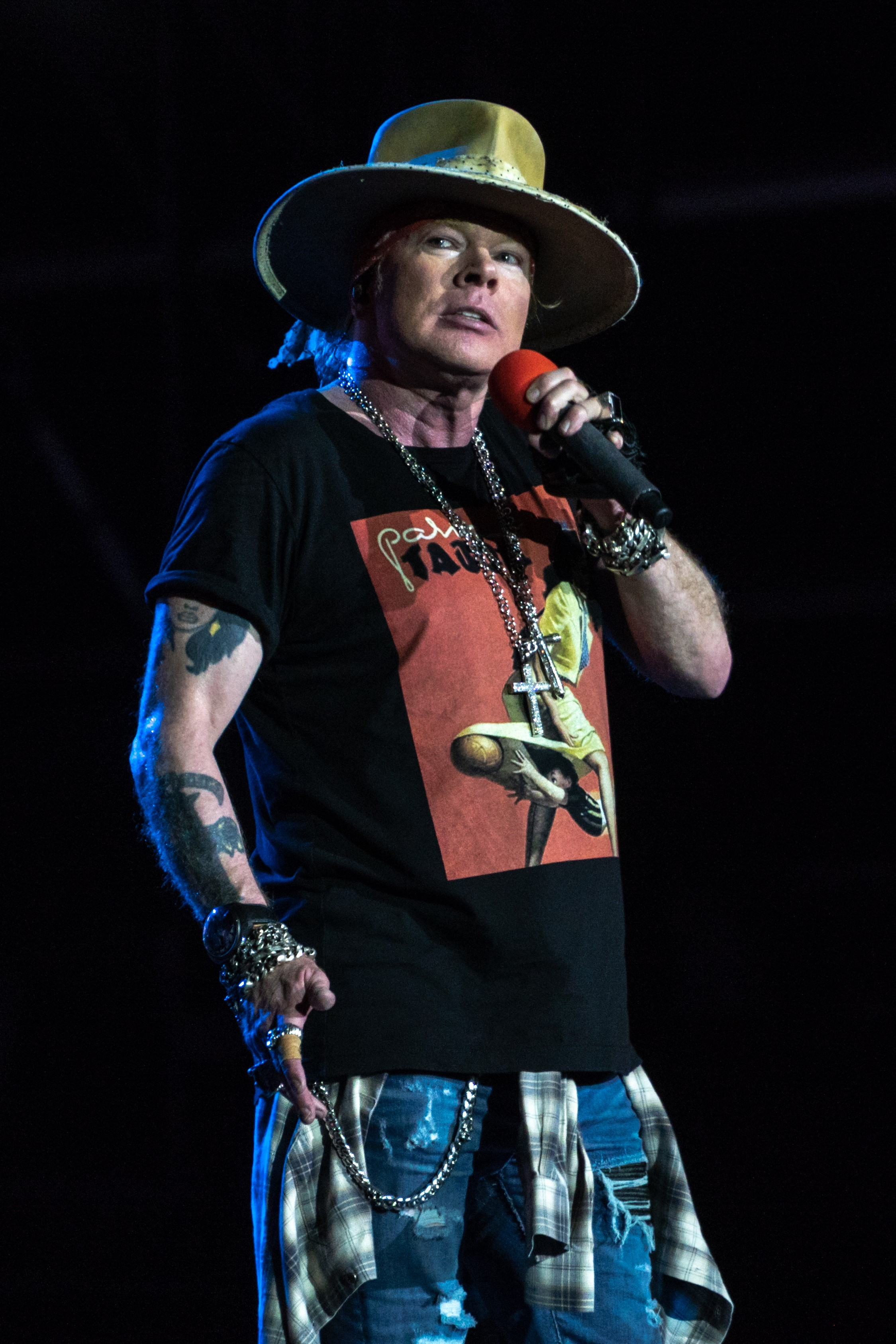
Axl Rose

- 07. Februar: Salvatore Antibo, italienischer Leichtathlet
- 07. Februar: David Bryan, US-amerikanischer Keyboarder
- 07. Februar: Garth Brooks, US-amerikanischer Country-Musiker

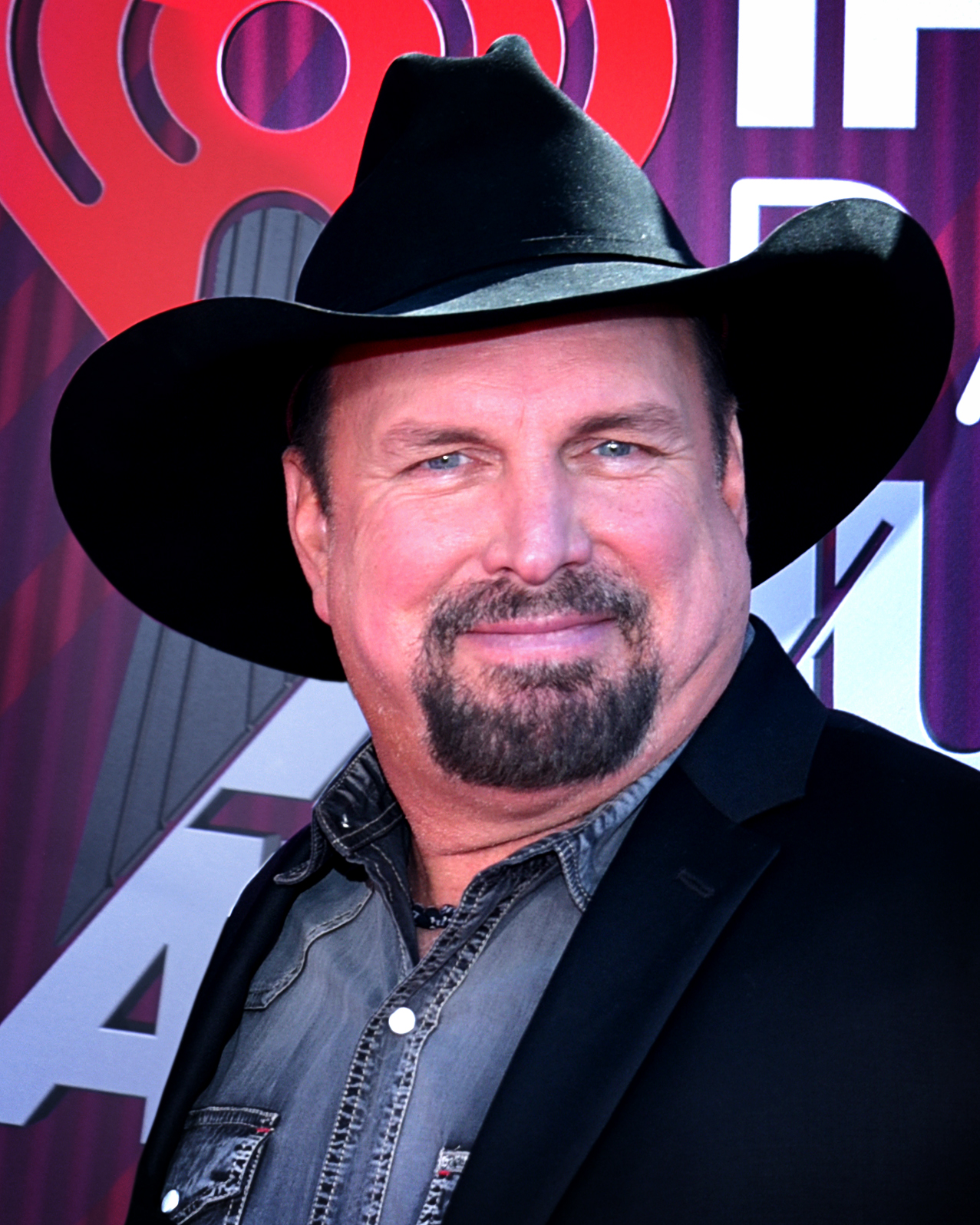
Garth Brooks

- 07. Februar: Nicolò Napoli, italienischer Fußballspieler und -trainer
- 08. Februar: Bhushan Akut, indischer Badmintonspieler
- 08. Februar: Israil Magomedgirejewitsch Arsamakow, sowjetischer Gewichtheber
- 08. Februar: Barbara Ludwig, sächsische Staatsministerin für Wissenschaft und Kunst
- 08. Februar: Martin Wuttke, deutscher Schauspieler und Regisseur
- 09. Februar: Csaba Kesjár, ungarischer Automobilrennfahrer († 1988)
- 09. Februar: Zoë Lund, US-amerikanische Schauspielerin und Drehbuchautorin († 1999)
- 10. Februar: Clifford Lee Burton, US-amerikanischer Musiker, Bassist der Heavy-Metal-Band Metallica († 1986)
- 10. Februar: Pieter Jan Leeuwerink, niederländischer Volleyballspieler († 2004)
- 10. Februar: Jens Maier, deutscher Jurist und Politiker

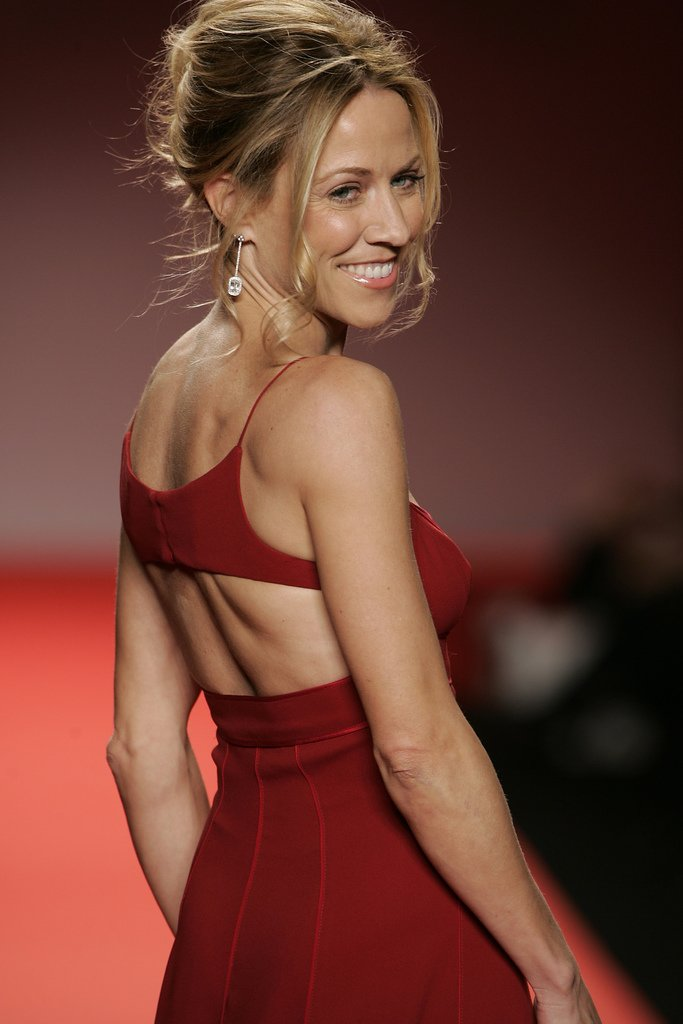
Sheryl Crow, 2005

- 11. Februar: Sheryl Crow, US-amerikanische Bluesrocksängerin, Gitarristin und Songschreiberin
- 11. Februar: Wolfgang S. Zechmayer, österreichischer Schauspieler
- 11. Februar: Uwe Zimmermann, deutscher Fußballspieler
- 12. Februar: Uschi Fellner, österreichische Journalistin
- 12. Februar: Stig-Arne Gunnestad, norwegischer Curler
- 13. Februar: Heikko Deutschmann, österreichischer Schauspieler
- 13. Februar: Michael Mair, italienischer Skirennfahrer
- 14. Februar: Jean-Luc Cairon, französischer Turner († 2022)
- 14. Februar: Josef Hader, österreichischer Kabarettist, Schauspieler und Autor
- 15. Februar: Michael Roth, deutscher Handballspieler und -trainer
- 15. Februar: Ulrich Roth, deutscher Handballspieler
- 16. Februar: John Balance, britischer Musiker († 2004)
- 16. Februar: Uwe Jungandreas, deutscher Handballtrainer und Handballspieler
- 17. Februar: Serge Brammertz, belgischer Jurist
- 17. Februar: Alison Hargreaves, schottische Bergsteigerin († 1995)
- 18. Februar: Moe Lemay, deutsch-kanadischer Eishockeyspieler († 2024)
- 18. Februar: Sandra Ravioli, Schweizer Ökonomin und Autorin
- 19. Februar: Hana Mandliková, tschechische Tennisspielerin
- 19. Februar: Franky Gee, US-amerikanischer Sänger († 2005)
- 21. Februar: Mark Arm, US-amerikanischer Sänger und Gitarrist
- 21. Februar: Martin Armknecht, deutscher Schauspieler
- 21. Februar: Frank Liebert, deutscher Eishockeyspieler
- 21. Februar: Chuck Palahniuk, US-amerikanischer Autor
- 22. Februar: Christian Aebersold, Schweizer Orientierungsläufer
- 22. Februar: Alexander Bisenz, österreichischer Kabarettist und Maler († 2021)
- 22. Februar: Steve Irwin, australischer Dokumentarfilmer, Besitzer einer Tierschutzorganisation und Fernsehshow († 2006)
- 22. Februar: Olivier Latry, französischer Organist, Improvisator und Musikpädagoge
- 23. Februar: Ralph Pitchford, südafrikanischer Endurosportler und Rallye-Navigator
- 24. Februar: Matthias Augustin, deutscher Arzt, Wissenschaftler und Hochschullehrer
- 24. Februar: John Bemme, deutscher Fußballspieler (DDR)
- 24. Februar: Outi Mäenpää, finnische Schauspielerin
- 24. Februar: Michelle Shocked, US-amerikanische Folk-Sängerin und Songwriterin
- 25. Februar: Elsa Enns, deutsche Malerin († 2011)
- 25. Februar: Birgit Fischer, deutsche Kanutin
- 25. Februar: Michael Stenov, österreichischer Komponist und Kirchenmusiker
- 26. Februar: Ahn Cheol-soo, südkoreanischer Software-Entwickler, Geschäftsmann und Politiker
- 27. Februar: Hou Xuemei, chinesische Diskuswerferin
- 26. Februar: Axel Balkausky, deutscher Sportjournalist und Fernsehredakteur
- 26. Februar: Atiq Rahimi, französischer Schriftsteller und Filmregisseur afghanischer Herkunft
- 28. Februar: Angela Bailey, britische Leichtathletin und Olympiateilnehmerin († 2021)
- 28. Februar: Ev-Katrin Weiß, deutsche Schauspielerin
- 28. Februar: Evelyn Zupke, deutsche Oppositionelle in der DDR

### März
- 01. März: Ni Amorim, portugiesischer Automobilrennfahrer
- 01. März: Christine Mayn, italienische Schauspielerin
- 01. März: Ingo Naujoks, deutscher Schauspieler

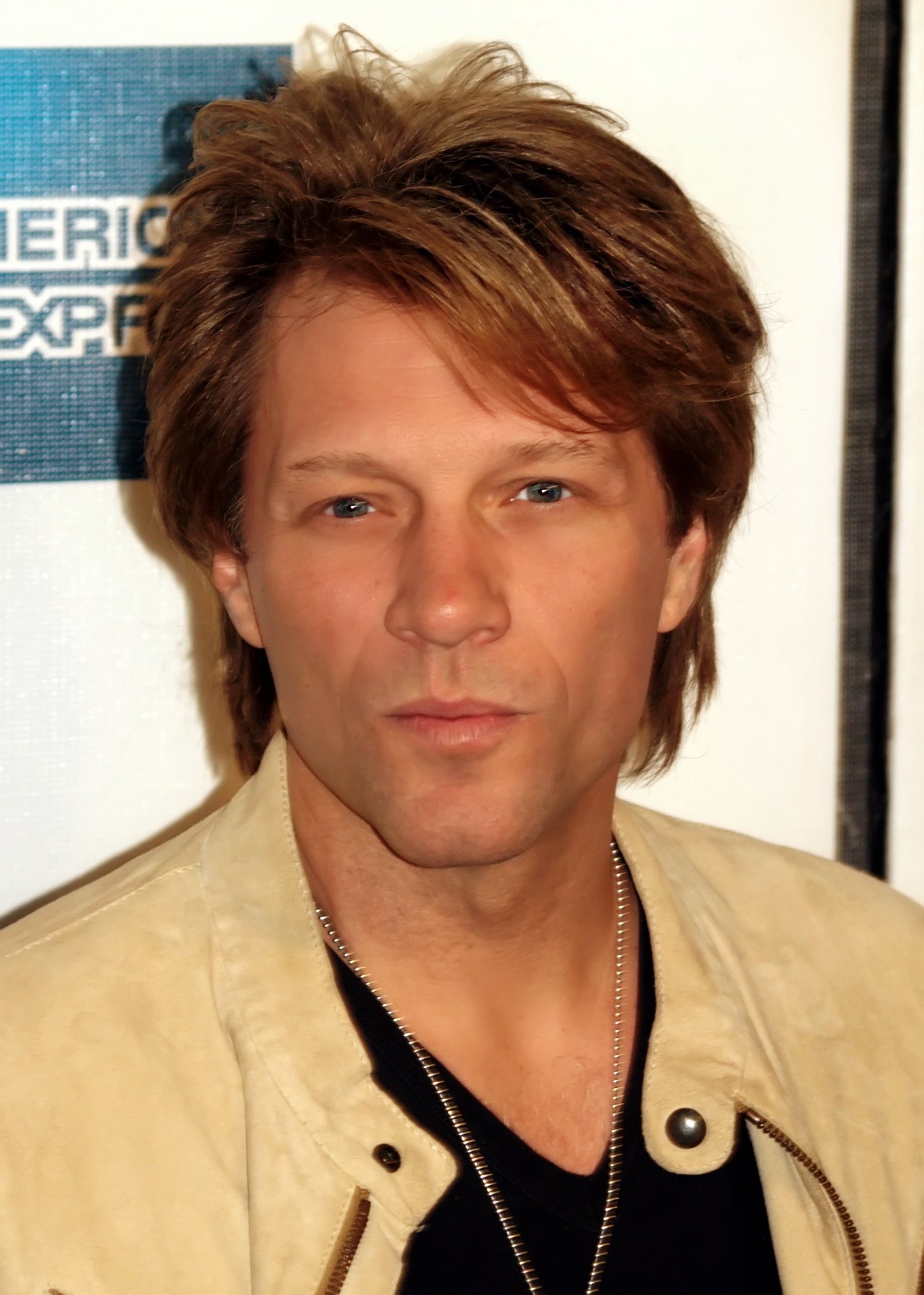
Jon Bon Jovi, 2009

- 02. März: Peter Andersson, schwedischer Eishockeyspieler und -trainer
- 02. März: Dirk Aschmoneit, deutscher Triathlet und Ironman-Sieger
- 02. März: Jon Bon Jovi, US-amerikanischer Musiker
- 02. März: Gabriele Tarquini, italienischer Automobilrennfahrer

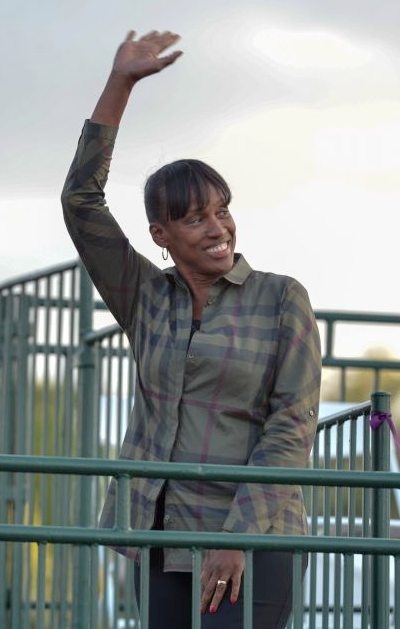
Jackie Joyner-Kersee

- 03. März: Jackie Joyner-Kersee, US-amerikanische Leichtathletin
- 04. März: Xela Arias Castaño, spanische Autorin und Übersetzerin († 2003)
- 04. März: Ronny Pecik, österreichischer Investor
- 04. März: Claire Voisin, französische Mathematikerin
- 05. März: Simon Abkarian, französischer Schauspieler
- 05. März: Amina Annabi, französisch-tunesische Sängerin und Schauspielerin
- 06. März: Serra Durugönül, türkische Klassische Archäologin
- 06. März: Erika Hess, Schweizer Skirennläuferin
- 06. März: Sergei Jaschin, russischer Eishockeyspieler und -trainer († 2022)
- 06. März: Stephan Schöne, deutscher Handballspieler, -trainer und -manager
- 06. März: Uwe Wanke, deutscher Politiker
- 07. März: Améleté Abalo, togoischer Fußballspieler und -trainer († 2010)
- 07. März: Anna Burns, nordirische Schriftstellerin
- 07. März: Taylor Dayne, US-amerikanische Sängerin
- 07. März: Klaus Trabitsch, österreichischer Gitarrist und Sänger
- 08. März: Jürgen Großmann, deutscher Jurist und Kommunalpolitiker
- 08. März: Heinrich Koch, deutscher Wirtschaftsingenieur und Politiker
- 08. März: Kim Ung-yong, südkoreanischer Kernphysiker
- 08. März: Richard Stanton, britischer Automobilrennfahrer
- 09. März: Jan Furtok, polnischer Fußballspieler und -trainer († 2024)
- 09. März: Richard Quest, britischer Nachrichtenmoderator
- 10. März: Cheryl Roberts, südafrikanische Tischtennisspielerin († 2022)
- 10. März: Irene S., österreichische Sängerin, Schauspielerin und Kabarettistin
- 11. März: Alexander Hold, deutscher Jurist, Politiker (Freie Wähler), Autor sowie ehemaliger Fernsehdarsteller und Richter
- 11. März: Matt Mead, US-amerikanischer Jurist und Politiker
- 11. März: Jeffrey Nordling, US-amerikanischer Schauspieler
- 12. März: Andreas Köpke, deutscher Fußballspieler
- 12. März: Darryl Strawberry, US-amerikanischer Baseballspieler
- 14. März: Ruth Arnet Gantner, schweizerische Rechtswissenschafterin
- 15. März: Markus Merk, deutscher Fußballschiedsrichter
- 15. März: Leopoldo Serantes, philippinischer Boxer († 2021)
- 15. März: Terence Trent D’Arby, US-amerikanischer Sänger
- 16. März: Joseph Crowley, US-amerikanischer Politiker
- 16. März: Franck Fréon, französischer Automobilrennfahrer
- 16. März: Lasse Larsson, schwedischer Fußballspieler († 2015)
- 16. März: Janette Rauch, schweizerisch-deutsche Schauspielerin
- 17. März: Clare Grogan, schottische Schauspielerin und Sängerin
- 17. März: Christian Schuhböck, österreichischer Landschaftsökologe
- 17. März: Christiane Weber, deutsche Fechtsportlerin
- 18. März: Tina Bara, deutsche Fotografin und DDR Oppositionelle
- 18. März: Thomas Hartung, deutscher Germanist, Journalist und Politiker
- 18. März: Hossein Kazemzadeh, iranischer Lehrer, Journalist und Mystiker
- 18. März: James McMurtry, US-amerikanischer Folkrocksänger und Singer-Songwriter
- 18. März: Keith Millard, US-amerikanischer American-Football-Spieler
- 19. März: Adrian Bosshard, Schweizer Motorradrennfahrer und Unternehmer
- 20. März: Christoph Lauenstein, deutscher Filmemacher
- 20. März: Wolfgang Lauenstein, deutscher Filmemacher
- 20. März: Shaye Al-Nafisah, saudi-arabischer Fußballspieler († 2023)
- 20. März: Stephen Sommers, US-amerikanischer Filmproduzent, Drehbuchautor und Regisseur
- 21. März: Zackie Achmat, südafrikanischer Aktivist
- 21. März: Matthew Broderick, US-amerikanischer Theater- und Filmschauspieler
- 21. März: Narumi Kakinouchi, japanischer Mangaka
- 21. März: Gilles Lalay, französischer Motorradrennfahrer († 1992)
- 21. März: Andrea Maria Schenkel, deutsche Schriftstellerin
- 22. März: Dagmar Freist, Historikerin
- 22. März: Ibrahim Michael Ibrahim, libanesischer Bischof in Kanada
- 22. März: Juan Aguilera, spanischer Tennisspieler († 2025)
- 23. März: Basil al-Assad, syrischer Politiker († 1994)
- 23. März: Stefan Kellner, deutscher Handballtorwart
- 23. März: Günther Paal, österreichischer Kabarettist
- 23. März: Steven Redgrave, britischer Ruderer
- 24. März: Matthias Tiefenbacher, deutscher Regisseur
- 25. März: Andreas Al-Laham, deutscher Betriebswirt († 2011)
- 25. März: Marcia Cross, US-amerikanische Schauspielerin
- 25. März: Hans-Peter Wiegert, deutscher Karateka mehrfacher Weltmeister und Bundestrainer
- 26. März: Călin Georgescu, rumänischer Politiker
- 26. März: Falko Götz, deutscher Fußballspieler und Trainer
- 26. März: John Stockton, US-amerikanischer Basketballspieler
- 27. März: Kevin J. Anderson, US-amerikanischer Science-Fiction-Schriftsteller
- 27. März: Jann Arden, kanadische Sängerin und Musikerin
- 27. März: Christian Habekost, deutscher Kabarettist
- 27. März: Christoph Langen, deutscher Bobfahrer
- 28. März: Jure Franko, slowenischer Skirennläufer
- 30. März: Kathrin Amacker, Schweizer Managerin und Politikerin
- 31. März: Skylet Andrew, englischer Tischtennisspieler
- 31. März: Olli Rehn, finnischer Politiker und EU-Erweiterungskommissar
- 31. März: Konstantia Gourzi, griechische Komponistin und Dirigentin

### April
- 01. April: Stefanie Tücking, deutsche Fernseh- und Radiomoderatorin († 2018)
- 02. April: Billy Dean, US-amerikanischer Country-Musiker
- 03. April: Salma Agha, britische Sängerin und Schauspielerin
- 03. April: James E. Davis, US-amerikanischer Politiker († 2003)
- 03. April: Mike Ness, US-amerikanischer Musiker
- 03. April: Jennifer Rubin, US-amerikanische Schauspielerin
- 03. April: Werner Rusche, deutscher Fußballspieler
- 04. April: Neven Ilic, chilenischer Sportfunktionär
- 05. April: Kirsan Iljumschinow, Präsident der autonomen Republik Kalmückien in der Russischen Föderation
- 05. April: Khalid Salman, katarischer Fußballspieler
- 06. April: Tomoyasu Asaoka, japanischer Fußballspieler († 2021)
- 06. April: Robert Wells, schwedischer Komponist, Pianist und Entertainer
- 07. April: Kristina Bach, deutsche Schlagersängerin, Texterin und Produzentin
- 07. April: Andrew Hampsten, US-amerikanischer Radrennfahrer
- 07. April: Stefan Schneider, deutscher Radiomoderator und Stadionsprecher
- 08. April: Alberto Angela, italienischer Paläontologe, Wissenschaftsjournalist und Sachbuchautor
- 08. April: Horst Arnold, deutscher Politiker
- 08. April: Izzy Stradlin, US-amerikanischer Musiker
- 10. April: Sepp Daxenberger, deutscher Politiker (Bündnis 90/Die Grünen) († 2010)
- 10. April: Wolfgang Edenharder, deutscher Sänger
- 10. April: Jukka Tammi, finnischer Eishockeyspieler
- 11. April: Franz Heinzer, Schweizer Skirennläufer
- 11. April: Claudia Ravensburg, deutsche Politikerin
- 12. April: Éric Laboureix, französischer Freestyle-Skier
- 12. April: Carlos Sainz, spanischer Rallyefahrer
- 13. April: Matthias Hönerbach, deutscher Fußballspieler
- 13. April: Hillel Slovak, US-amerikanischer Musiker († 1988)
- 14. April: Ralf Bergmann, deutscher Politiker († 2025)
- 15. April: Franz Dufter, deutscher Automobilrennfahrer
- 15. April: Nick Kamen, britisches Fotomodell und Sänger († 2021)
- 15. April: Bernhard Marsch, deutscher Filmemacher († 2025)
- 15. April: Wally Schreiber, deutsch-kanadischer Eishockeyspieler
- 15. April: Nawal El Moutawakel, marokkanische Leichtathletin
- 16. April: Herbert Jösch, deutscher Musiker und Bandleader
- 16. April: Matthias Röhr, deutscher Musiker der Band Böhse Onkelz und Schriftsteller
- 16. April: Lukas Lichtner-Hoyer, österreichischer Unternehmer und Automobilrennfahrer
- 16. April: Ian MacKaye, US-amerikanischer Musiker und Labelgründer
- 17. April: Heidi Attenberger, deutsche Ruderin
- 17. April: Georg Böhm, deutscher Tischtennisspieler
- 17. April: Joanna Murray-Smith, australische Schriftstellerin
- 18. April: Arno Abler, österreichischer Politiker (ÖVP)
- 19. April: Silvia Schmitt, deutsche Handballspielerin
- 19. April: Pål Trulsen, norwegischer Curler und Olympiasieger
- 19. April: Dorian Yates, britischer Bodybuilder
- 20. April: Ilir Gjoni, albanischer Politiker und Diplomat
- 20. April: Sigurður Ingi Jóhannsson, isländischer Politiker
- 20. April: Lionel Robert, französischer Automobilrennfahrer
- 20. April: Thomas Rohde, deutscher Oboist
- 21. April: Heather Zar, südafrikanische Kinderärztin und Pulmonologin
- 23. April: Roswitha Aschenwald, österreichische Skirennläuferin
- 23. April: Andersen Viana, brasilianischer Komponist
- 24. April: Clemens Binninger, deutscher Politiker, MdB
- 24. April: Stuart Pearce, englischer Fußballspieler
- 25. April: Joseph Befe Ateba, kamerunischer Bischof († 2014)
- 25. April: Ralf Benschu, deutscher Musiker
- 25. April: Ole Edvard Antonsen, norwegischer Trompeter
- 27. April: Robin S., US-amerikanische Popsängerin
- 27. April: Dietmar Streitler, österreichischer Ringer († 2022)
- 28. April: Susanne Klatten, deutsche Milliardärin und Anteilseignerin an BMW und Altana
- 28. April: Peter Sadlo, deutscher Schlagzeuger († 2016)
- 29. April: Stephan Burger, Erzbischof von Freiburg
- 29. April: Dieter Hegen, deutscher Eishockeyspieler und -trainer
- 30. April: Nikolai Fomenko, russischer Unternehmer, Schauspieler, Musiker und Automobilrennfahrer
- 30. April: Alexander Osang, deutscher Journalist und Schriftsteller

### Mai
- 01. Mai: Remedios Amaya, spanische Flamenco-Sängerin
- 01. Mai: Owen Paul, britischer Sänger
- 01. Mai: Maia Morgenstern, rumänische Schauspielerin
- 01. Mai: Christof Stein-Schneider, deutscher Gitarrist
- 02. Mai: Jean-François Bernard, französischer Radrennfahrer
- 02. Mai: Fabio Stassi, italienischer Schriftsteller
- 02. Mai: Andreas Steppuhn, deutscher Politiker
- 02. Mai: Jimmy White, englischer Snookerspieler
- 02. Mai: Ty Herndon, US-amerikanischer Country-Sänger
- 05. Mai: Rodica Arba-Pușcatu, rumänische Ruderin
- 05. Mai: Scott Tucker, US-amerikanischer Unternehmer und Automobilrennfahrer
- 05. Mai: Stefan Wenzel, deutscher Politiker
- 06. Mai: Tarek Assam, deutsch-ägyptischer Tänzer und Choreograf
- 06. Mai: Andreas Köckeritz, deutscher Handballspieler und -trainer
- 06. Mai: Mario Kummer, deutscher Radsportler
- 06. Mai: Norbert Heisterkamp, deutscher Schauspieler
- 07. Mai: Piero Liatti, italienischer Rallyefahrer
- 07. Mai: Monika Martin, österreichische Sängerin
- 07. Mai: Georg Zeitblom, deutscher Musiker und Performancekünstler
- 08. Mai: Tatjana Rubzowa, russische Schachspielerin

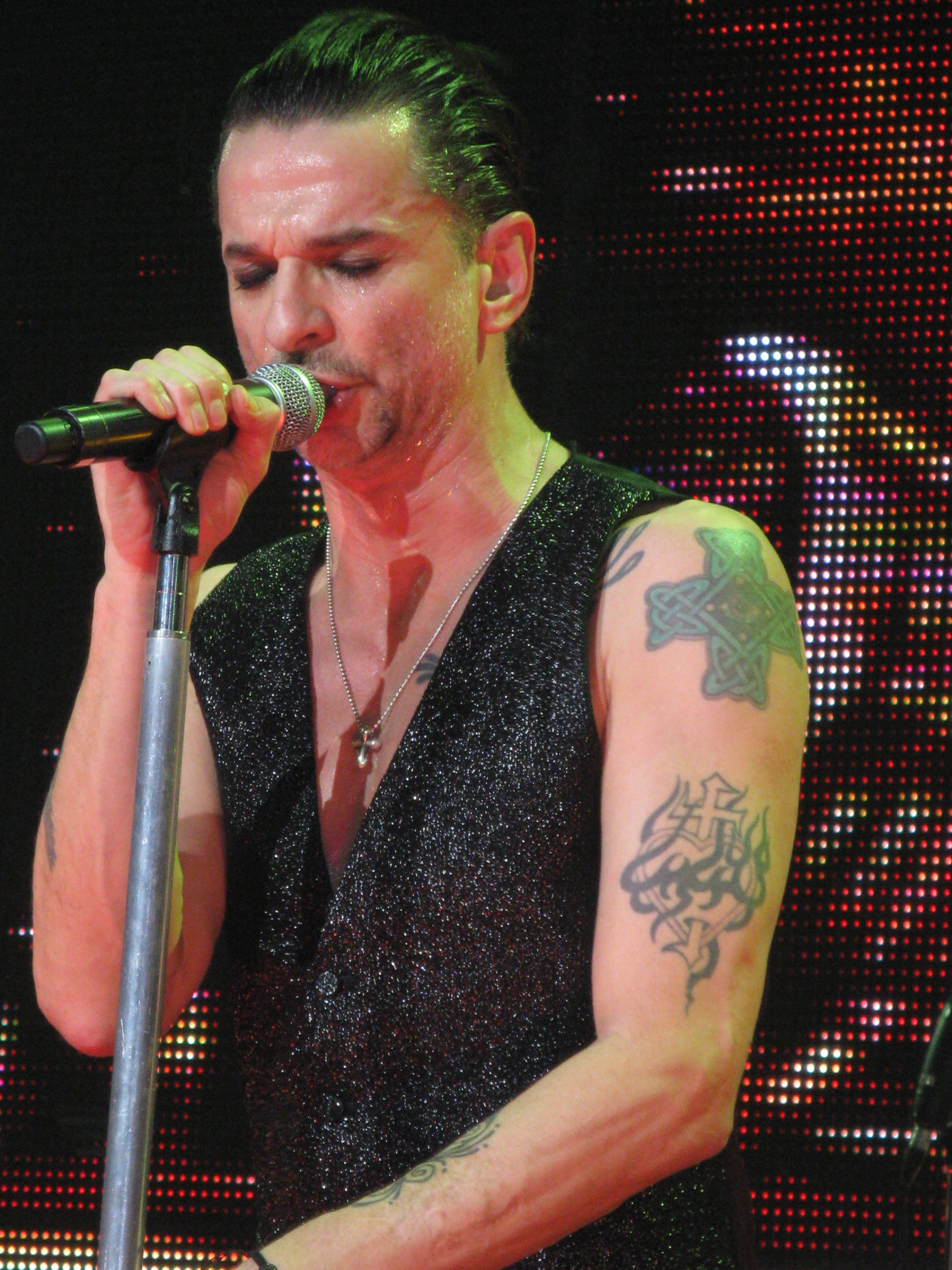
Dave Gahan mit Depeche Mode, 2010

- 09. Mai: Babette von Kienlin, deutsche Fernsehmoderatorin
- 09. Mai: Dave Gahan, britischer Musiker
- 09. Mai: Paul Heaton, britischer Musiker
- 10. Mai: John Ngugi, kenianischer Leichtathlet
- 11. Mai: Luca Drudi, italienischer Automobilrennfahrer
- 11. Mai: Steve Wacholz, US-amerikanischer Schlagzeuger
- 12. Mai: Emilio Estevez, US-amerikanischer Filmschauspieler
- 12. Mai: April Grace, US-amerikanische Schauspielerin
- 12. Mai: Brett Gurewitz, Gitarrist und Songwriter der amerikanischen Band Bad Religion
- 13. Mai: Aníbal Acevedo Vilá, puerto-ricanischer Politiker
- 14. Mai: Ferran Adrià Acosta, spanischer Koch und Gastronom
- 14. Mai: Ian Robert Astbury, britischer Rocksänger
- 14. Mai: Thomas Bubendorfer, österreichischer Extrembergsteiger und Autor
- 14. Mai: Wolfgang Přiklopil, österreichischer Entführer († 2006)
- 16. Mai: Georges Bacaouni, libanesischer Erzbischof
- 16. Mai: Anna Justice, deutsche Filmregisseurin und Drehbuchautorin († 2021)
- 17. Mai: Dieter Ammann, Schweizer Musiker und Komponist
- 17. Mai: Hugo Bonatti, österreichischer Freestyle-Skier
- 17. Mai: Thomas Rachel, deutscher Bundestagsabgeordneter
- 17. Mai: Dmitri Sidorow, russischer Dokumentarfilmregisseur († 2016)
- 17. Mai: Heinz Strunk, deutscher Entertainer, Autor und Politiker
- 17. Mai: Aglaja Veteranyi, Schweizer Schauspielerin und Schriftstellerin († 2002)
- 18. Mai: Sandra, deutsche Pop-Sängerin
- 18. Mai: John Chabot, kanadischer Eishockeyspieler und -trainer
- 19. Mai: Boz Boorer, englischer Musiker
- 19. Mai: Uli Borowka, deutscher Fußballspieler
- 19. Mai: Klaus Dieter Pfeffer, deutscher Mediziner, Immunologe und Molekularbiologe
- 19. Mai: Helmut Riegger, deutscher Kommunalpolitiker
- 20. Mai: Christiane Felscherinow, berühmte deutsche Drogenabhängige („Christiane F.“)
- 20. Mai: ChaPeau, deutscher Zauberkünstler
- 21. Mai: Jürgen Gallmann, Geschäftsführer von Microsoft Deutschland
- 21. Mai: Uwe Rahn, deutscher Fußballspieler
- 22. Mai: Karl Edelmann, deutscher Musiker und Komponist
- 22. Mai: Darcy Lima, brasilianischer Schachspieler, -funktionär, -herausgeber, und -lehrer
- 22. Mai: Rainer Wöss, österreichischer Schauspieler
- 23. Mai: Frank Allgöwer, deutscher Ingenieur und Wissenschaftler
- 24. Mai: Charles Rettinghaus, deutscher Synchronsprecher und Filmschauspieler
- 24. Mai: Massimo Mauro, italienischer Fußballspieler und Politiker
- 25. Mai: Egyd Gstättner, österreichischer Publizist und Schriftsteller
- 25. Mai: Ingeborg Hungnes, norwegische Sängerin
- 25. Mai: Philippe Verellen, belgischer Automobilrennfahrer († 2002)
- 26. Mai: Black, britischer Sänger († 2016)
- 26. Mai: Bobcat Goldthwait, US-amerikanischer Komiker
- 27. Mai: Eva Matthes, deutsche Pädagogin, Soziologin, Historikerin und Hochschullehrerin
- 28. Mai: Knacki Deuser, deutscher Moderator und Comedian
- 29. Mai: Semino Rossi, argentinisch-österreichischer Schlagersänger
- 30. Mai: John Alt, US-amerikanischer American-Football-Spieler
- 30. Mai: Arianne Borbach, deutsche Schauspielerin († 2024)
- 30. Mai: Timo Soini, finnischer Politiker
- 30. Mai: Bernd Glemser, deutscher Musiker
- 31. Mai: Philippe Gache, französischer Automobilrennfahrer und Rennstallbesitzer
- 31. Mai: Sebastian Koch, deutscher Schauspieler

### Juni
- 02. Juni: Sibylle Berg, deutsch-schweizerische Schriftstellerin
- 02. Juni: Joseph Hannesschläger, deutscher Schauspieler († 2020)
- 02. Juni: Alischer Latifsoda, tadschikischer Komponist
- 02. Juni: Ian Shaw, britischer Jazzsänger, Pianist, Schauspieler und Musikproduzent
- 03. Juni: Oliver Augst, deutscher Komponist, Sänger, Produzent und Hörspielautor
- 03. Juni: Dagmar Neubauer, deutsche Leichtathletin
- 03. Juni: Jan Ohlsson, schwedischer Schauspieler
- 03. Juni: Alexander Stock, deutscher Journalist
- 04. Juni: Krzysztof Hołowczyc, polnischer Rallyefahrer und Politiker
- 04. Juni: Christof Rasche, deutscher Politiker
- 05. Juni: Buck Angel, US-amerikanischer Pornodarsteller
- 05. Juni: Astrid von Belgien, Tochter des belgischen Königs Albert II.
- 05. Juni: Claudia Messner, österreichische Schauspielerin
- 05. Juni: Petr Vrabec, tschechischer Fußballspieler und -trainer
- 06. Juni: Carol Cady, US-amerikanische Leichtathletin
- 06. Juni: Alex Datcher, US-amerikanische Schauspielerin
- 06. Juni: Feya Faku, südafrikanischer Jazztrompeter († 2025)
- 07. Juni: Michael Georg Aggelidis, deutscher Politiker
- Viola Amherd, 202407. Juni: Viola Amherd, ehemalige schweizerische Bundesrätin, Vorsteherin des Eidgenössischen Departementes für Verteidigung, Bevölkerungsschutz und Sport und Bundespräsidentin (2024)

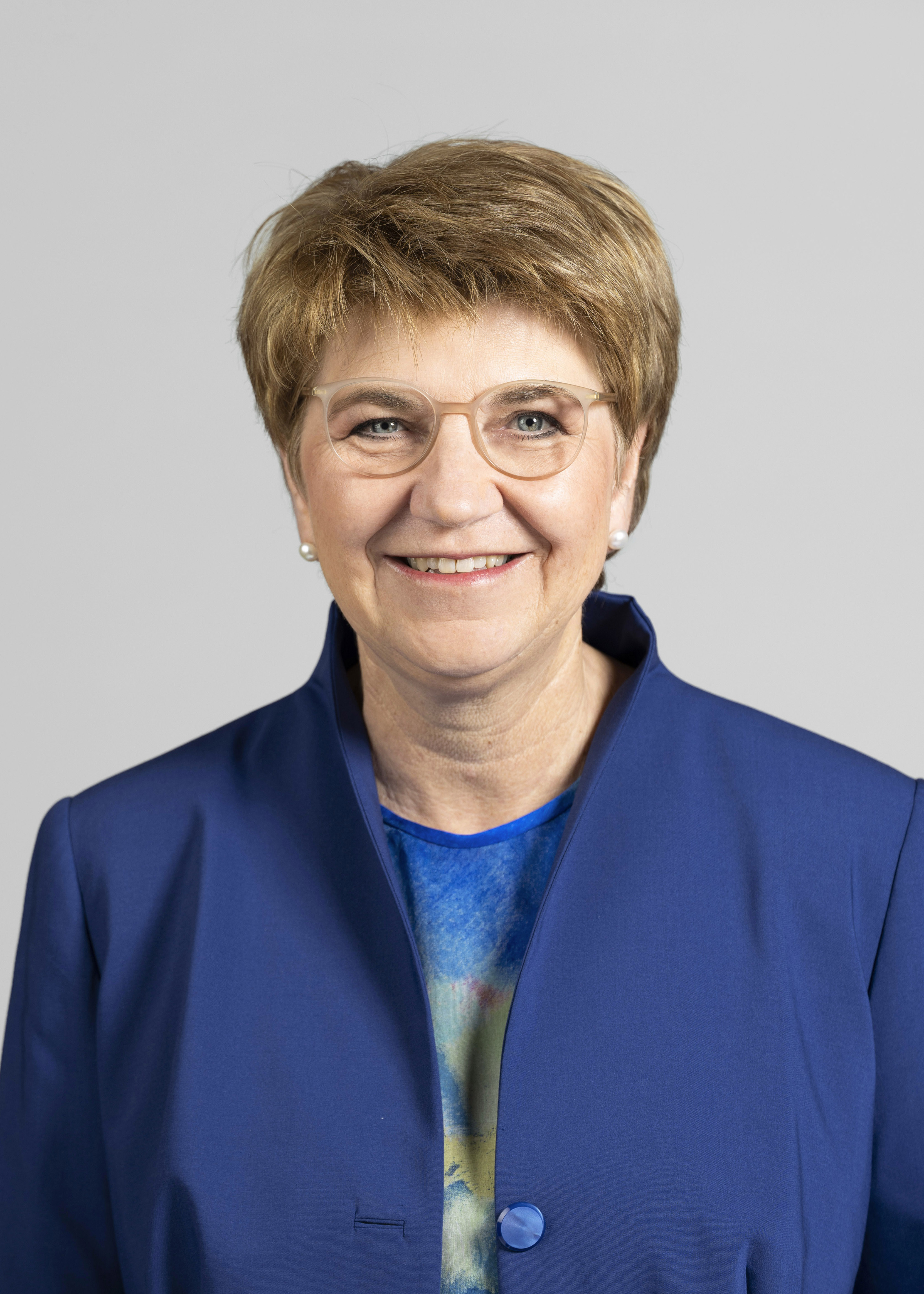
Viola Amherd, 2024

- 08. Juni: Thomas Jefferson, US-amerikanischer Leichtathlet und Olympiateilnehmer
- 08. Juni: Andreas Keim, deutscher Fußballspieler
- 08. Juni: Kerstin Rech, deutsche Autorin
- 08. Juni: Nick Rhodes, britischer Keyboardspieler
- 09. Juni: Günther Schäfer, deutscher Fußballspieler und -trainer
- 09. Juni: Sergei Dowgaljuk, russischer Hornist
- 10. Juni: Tommy Amper, deutscher Komponist, Musikarrangeur, Musikproduzent, Sänger, Geschäftsführer, Synchronsprecher und Unternehmer
- 10. Juni: Petra Hinz, deutsche Politikerin
- 10. Juni: Vincent Perez, Schweizer Schauspieler, Regisseur, Drehbuchautor und Filmproduzent
- 10. Juni: Brigitte Oertli, Schweizer Skirennläuferin
- 10. Juni: Ralf Schumann, deutscher Sportschütze
- 10. Juni: Masashi Tanaka, japanischer Mangaka
- 10. Juni: Pascal von Wroblewsky, deutsche Jazz-Sängerin und Schauspielerin
- 11. Juni: Andreas Mihatsch, deutscher Fotograf und Filmproduzent
- 12. Juni: Matilde Asensi Carratalá, spanische Schriftstellerin
- 12. Juni: Neil Cunningham, neuseeländischer Automobilrennfahrer († 2016)
- 12. Juni: Jordan Peterson, kanadischer klinischer Psychologe und Sachbuchautor
- 12. Juni: Sahnie, Ex-Bassist der deutschen Punkband Die Ärzte
- 13. Juni: Davey Hamilton, US-amerikanischer Automobilrennfahrer
- 13. Juni: Ally Sheedy, US-amerikanische Schauspielerin
- 14. Juni: Stig Rossen, dänischer Sänger und Schauspieler
- 15. Juni: Thomas Wiedling, deutscher Schriftsteller und Übersetzer
- 17. Juni: Lio, französisch-belgische Sängerin und Schauspielerin
- 17. Juni: Frank Baranowski, Oberbürgermeister von Gelsenkirchen
- 18. Juni: Lisa Randall, US-amerikanische Professorin für theoretische Physik
- 19. Juni: Paula Abdul, US-amerikanische Choreographin
- 20. Juni: Kirk Baptiste, US-amerikanischer Leichtathlet († 2022)
- 21. Juni: Chris Palmer, britischer Motorradrennfahrer
- 21. Juni: Pipilotti Rist, eigentlich Elisabeth Charlotte Rist, Schweizer Videokünstlerin
- 21. Juni: Wiktor Zoi, russischer Rocksänger († 1990)

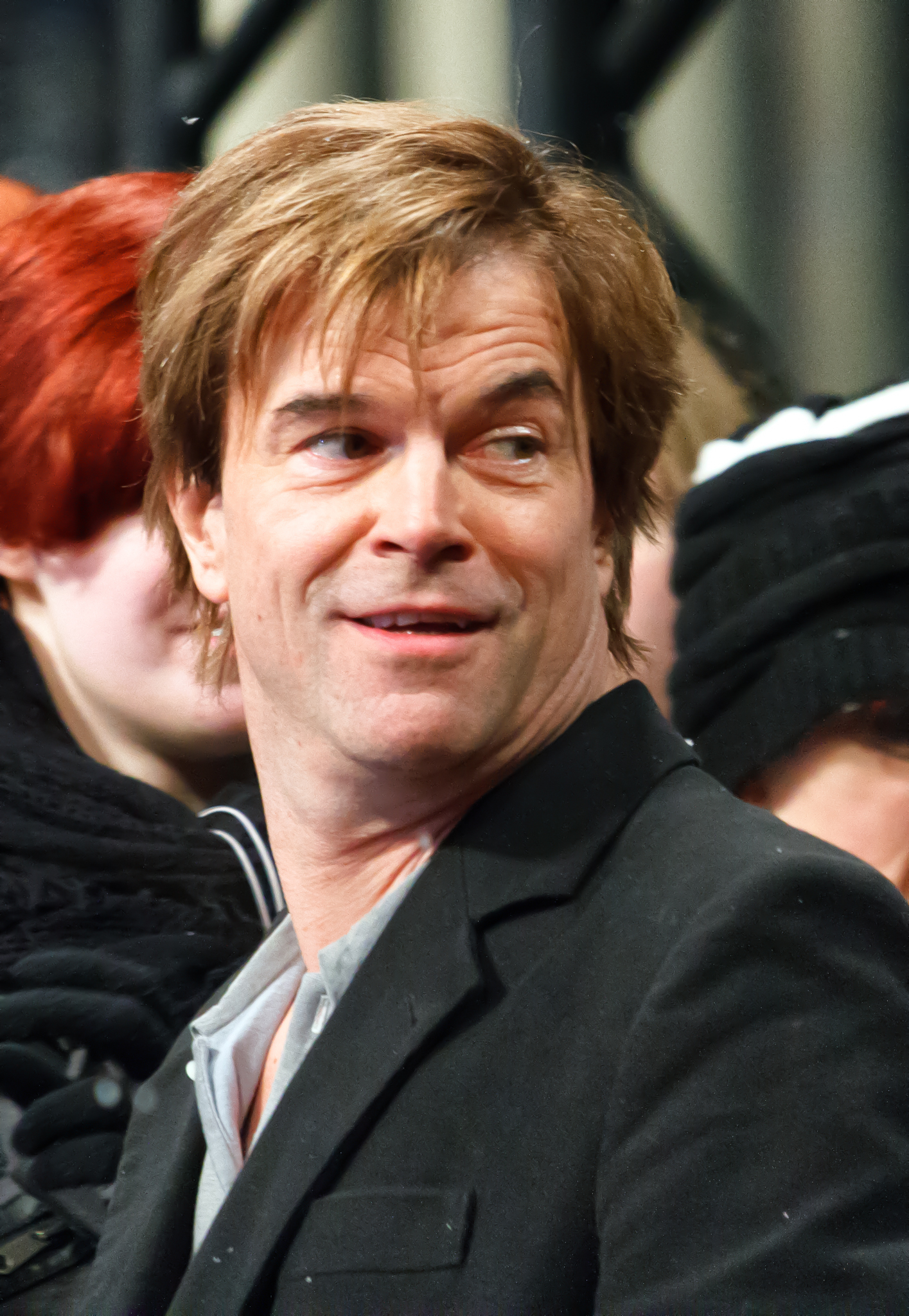
Campino, 2013

- 22. Juni: Jean Arcelin, französisch-schweizerischer Maler
- 22. Juni: Campino, deutscher Sänger der deutschen Punkband „Die Toten Hosen“
- 22. Juni: Clyde Drexler, US-amerikanischer Basketballspieler
- 22. Juni: Dudley Stokes, jamaikanischer Bobfahrer
- 23. Juni: Jan Freiheit, deutscher Barockcellist und Gambist
- 23. Juni: Ralf Günther, deutscher Fernsehproduzent
- 24. Juni: Christine Neubauer, deutsche Schauspielerin
- 26. Juni: Hubert Strolz, österreichischer Skirennläufer
- 27. Juni: Tony Leung Chiu Wai, chinesischer Schauspieler
- 28. Juni: Luc Feit, luxemburgischer Schauspieler
- 29. Juni: Pal Lekaj, kosovarischer Politiker
- 29. Juni: Volker Meyer-Dabisch, deutscher Schauspieler und Regisseur
- 30. Juni: Martin Dörmann, deutscher Politiker und MdB
- 00. Juni: John Wesley, US-amerikanischer Gitarrist und Sänger

### Juli
- 01. Juli: Nicolaus Fest, deutscher Jurist, Journalist und Politiker
- 02. Juli: Monika Hohlmeier, deutsche Politikerin
- 03. Juli: Brigitte Lösch, deutsche Politikerin und MdL
- 03. Juli: Tom Cruise, US-amerikanischer Schauspieler und Produzent Tom Cruise, 2008

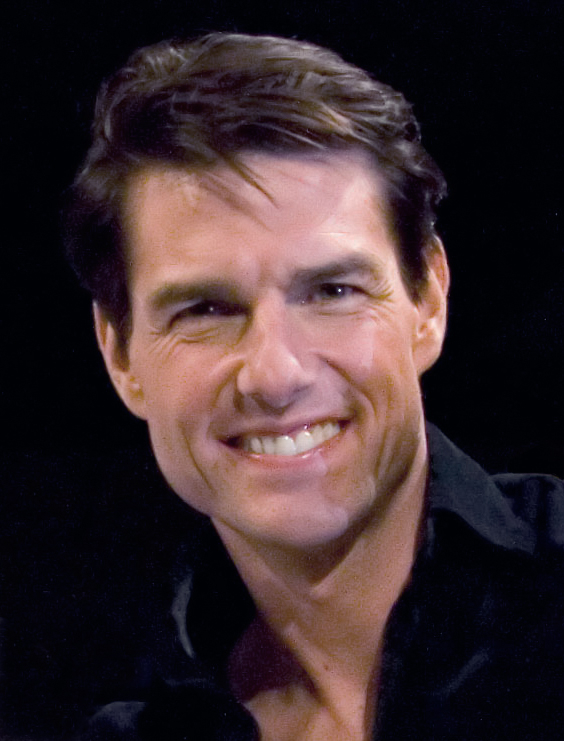
Tom Cruise, 2008

- 03. Juli: Thomas Ellis Gibson, US-amerikanischer Schauspieler
- 03. Juli: Tanja Schumann, deutsche Schauspielerin und Sprecherin
- 04. Juli: Claudia Zaczkiewicz, deutsche Leichtathletin und Olympionikin
- 04. Juli: Pam Shriver, US-amerikanische Tennisspielerin
- 05. Juli: Ralf Komorr, deutscher Schauspieler
- 05. Juli: Stefan Mickisch, deutscher Pianist und Musikwissenschaftler († 2021)
- 05. Juli: Ali Amrozi bin Haji Nurhasyim, indonesischer Terrorist († 2008)
- 06. Juli: Anthony Forde, barbadischer Dartspieler
- 06. Juli: Manfred Wilde, deutscher Historiker
- 06. Juli: Ingrid Thurnher, österreichische Nachrichtensprecherin
- 08. Juli: Joan Osborne, US-amerikanische Sängerin und Liedermacherin
- 08. Juli: Johan Gielis, belgischer Ingenieur, Mathematiker und Unternehmer
- 10. Juli: Joel Hilgenberg, US-amerikanischer American-Football-Spieler
- 10. Juli: Santiago Ostolaza, uruguayischer Fußballspieler und -trainer
- 11. Juli: Heike Hanold-Lynch, deutsche Schauspielerin und Coach
- 11. Juli: Jill Jones, US-amerikanische Sängerin
- 11. Juli: Manuela Mager, deutsche Eiskunstläuferin
- 11. Juli: Hans-Marcus Elwert, deutscher Fernschachgroßmeister
- 12. Juli: Bruno Kahl, Präsident des Bundesnachrichtendienstes
- 12. Juli: Christine Zierl (Pseudonym Dolly Dollar), deutsche Schauspielerin
- 13. Juli: Margret Almer, österreichische Jodlerin und Sängerin volkstümlicher Musik
- 14. Juli: Kerstin Lorenz, deutsche Politikerin († 2005)
- 15. Juli: Jens Bullerjahn, deutscher Politiker († 2022)
- 16. Juli: Thomas Arslan, deutsch-türkischer Filmregisseur und Drehbuchautor
- 16. Juli: Robert Feldhoff, deutscher Science-Fiction-Autor († 2009)
- 16. Juli: Mathias Herrmann, deutscher Schauspieler
- 16. Juli: Uwe Hohn, deutscher Leichtathlet
- 16. Juli: Natalja Lissowskaja, russische Leichtathletin und Olympiasiegerin
- 18. Juli: Lee Arenberg, US-amerikanischer Schauspieler
- 18. Juli: Víctor Manuel Fernández, argentinischer Erzbischof und Kardinal
- 18. Juli: Jack Irons, US-amerikanischer Schlagzeuger
- 19. Juli: Anthony Edwards, US-amerikanischer Schauspieler
- 20. Juli: Elías Blanco Mamani, bolivianischer Journalist, Literaturwissenschaftler und Biograf
- 20. Juli: Christoph Palmer, deutscher Politiker
- 20. Juli: Alphonso Williams, US-amerikanischer Sänger († 2019)
- 21. Juli: Victor Olufemi Adebowale, britischer Life Peer und Chief Executive
- 21. Juli: Gabi Bauer, deutsche Fernsehmoderatorin
- 22. Juli: Jean-Claude Leclercq, französischer Radrennfahrer, Trainer und Fernsehkommentator
- 23. Juli: Frank Cebulla, deutscher Fußballspieler
- 23. Juli: Eriq La Salle, US-amerikanischer Schauspieler, Regisseur, Produzent und Drehbuchautor
- 24. Juli: Johnny O’Connell, US-amerikanischer Automobilrennfahrer
- 24. Juli: Andreas Meurer, deutscher Musiker (Die Toten Hosen)
- 26. Juli: Uwe Raab, deutscher Radsportler
- 27. Juli: Mariela Castro, kubanische Politikerin
- 27. Juli: Udo Wolf, deutscher Politiker
- 28. Juli: Claudia Felser, deutsche Chemikerin und Materialwissenschaftlerin
- 28. Juli: Torsten Gütschow, deutscher Fußballspieler
- 28. Juli: Arne Lorenz, deutscher Regisseur
- 28. Juli: Michael Mauer, deutscher Automobildesigner
- 28. Juli: Ray Shero, US-amerikanischer Eishockeyspieler († 2025)
- 29. Juli: Carl Cox, britischer Disc-Jockey
- 29. Juli: Gabriela Kasperski, Schweizer Autorin
- 29. Juli: Frank Neubarth, deutscher Fußballspieler und -trainer
- 30. Juli: Loren Avedon, US-amerikanischer Schauspieler
- 30. Juli: Barbara Sletto, US-amerikanische Komponistin, Chorleiterin und Musikpädagogin
- 31. Juli: Wesley Snipes, US-amerikanischer Schauspieler Wesley Snipes, 2009

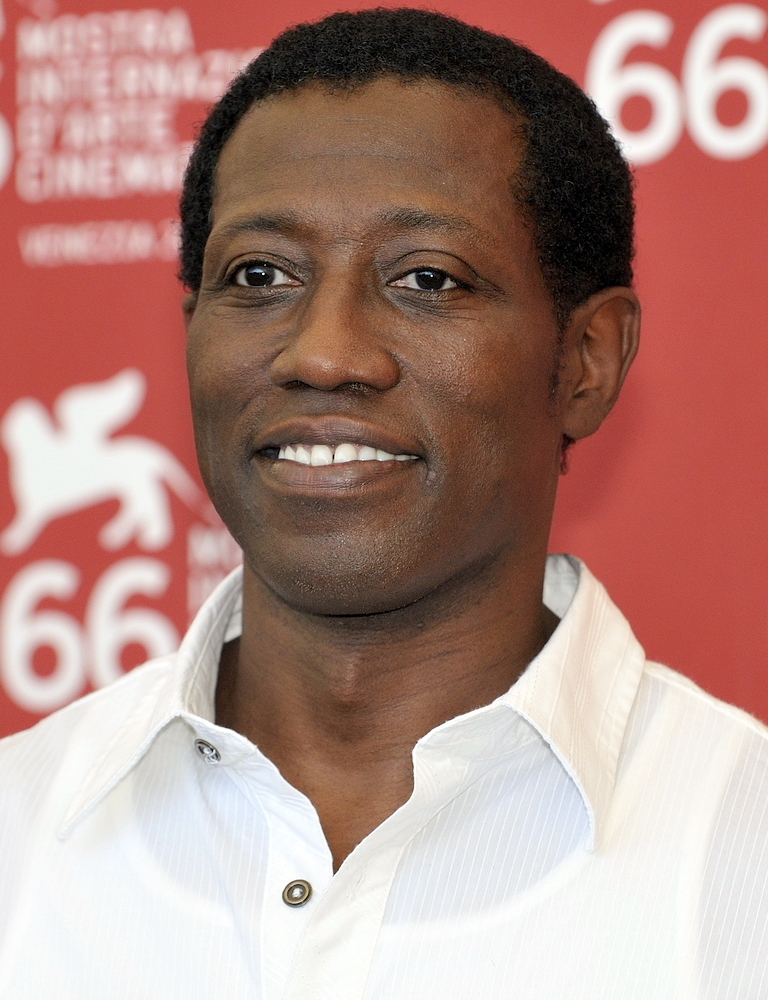
Wesley Snipes, 2009

### August
- 01. August: Spyros Andriopoulos, griechischer Langstreckenläufer
- 01. August: Toni G. Atkins, US-amerikanische Politikerin
- 02. August: Eckard Michels, deutscher Neuzeithistoriker
- 02. August: Satu Silvo, finnische Schauspielerin
- 02. August: Axel Malzacher, deutscher Schauspieler und Synchronsprecher
- 03. August: Gudrun Maria Abt, deutsche Leichtathletin und Olympiateilnehmerin
- 03. August: Mini Bydlinski, österreichischer Kabarettist und Schauspieler
- 03. August: Doris Bures, österreichische Politikerin (SPÖ)
- 03. August: Franziska Traub, deutsche Schauspielerin und Kabarettistin
- 04. August: Salvatore Bonafede, italienischer Jazzpianist
- 04. August: Wolf Lotter, österreichischer Journalist und Autor
- 05. August: Ingo Aulbach, deutscher Fußballprofi
- 05. August: Patrick Ewing, US-amerikanischer Basketballspieler
- 06. August: Steven Lee, australischer Skirennfahrer
- 06. August: Michelle Yeoh, malaysische Schauspielerin
- 07. August: Adriano Baffi, italienischer Radrennfahrer
- 07. August: Sabine Hark, deutsche Soziologin
- 07. August: Thomas Frick, deutscher Regisseur und Drehbuchautor
- 08. August: Ulli Baumann, deutscher Filmregisseur
- 08. August: Oliver Stokowski, deutscher Schauspieler
- 09. August: Holger Anthes, deutscher Fußballspieler
- 09. August: Carmen Butta, deutsch-italienische Journalistin und Regisseurin
- 09. August: Søren Hyldgaard, dänischer Komponist von Filmmusik († 2018)

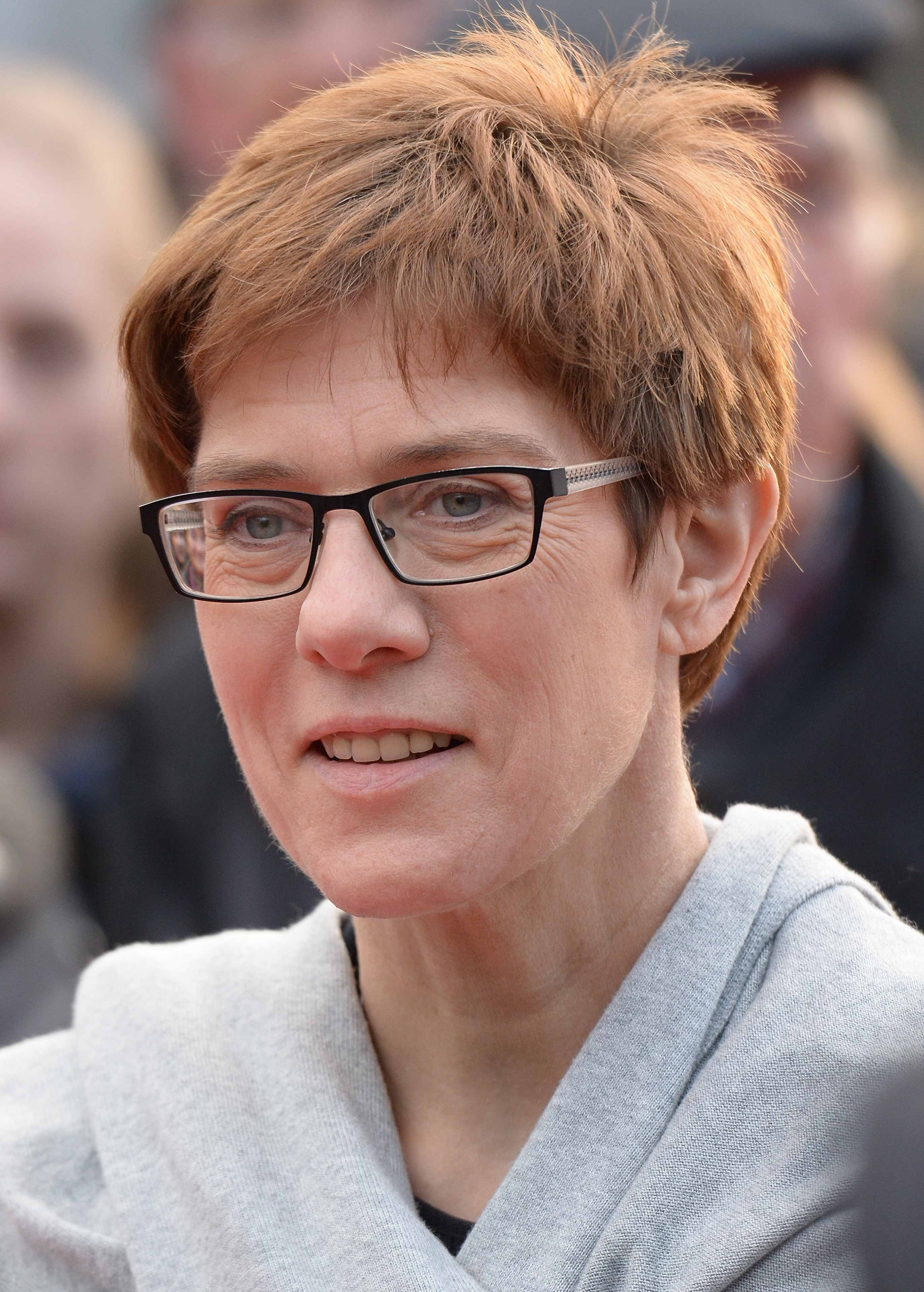
Annegret Kramp-Karrenbauer

- 09. August: Annegret Kramp-Karrenbauer, deutsche Politikerin
- 10. August: Ingo Autenrieth, deutscher Mediziner
- 10. August: Thomas Brunner, deutscher Fußballspieler und Trainer
- 10. August: Marie-Janine Calic, deutsche Historikerin, Politikberaterin und Professorin
- 10. August: Suzanne Collins, US-amerikanische Autorin

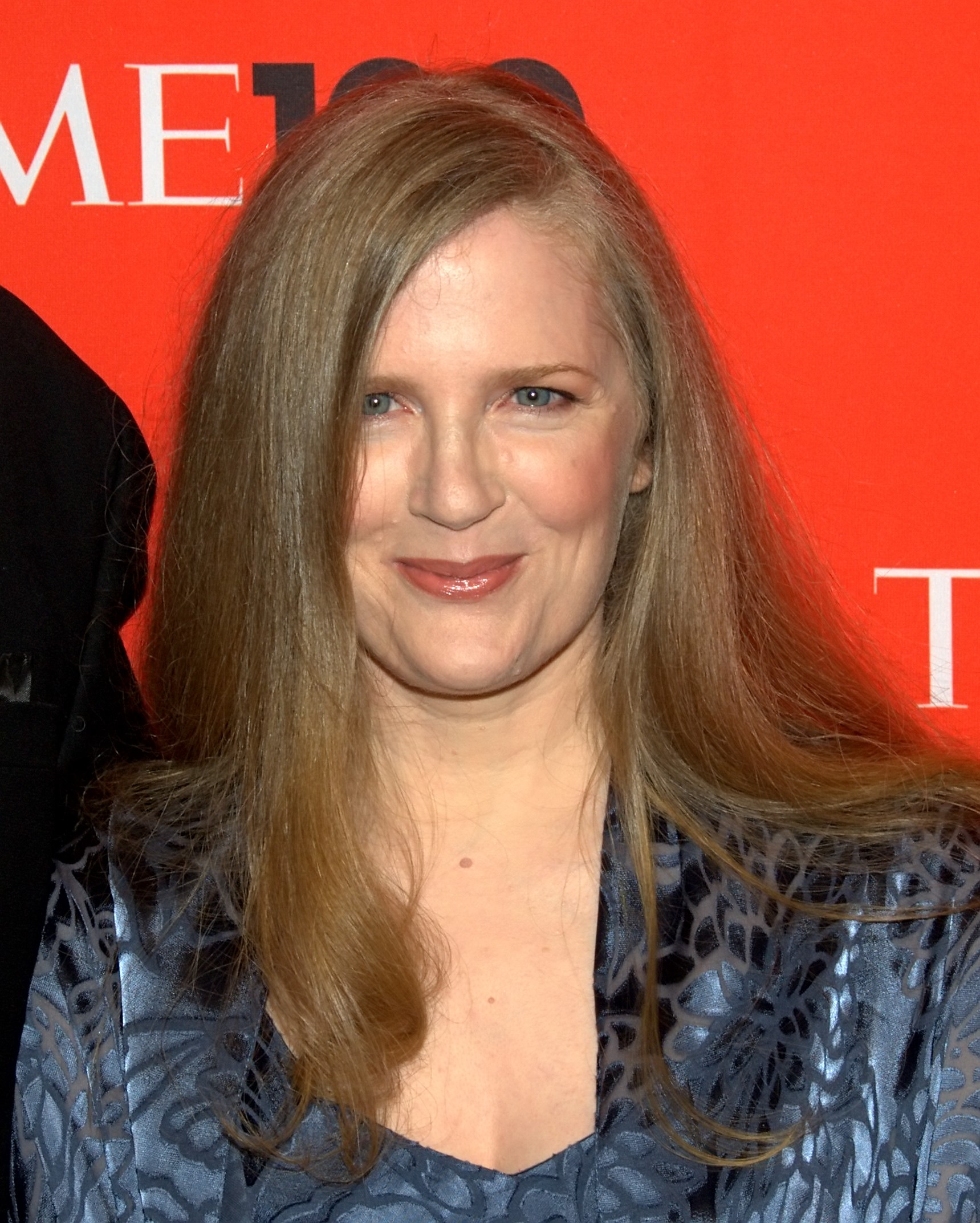
Suzanne Collins

- 10. August: Markus Schöffl, deutscher Tanzlehrer und ehemaliger Turniertänzer
- 12. August: Tereza Campello, brasilianische Wirtschaftswissenschaftlerin und Politikerin
- 12. August: Luca Olivieri, italienischer Gitarrist und Sänger
- 14. August: Benny Kim, US-amerikanischer Geiger
- 15. August: Gregor Amann, deutscher Politiker
- 15. August: Moreno Mannini, italienischer Fußballspieler
- 15. August: Kerstin Przygodda, deutsche Politikerin
- 15. August: David Zayas, US-amerikanischer Schauspieler
- 15. August: Moreno Mannini,
- 16. August: Steve Carell, US-amerikanischer Schauspieler und Comedian
- 17. August: Gilby Clarke, US-amerikanischer Gitarrist
- 17. August: Pierre Sanoussi-Bliss, deutscher Schauspieler, Regisseur und Drehbuchautor
- 17. August: Mark Sochatsky, deutsch-kanadischer Eishockeyspieler
- 17. August: Kajo Wasserhövel, Büroleiter von Franz Müntefering, Bundesgeschäftsführer der SPD

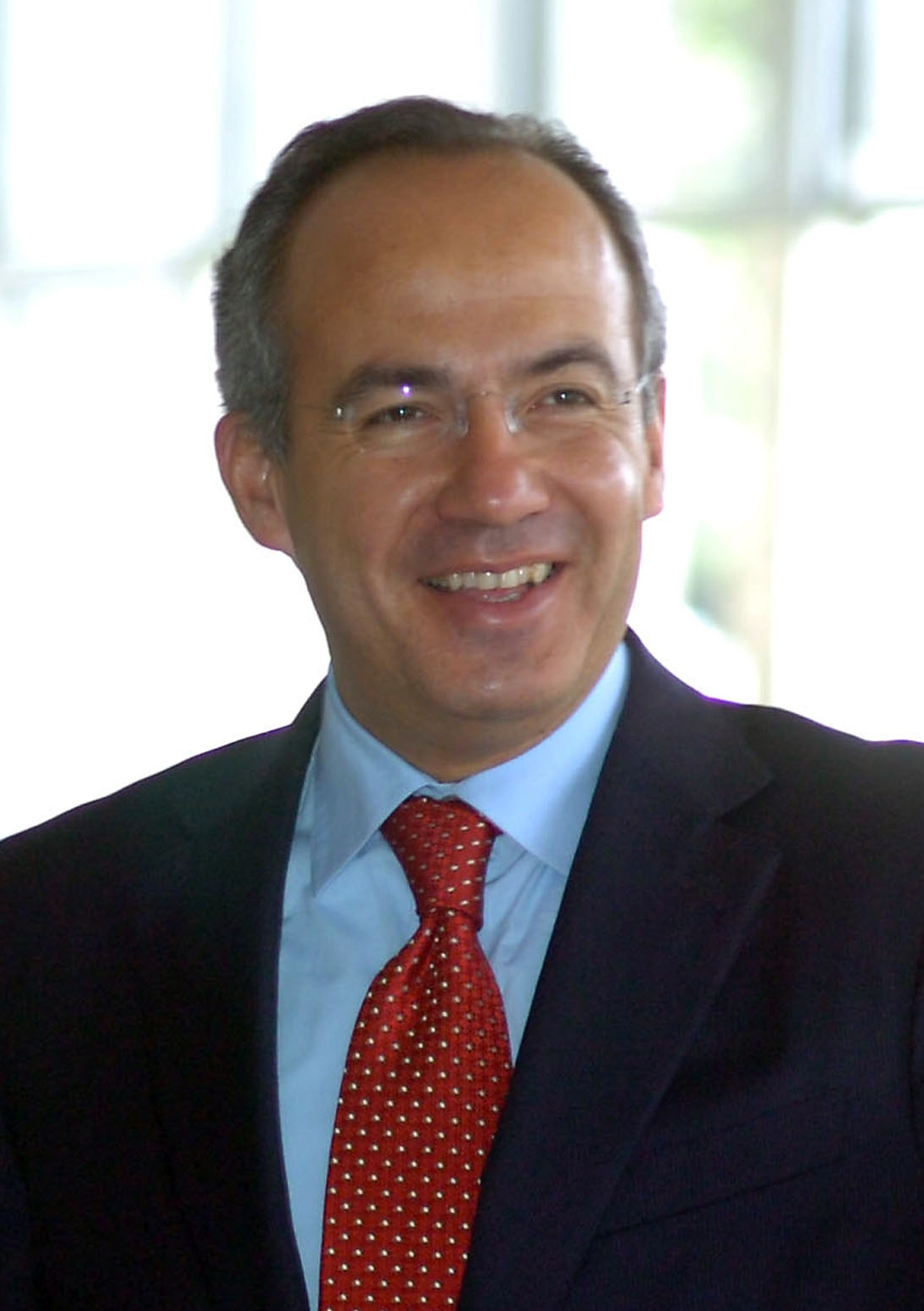
Felipe Calderón

- 18. August: Felipe Calderón, mexikanischer Politiker
- 18. August: Stephen Endelman, englischer Komponist
- 18. August: Olf Engelmann, deutscher Eishockeyspieler
- 18. August: Ralf Haber, deutscher Leichtathlet
- 18. August: Norman Hacker, österreichischer Schauspieler
- 18. August: Sandra Farmer-Patrick, US-amerikanische Leichtathletin und Olympiateilnehmerin
- 19. August: Bernd Lucke, deutscher Ökonom und Politiker
- 19. August: Michelangelo Rampulla, italienischer Fußballspieler
- 19. August: Valérie Kaprisky, französische Schauspielerin
- 20. August: Christoph Asmuth, deutscher Philosoph
- 20. August: James Marsters, US-amerikanischer Schauspieler und Musiker
- 21. August: Tsutomu Miyazaki, japanischer Serienmörder († 2008)
- 21. August: Jeff Stryker, US-amerikanischer Darsteller in Pornofilmen
- 21. August: Jorge Uliarte, argentinischer Dirigent
- 23. August: Jürgen Tonkel, deutscher Schauspieler
- 25. August: Theresa Andrews, US-amerikanische Schwimmerin
- 25. August: Alexander Graf, deutscher Schachspieler usbekischer Herkunft
- 25. August: Michael Zorc, deutscher Fußballspieler
- 25. August: Taslima Nasrin, bangladeschische Schriftstellerin
- 26. August: Sri Mulyani Indrawati, indonesische Wirtschaftswissenschaftlerin
- 26. August: Tariq Ramadan, ägyptischstämmiger Schweizer Islamwissenschaftler
- 26. August: Joachim Zelter, deutscher Schriftsteller
- 26. August: Ólafur Jóhann Ólafsson, isländischer Schriftsteller
- 27. August: Adam Oates, kanadischer Eishockeyspieler
- 27. August: Sarah Wiener, österreichische Fernsehköchin, Unternehmerin und Buchautorin
- 28. August: David Fincher, US-amerikanischer Regisseur, Filmproduzent und Schauspieler
- 29. August: Richard Angelo, US-amerikanischer Serienmörder
- 29. August: Jutta Kleinschmidt, deutsche Rallye-Fahrerin
- 29. August: Jorge Martínez, spanischer Motorradrennfahrer
- 30. August: François Delecour, französischer Rallyefahrer
- 31. August: Janice Ann Atkinson, britische Politikerin

### September
- 01. September: Damba Ajuschejew, russischer Geistlicher
- 01. September: Ruud Gullit, niederländischer Fußballspieler und -trainer
- 01. September: Jutta Steinruck, deutsche Politikerin (SPD)
- 02. September: Knut Leo Abrahamsen, norwegischer Nordischer Kombinierer
- 02. September: Keir Starmer, britischer Politiker
- 04. September: Bob Arnz, deutscher Musikproduzent, Komponist und Musik-Manager
- 05. September: Katrin Amunts, deutsche Medizinerin und Professorin
- 05. September: Jutta Dümpe-Krüger, deutsche Politikerin und MdB
- 05. September: Peter Wingfield, walisischer Schauspieler
- 06. September: Holger Fach, deutscher Fußballspieler und Trainer
- 06. September: Hardy Kayser, deutscher Musiker, Gitarrist und Songwriter
- 06. September: Kevin Willis, US-amerikanischer Basketballspieler
- 07. September: Neerja Bhanot, indische Flugbegleiterin und Model († 1986)
- 07. September: Graylin Warner, US-amerikanischer Basketballspieler († 2025)
- 08. September: Thomas Kretschmann, deutscher Schauspieler
- 08. September: Sergio Casal, spanischer Tennisspieler
- 09. September: Gunnlaugur Briem, isländischer Musiker
- 10. September: Tanja Langer, deutsche Schriftstellerin und Textdichterin
- 12. September: Mary Kay Adams, US-amerikanische Film- und Theaterschauspielerin
- 12. September: Juan Atkins, US-amerikanischer Techno-Musiker und Produzent
- 12. September: Dino Merlin, bosnischer Sänger und Produzent
- 12. September: Michel Qissi, US-amerikanischer Schauspieler, Regisseur, Drehbuchautor und Stuntman
- 13. September: Katja Burghardt, deutsche Journalistin († 2025)
- 15. September: Elisabeth Winkelmeier-Becker, deutsche Politikerin
- 15. September: Rebecca Miller, US-amerikanische Regisseurin, Schauspielerin, Bildhauerin und Malerin
- 16. September: Erik Hajas, schwedischer Handballspieler
- 16. September: Kimberly McArthur, US-amerikanische Schauspielerin und Playmate
- 16. September: Armin Medosch, österreichischer Journalist und Medienkünstler († 2017)
- 17. September: Eddy Hartog, niederländischer Beamter und Politiker
- 18. September: Najma Akhtar, britische Jazz-Sängerin
- 18. September: John Fashanu, englischer Fußballer, Fernsehmoderator
- 18. September: Timotheus Höttges, deutscher Manager, Vorstandsvorsitzender der Deutschen Telekom AG
- 18. September: Boris Said III, US-amerikanischer Automobilrennfahrer
- 18. September: Chris Simboli, kanadischer Freestyle-Skier
- 19. September: Rafael Alfaro Kotte, deutscher Akkordeonist und Komponist († 2005)
- 20. September: Jim Al-Khalili, britischer Professor
- 20. September: William J. C. Amend III., US-amerikanischer Comiczeichner
- 21. September: Karl Peter Åslin, schwedischer Eishockeytorwart († 2012)
- 21. September: Christoph Galandi, deutscher Ruderer
- 21. September: Uli Hiemer, deutscher Eishockeyspieler
- 21. September: Bettina Röhl, deutsche Journalistin
- 21. September: Rob Morrow, US-amerikanischer Schauspieler
- 22. September: Alejandro Abad, spanischer Musiker, Musikproduzent und Komponist
- 22. September: Oliver Conrad, US-amerikanischer Designer und Unternehmer
- 22. September: Farhad Darya, afghanischer Sänger, Komponist und Lyriker
- 23. September: John Harbaugh, US-amerikanischer American-Football-Trainer
- 24. September: Lucie Barma, kanadische Freestyle-Skierin
- 24. September: Hanns-Jörg Krumpholz, deutscher Schauspieler, Autor und Sprecher
- 24. September: Raj Tischbierek, deutscher Schachgroßmeister
- 25. September: István Turu, ungarischer Boxer († 2021)
- 25. September: Pieter Wispelwey, niederländischer Cellist
- 26. September: Melissa Sue Anderson, US-amerikanisch-kanadische Schauspielerin
- 26. September: Gregory Crewdson, US-amerikanischer Fotograf
- 27. September: Chaled al-Chamissi, ägyptischer Schriftsteller und Journalist
- 27. September: Jens Koeppen, deutscher Politiker und MdB
- 28. September: Stellan Brynell, schwedischer Schachspieler
- 28. September: Grant Fuhr, kanadischer Eishockeyspieler
- 28. September: Luis Enrique, nicaraguanischer Sänger und Komponist
- 28. September: Fred Merkel, US-amerikanischer Motorradrennfahrer
- 30. September: Raúl Abzueta, venezolanischer Musiker, Bandleader, Komponist, Autor und Musikveranstalter († 2012)
- 30. September: Borislav Cvetković, jugoslawischer Fußballspieler
- 30. September: Jan-Gregor Kremp, deutscher Schauspieler
- 30. September: Frank Rijkaard, niederländischer Fußballspieler
- 30. September: Oscar Pometti, argentinischer Tangosänger und Gitarrist

### Oktober
- 01. Oktober: Attaphol Buspakom, thailändischer Fußballtrainer und Fußballspieler († 2015)
- 01. Oktober: Nicolaas „Nico“ Claesen, belgischer Fußballspieler und -trainer
- 01. Oktober: Fred Lonberg-Holm, US-amerikanischer Cellist
- 01. Oktober: Johannes Matthias Michel, deutscher Komponist, Kirchenmusiker und Organist
- 01. Oktober: Esai Morales, US-amerikanischer Schauspieler
- 02. Oktober: Gerd Weinmann, deutscher Fußballspieler
- 03. Oktober: Tommy Lee, US-amerikanischer Schlagzeuger und Rocksänger
- 03. Oktober: Christoph Markschies, deutscher Theologe
- 04. Oktober: Marc Minkowski, französischer Fagottist und Dirigent
- 05. Oktober: Richard Dübell, deutscher Autor und Grafiker
- 05. Oktober: Michael Andretti, US-amerikanischer Automobilrennfahrer
- 07. Oktober: Tommy Steiner, deutscher Schlagersänger und Schauspieler
- 08. Oktober: Klaus Hubert Auer, österreichischer Politiker (ÖVP)
- 08. Oktober: Walter Rauscher, österreichischer Historiker
- 08. Oktober: Jörg Vaihinger, deutscher Leichtathlet
- 09. Oktober: Jorge Luis Burruchaga, argentinischer Fußballspieler und -trainer
- 09. Oktober: Durs Grünbein, deutscher Lyriker, Essayist und Übersetzer
- 10. Oktober: Markus Krall, deutscher Volkswirt und Autor
- 11. Oktober: Andrzej Błasik, polnischer General († 2010)
- 11. Oktober: Joan Cusack, US-amerikanische Schauspielerin
- 11. Oktober: Michael Coldewey, deutscher Filmproduzent
- 12. Oktober: Carlos Bernard, US-amerikanischer Schauspieler
- 12. Oktober: Luca Carboni, italienischer Cantautore
- 12. Oktober: Branko Crvenkovski, Präsident von Mazedonien
- 12. Oktober: Bashkim Fino, albanischer Ministerpräsident († 2021)
- 13. Oktober: Michael Timothy Good, US-amerikanischer Astronaut
- 13. Oktober: Jerry Rice, US-amerikanischer American-Football-Spieler
- 13. Oktober: Ron Boots, niederländischer Komponist und Musiker
- 14. Oktober: Michael Althen, deutscher Filmkritiker († 2011)
- 14. Oktober: Jaan Ehlvest, estnischer Schachspieler
- 15. Oktober: Olaf Arnoldi, deutscher Jurist
- 16. Oktober: Marieta Ilcu, rumänische Weitspringerin
- 16. Oktober: Tamara McKinney, US-amerikanische Skirennläuferin
- 16. Oktober: Michael Balzary, US-amerikanischer Bassist
- 17. Oktober: Paul Neubauer, US-amerikanischer Bratschist
- 18. Oktober: Min Ko Naing, birmanischer Freiheitskämpfer
- 18. Oktober: Víctor Manuel Ochoa Cadavid, kolumbianischer römisch-katholischer Militärbischof († 2025)
- 18. Oktober: Ursula Wiederkehr, deutsche Ruderin
- 19. Oktober: Lou Briel, puerto-ricanischer Sänger, Komponist, Schauspieler, Fernsehmoderator und Produzent
- 19. Oktober: Tracy Chevalier, US-amerikanische Schriftstellerin
- 19. Oktober: Bendik Hofseth, norwegischer Jazzmusiker

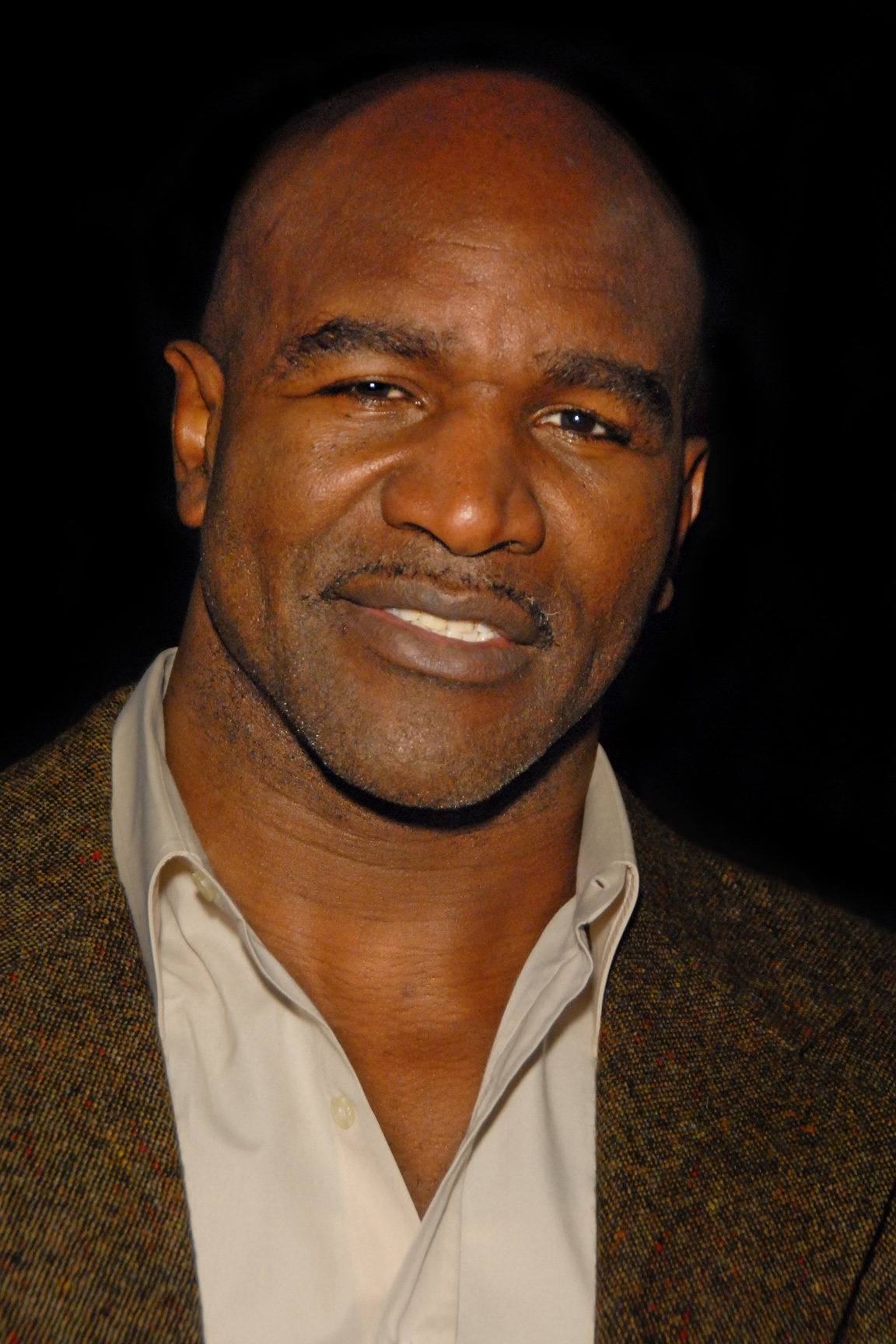
Evander Holyfield, 2011

- 19. Oktober: Evander Holyfield, US-amerikanischer Boxer
- 19. Oktober: Marek Kordowiecki, polnischer Handballspieler und -trainer
- 21. Oktober: Pat Tiberi, US-amerikanischer Politiker
- 22. Oktober: Manuel Rodrigues, französischer Automobilrennfahrer
- 22. Oktober: Kjetil Saunes, norwegischer Jazzmusiker
- 22. Oktober: Sabine Urig, deutsche Schauspielerin
- 23. Oktober: Beatie Edney, britische Schauspielerin
- 24. Oktober: Mark Miller, US-amerikanischer Endurosportler und Marathonrallyefahrer
- 24. Oktober: Abel Antón Rodrigo, spanischer Langstreckenläufer
- 24. Oktober: Giovanni Sollima, italienischer Cellist und Komponist
- 26. Oktober: Davo Karničar, slowenischer Extremskifahrer († 2019)
- 26. Oktober: Cary Elwes, britischer Schauspieler
- 27. Oktober: Thomas Balou Martin, deutscher Schauspieler, Synchronsprecher und Fernsehmoderator
- 28. Oktober: Tino Günther, deutscher Politiker
- 29. Oktober: Pablo Argárate, argentinischer Kirchenhistoriker
- 29. Oktober: René Pollesch, deutscher Dramatiker und Regisseur († 2024)
- 30. Oktober: Caroline Casadesus, französische Sängerin
- 30. Oktober: Harald Gesterkamp, deutscher Schriftsteller und Journalist

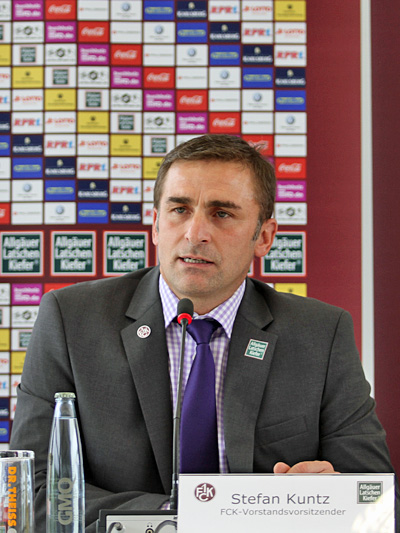
Stefan Kuntz.

- 30. Oktober: Stefan Kuntz, deutscher Fußballspieler und Trainer
- 30. Oktober: Guntis Osis, sowjetischer Bobfahrer und Leichtathlet

### November
- 01. November: Ulf Timmermann, deutscher Leichtathlet
- 01. November: Magne Furuholmen, Musiker der Popband a-ha und bildender Künstler
- 01. November: Anthony Kiedis, US-amerikanischer Musiker

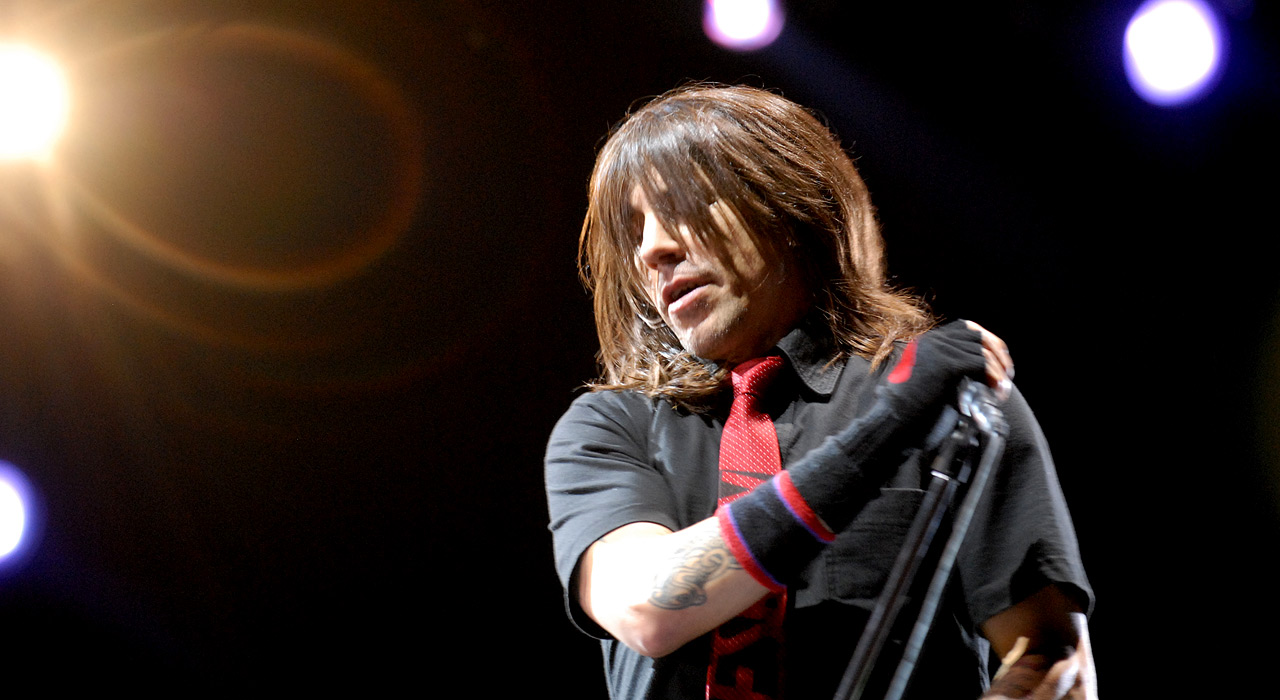
Anthony Kiedis

- 02. November: John Campbell, alpiner Skirennläufer von den Amerikanischen Jungferninseln
- 02. November: Stefan Hussong, deutscher Akkordeonist
- 02. November: Ron McGovney, US-amerikanischer Musiker
- 02. November: Scott Noble, US-amerikanischer Unternehmer und Automobilrennfahrer
- 02. November: Medina Dixon, US-amerikanische Basketballspielerin († 2021)
- 02. November: Leonidas Pelekanakis, griechischer Regattasegler († 2021)
- 03. November: Dirk Kurbjuweit, deutscher Journalist und Schriftsteller
- 03. November: Jiří Kyncl, tschechoslowakischer Eisschnellläufer († 2022)
- 03. November: Gabe Newell, US-amerikanischer Spieleentwickler
- 04. November: Ixi, deutsche Sängerin
- 06. November: Peter Kurz, deutscher Politiker und Jurist
- 06. November: Georg Uecker, deutscher Schauspieler und Autor
- 07. November: Bettina Hoy, deutsche Vielseitigkeitsreiterin
- 09. November: Sergio Batista, argentinischer Fußballspieler und -trainer
- 09. November: Teryl Rothery, kanadische Schauspielerin
- 09. November: Wolfgang Wendland, deutscher Musiker und Filmemacher, Politiker und Satiriker
- 10. November: José Andrés Anchondo García, mexikanischer Bogenschütze
- 11. November: Tino Eisbrenner, deutscher Liedermacher, Theaterdarsteller, Komponist, Musikproduzent und Moderator
- 11. November: Vlado Kasalo, kroatischer Fußballspieler
- 11. November: Lloyd Langlois, kanadischer Freestyle-Skier
- 11. November: Lázaro Martínez, kubanischer Sprinter

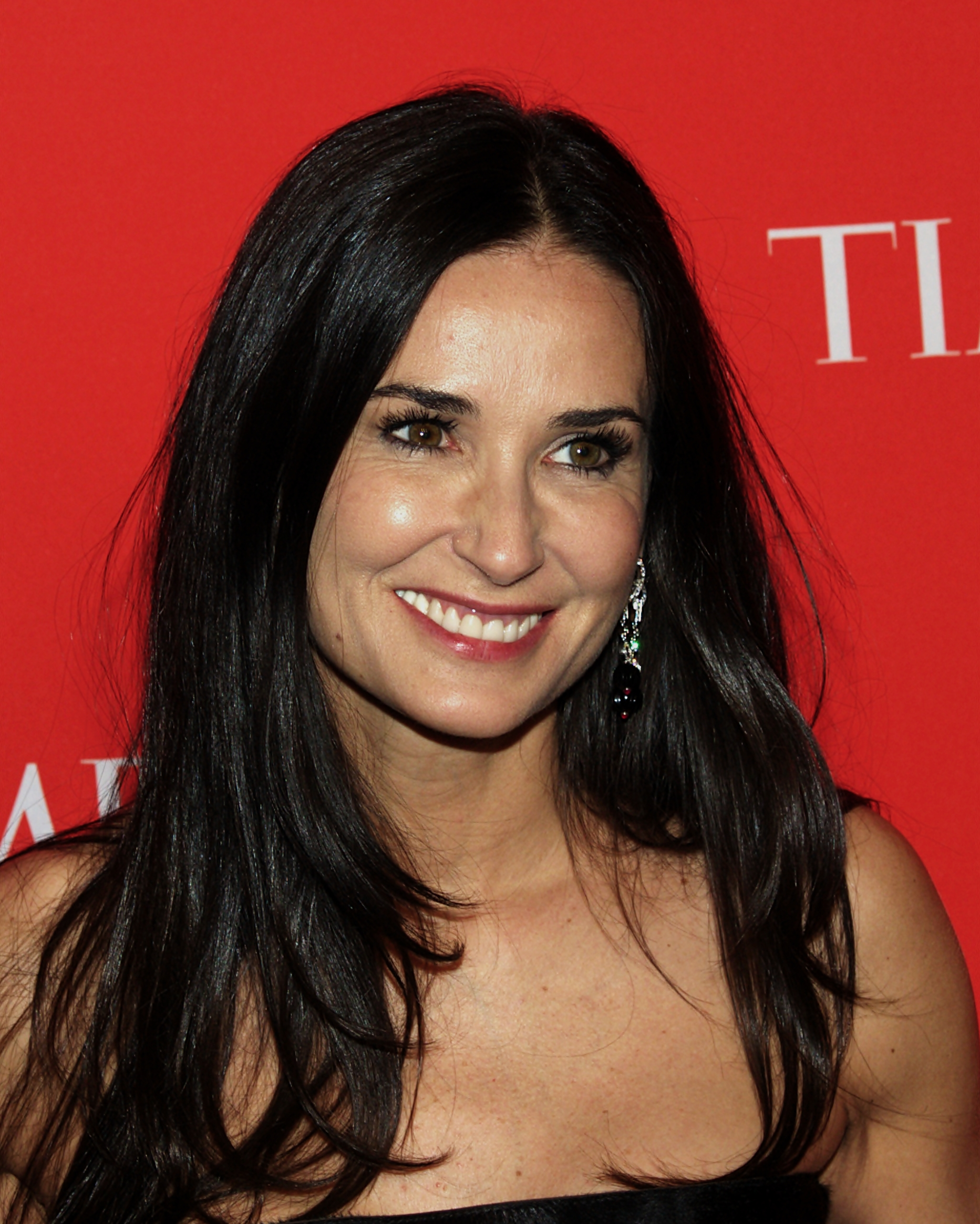
Demi Moore, 2010

- 11. November: Demi Moore, US-amerikanische Schauspielerin
- 11. November: James Morrison, australischer Multi-Instrumentalist
- 12. November: Lisa Adler, deutsche Schauspielerin und Coach für Schauspiel
- 13. November: Andreas Patton, deutscher Schauspieler und Regisseur
- 13. November: Michael Timm, deutscher Amateurboxer und Boxtrainer
- 13. November: Fumio Yamamoto, japanische Schriftstellerin († 2021)
- 14. November: Laura San Giacomo, US-amerikanische Filmschauspielerin
- 16. November: Gary Mounfield, britischer Musiker
- 16. November: Ásbjörn Ottarsson, isländischer Politiker

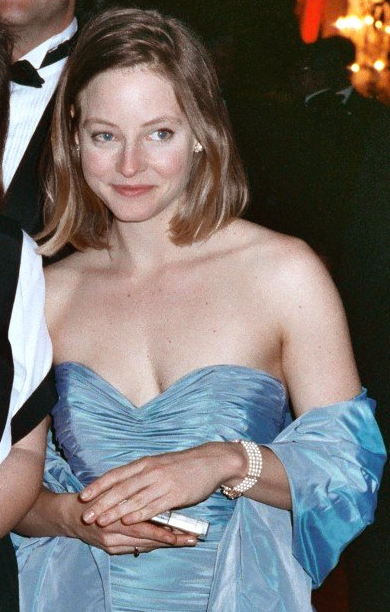
Jodie Foster, 1989

- 19. November: Jodie Foster, US-amerikanische Schauspielerin, Filmregisseurin und Produzentin
- 21. November: Sabine Busch, deutsche Leichtathletin
- 23. November: Nicolás Maduro, venezolanischer Staatspräsident
- 24. November: John Kovalic, US-amerikanischer Comiczeichner
- 24. November: Hans-Georg Maaßen, deutscher Jurist und politischer Beamter
- 24. November: John Squire, britischer Rock-Musiker
- 26. November: Jürgen Alzen, deutscher Automobilrennfahrer
- 26. November: László Marosi, ungarisch-deutscher Handballspieler
- 27. November: Armanas Abramavičius, litauischer Strafrechtler
- 27. November: Conrad Anker, US-amerikanischer Felskletterer, Bergsteiger und Autor
- 27. November: Trevor Erhardt, kanadischer Eishockeyspieler
- 27. November: Emma Walton, britische Schauspielerin und Schriftstellerin
- 28. November: Andreas Behm, deutscher Gewichtheber († 2021)
- 28. November: Matt Cameron, US-amerikanischer Musiker
- 28. November: Astrid Günther-Schmidt, deutsche Diplomvolkswirtin und Politikerin
- 28. November: Waldemar Herdt, deutscher Politiker
- 28. November: Jon Stewart, US-amerikanischer Comedian, Schauspieler, Schriftsteller und Produzent
- 30. November: Reza Ahadi, persischer Fußballtrainer und Fußballspieler († 2016)
- 30. November: Susanne Arend, deutsche Juristin
- 30. November: Jürgen Herrmann, deutscher Politiker († 2012)
- 30. November: Søren Steen Jespersen, dänischer Dokumentarfilmer

### Dezember

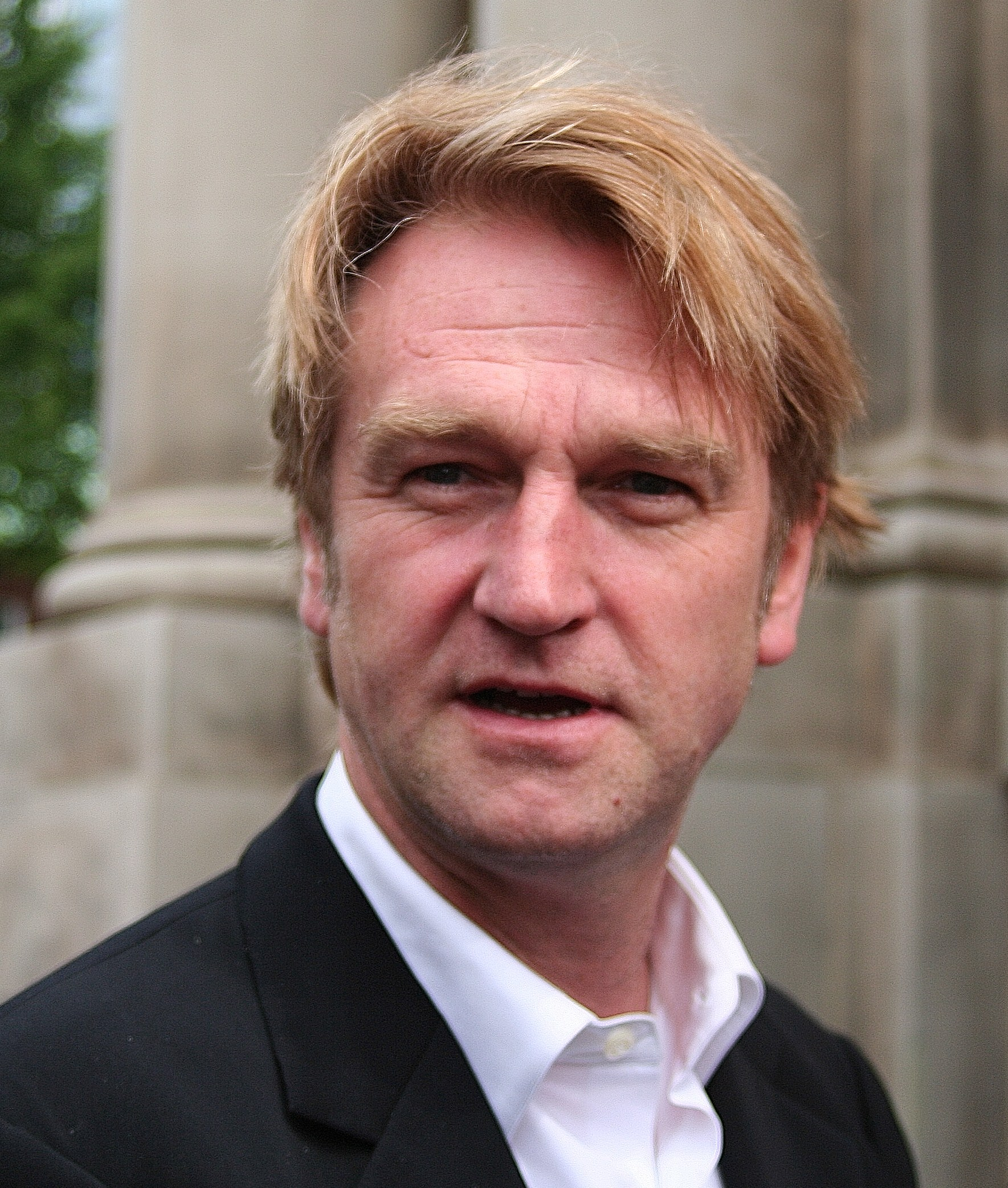
Detlev Buck, 2010

- 01. Dezember: Detlev Buck, deutscher Schauspieler, Drehbuchautor, Filmproduzent und Regisseur
- 02. Dezember: Evelyn Kenzler, deutsche Politikerin
- 02. Dezember: Filip Peeters, belgischer Schauspieler
- 02. Dezember: Thomas Quast, deutscher Richter und Musiker
- 03. Dezember: Andreas Reinke, deutscher Ruderer
- 03. Dezember: Georgi Sviridenko, weißrussischer Handballspieler und -trainer
- 04. Dezember: Aykut Kayacık, deutscher Schauspieler und Regisseur
- 04. Dezember: Tom Liehr, deutscher Schriftsteller
- 05. Dezember: Marion Kracht, deutsche Schauspielerin
- 05. Dezember: Edi Orioli, italienischer Motorradrennfahrer
- 05. Dezember: Adisak Saengarayakul, thailändischer Badmintonspieler
- 06. Dezember: Klaus-Jürgen Rattay, deutscher Hausbesetzer († 1981)
- 06. Dezember: Janine Turner, US-amerikanische Schauspielerin
- 07. Dezember: Ulrike Müller, deutsche Politikerin (Freie Wähler)
- 07. Dezember: Carolin Otto, deutsche Drehbuchautorin
- 08. Dezember: Steve Elkington, australischer Golfer
- 08. Dezember: Berry van Aerle, niederländischer Fußballspieler
- 09. Dezember: Felicity Huffman, US-amerikanische Schauspielerin
- 10. Dezember: Rachat Älijew, kasachischer Politiker und Diplomat († 2015)
- 10. Dezember: Masakazu Katsura, japanischer Mangaka
- 10. Dezember: Gernot Schmidt, deutscher Schauspieler und Regisseur
- 11. Dezember: Denise Biellmann, Schweizer Eiskunstläuferin
- 11. Dezember: Ben Browder, US-amerikanischer Schauspieler
- 11. Dezember: Frank Voß, deutscher Schauspieler
- 12. Dezember: Tracy Austin, US-amerikanische Tennisspielerin

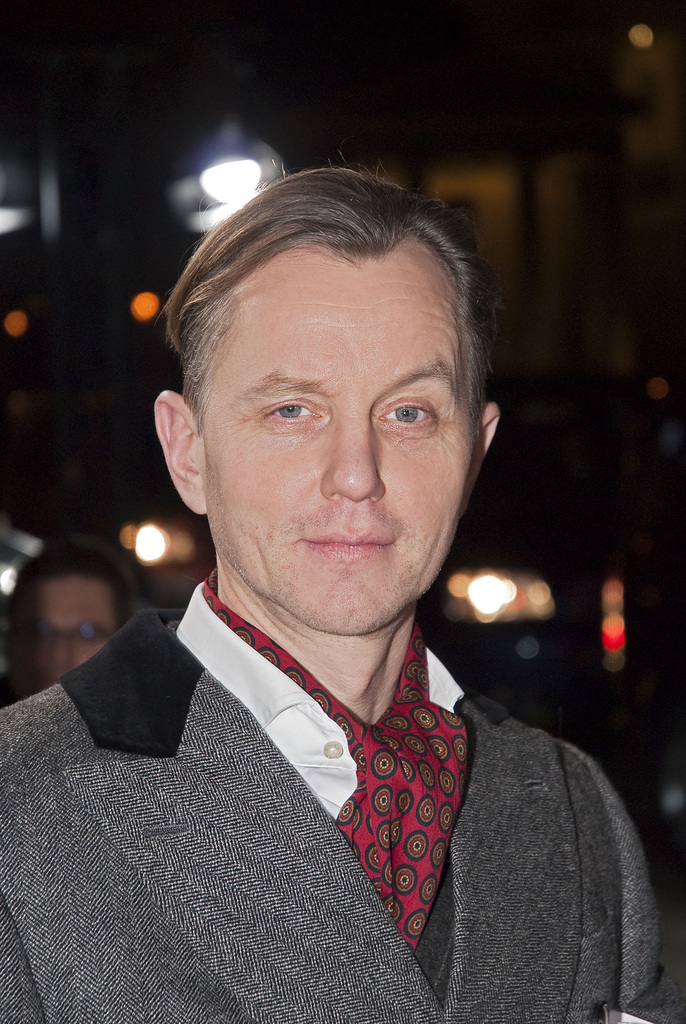
Max Raabe, 2008

- 12. Dezember: Max Raabe, deutscher Sänger sowie Mitbegründer und Leiter des Palast Orchesters in Berlin
- 13. Dezember: Caspar Brötzmann, deutscher Gitarrist
- 13. Dezember: Andreas Müller, deutscher Fußballspieler
- 13. Dezember: Kenichi Sonoda, japanischer Mangaka und Charakterdesigner
- 13. Dezember: Orlando Poleo, venezolanischer Perkussionist
- 14. Dezember: Peter Bohnhof, deutscher Jurist und Politiker
- 14. Dezember: Ginger Lynn, US-amerikanische Schauspielerin, Pornodarstellerin
- 14. Dezember: Bela B, Schlagzeuger, Songautor und Sänger der deutschen Punkband Die Ärzte
- 15. Dezember: Ingo Schulze, deutscher Schriftsteller
- 16. Dezember: Charly Mottet, französischer Radrennfahrer
- 16. Dezember: Maruschka Detmers, niederländische Schauspielerin
- 17. Dezember: Galina Maltschugina, russische Leichtathletin und Olympiamedaillengewinnerin
- 18. Dezember: Jens Rosteck, deutscher Schriftsteller, Musikwissenschaftler und Pianist
- 19. Dezember: Thomas Imbach, Schweizer Filmemacher
- 19. Dezember: Klaus-Dieter von der Weiden, deutscher Jurist
- 19. Dezember: Markus Weise, deutscher Feldhockeytrainer
- 21. Dezember: Andreas Bartl, deutscher Medienmanager
- 22. Dezember: Ralph Fiennes, englischer Schauspieler
- 22. Dezember: Jacques Schwarz-Bart, französischer Jazzsaxophonist
- 22. Dezember: Frank Vockroth, deutscher Schauspieler
- 23. Dezember: Stefan Hell, rumäniendeutscher Physiker, Nobelpreisträger
- 23. Dezember: Christian Schneider, deutscher Musiker, Arrangeur, Komponist und Musikproduzent
- 23. Dezember: Stefan Weber, deutscher Offizier
- 24. Dezember: David Cobb, US-amerikanischer Rechtsanwalt und Politiker
- 24. Dezember: Karel Glastra van Loon, niederländischer Schriftsteller und Journalist († 2005)
- 25. Dezember: Francis Dunnery, britischer Musiker
- 25. Dezember: Fennesz, österreichischer Musiker
- 25. Dezember: Martin Haas, deutscher Journalist und Fernsehmoderator († 2018)
- 25. Dezember: Arnold Jonke, österreichischer Ruderer
- 25. Dezember: Nenad Šulava, kroatischer Schachgroßmeister († 2019)
- 28. Dezember: Dagmar Hartge, deutsche Juristin, Datenschutzbeauftragte von Brandenburg
- 28. Dezember: Michel Petrucciani, französischer Jazzpianist († 1999)
- 28. Dezember: Rachel Z, US-amerikanische Jazz-Pianistin
- 29. Dezember: Cristiano De André, italienischer Cantautore
- 29. Dezember: Carles Puigdemont, Politiker aus Katalonien
- 29. Dezember: Wynton Rufer, neuseeländischer Fußballspieler
- 30. Dezember: Paavo Järvi, estnischer Dirigent
- 30. Dezember: Elşən Mansurov, aserbaidschanischer Kamantschespieler
- 30. Dezember: Alessandra Mussolini, italienische Politikerin
- 31. Dezember: Traudl Hächer, deutsche Skirennläuferin
- 31. Dezember: Jennifer Higdon, US-amerikanische Komponistin

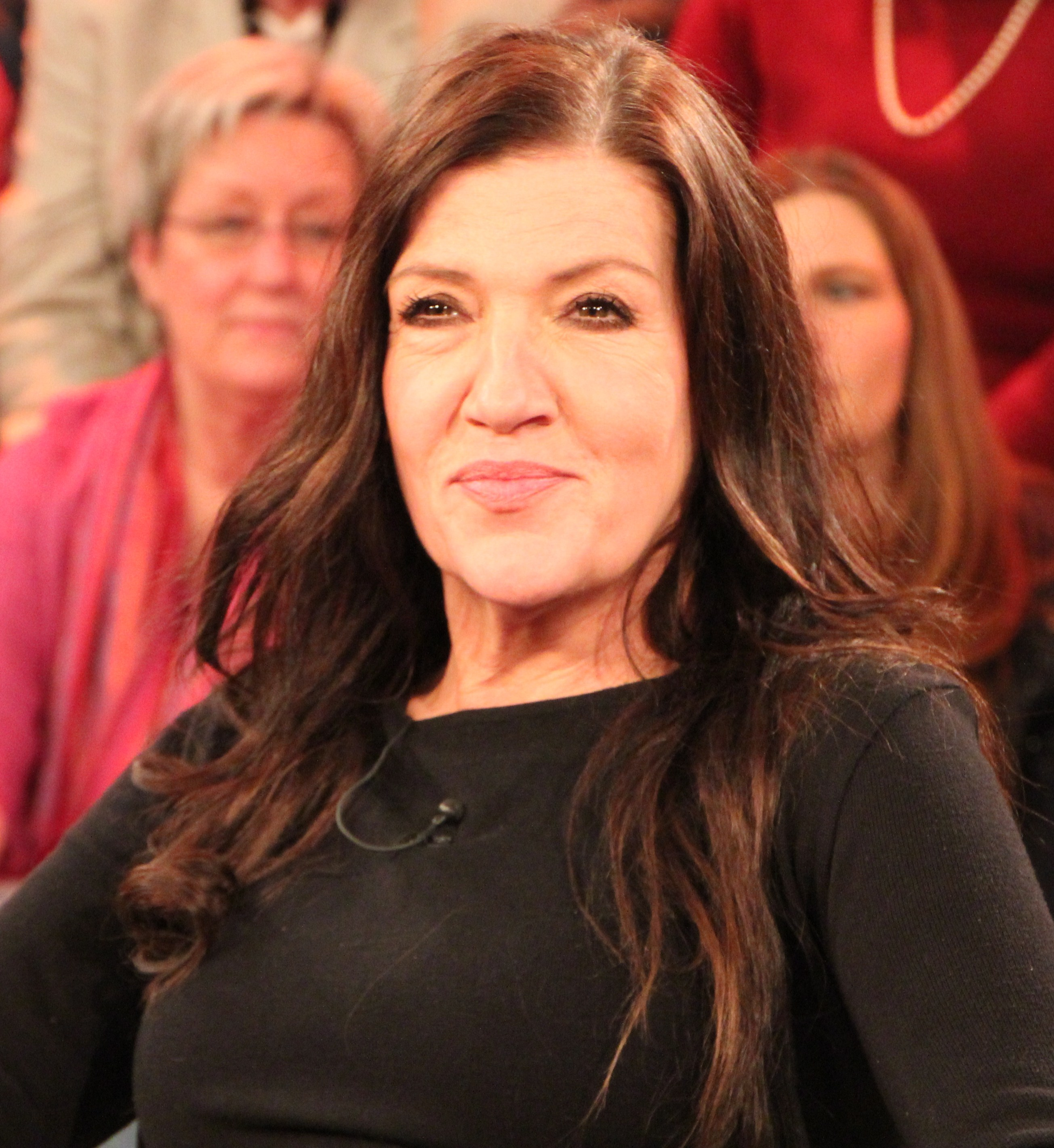
Katy Karrenbauer, 2011

- 31. Dezember: Katy Karrenbauer, deutsche Schauspielerin, Sängerin und Buchautorin
- 31. Dezember: Machi Tawara, japanische Lyrikerin und Übersetzerin

### Tag unbekannt
- Salah Abdel-Shafi, palästinensischer Wirtschaftswissenschafter und Diplomat
- Hitoshi Abe, japanischer Architekt
- Ryotaro Abe, japanischer Komponist und Musikpädagoge
- Baki Adam, türkischer Religionswissenschaftler und Schriftsteller
- Leah Aini, israelische Schriftstellerin und Dichterin
- Sophie Allet-Coche, französische Regisseurin
- Iwo Amelung, deutscher Sinologe und Hochschullehrer
- Kent Anderson, US-amerikanischer American-Football-Trainer
- Max Andersson, schwedischer Comiczeichner
- Giancarlo Andretta, italienischer Dirigent und Komponist
- Andrej Angrick, deutscher Historiker
- Isabelle Antena, französische Sängerin
- Diana del Valle Arismendi, venezolanische Komponistin
- Adil Arslan, türkischer Musiker
- Iris Artajo, deutsche Synchronsprecherin, Synchronregisseurin und Theaterregisseurin
- Marie-Claude Asselin, kanadische Freestyle-Skierin
- Nina Åström, finnische Gospelsängerin und Songschreiberin
- Muhammad Hassan Aso, irakisch-kurdischer Islamist
- Ted Atherton, kanadischer Schauspieler, Drehbuchautor und Autor
- Silvia Augsburger, argentinische Politikerin
- George Athor Deng Dut, südsudanesischer Politiker († 2011)
- Bonnie Lynn Bassler, US-amerikanische Mikrobiologin
- Jobst von Berg, deutscher Künstler
- Stefan Johannes Bleicher, deutscher Organist
- Jens Bommert, deutscher Maler
- Ulli Brenner, deutscher DJ und Musikproduzent
- Stephan Bröchler, deutscher Politikwissenschaftler
- Tony Buck, australischer Schlagzeuger und Perkussionist
- Helen Buday, australische Schauspielerin und Sängerin
- Alison Croggon, australische Schriftstellerin und Theaterkritikerin
- Predrag Đurović, serbischer Geograph und Geomorphologe
- Jonathan Elliott, US-amerikanischer Komponist
- Marie-Theres Federhofer, Literaturwissenschaftlerin
- Markus Fennert, deutscher Schauspieler, Regisseur und Sprecher
- Georg Fürmeier, deutscher Freestyle-Skier
- Anne Gellinek, deutsche Journalistin und Fernsehmoderatorin
- Fulgencio Morente Gómez, deutsch-spanischer Schauspieler
- John Goetz, amerikanisch-deutscher Journalist und Autor
- Biber Gullatz, deutscher Filmkomponist und Musikproduzent
- Marcus Hertneck, deutscher Drehbuchautor
- Michael Illner, deutscher Drehbuchautor
- Christoph Jungmann, deutscher Schauspieler und Kabarettist
- Brian Kellock, britischer Jazzmusiker († 2025)
- Mari Kimura, japanisch-amerikanische Geigerin, Komponistin und Musikpädagogin
- Manfred Kloiber, deutscher freier Journalist und Autor für Hörfunk
- Bernd Kohlhepp, deutscher Kabarettist und Schauspieler
- Aldo Lagrutta, venezolanischer Gitarrist
- Jens Langbein, deutscher Komponist
- Martina-Marie Liertz, deutsche Schriftstellerin († 2020)
- Klaus Lips, deutscher Physiker
- Rozena Maart, südafrikanische Dozentin für Englische Literatur, Philosophie und Psychoanalyse sowie feministische Schriftstellerin
- Eva Mannschott, deutsche Schauspielerin
- David Alan Miller, US-amerikanischer Dirigent
- Cristina Narea, chilenische Cantautora
- Tomasz Adam Nowak, polnisch-deutscher Organist und Musikprofessor
- Jamie O’Neill, irischer Schriftsteller und Journalist
- Margit Rösler, deutsche Mathematikerin und Hochschullehrerin
- Oscar Ortega Sánchez, deutscher Schauspieler
- Santiago Santero, argentinischer Komponist, Dirigent und Musikpädagoge
- Salah Saouli, libanesischer Maler und Bildhauer
- Anton Schachenhofer, österreichischer Kontrabassist
- Alexandra von Schwerin, deutsche Schauspielerin
- Sven Seeburg, deutscher Schauspieler
- Christoph Sonntag, deutscher Kabarettist
- Michael Strangelove, kanadischer Medien- und Kommunikationswissenschafter
- Erika Stucky, Schweizer Sängerin, Akkordeonistin und Musik-Kabarettistin
- Eddie St. James, US-amerikanischer Gitarrist, Sänger und Komponist
- Mary Jo Tiampo, US-amerikanische Freestyle-Skierin
- Michael Turner, kanadischer Musiker und Schriftsteller
- Luca Vanneschi, italienischer Komponist
- Karin Vosseberg, deutsche Informatikerin und Hochschullehrerin
- Volkart Wildermuth, deutscher Biochemiker, Moderator, Hörfunk- und Wissenschaftsjournalist
- Andreas Windhuis, deutscher Schauspieler
- Ursula Winkelsett, deutsche Politikerin
- Daniel Douglas Wissmann, deutscher Schriftsteller
- Georg Alfred Wittner, deutscher Schauspieler und Musiker
- Zakia Zaki, afghanische Radioreporterin († 2007)
- Jörg Zuch, deutscher Schauspieler
- Manuel Zurria, italienischer Flötist
- Erwin Bollinger, Schweizer Diplomat
- Marie-Claire Swärd Capra, schwedische Diplomatin

## Gestorben

### Januar
- 01. Januar: Agostino Mancinelli, Erzbischof von Benevent (* 1882)
- 01. Januar: Diego Martínez Barrio, spanischer Politiker und Ministerpräsident (* 1883)
- 02. Januar: Faris al-Churi, syrischer Politiker (* 1877)
- 04. Januar: Hans Heinrich Lammers, Jurist, Beamter, SS-Oberführer und verurteilter Kriegsverbrecher (* 1879)
- 05. Januar: Ernst Arnold, Komponist und Wienerliedertexter und -sänger (* 1892)
- 05. Januar: Marcelle Capy, französische Pazifistin und Feministin (* 1891)
- 05. Januar: Max Pohlenz, deutscher Altphilologe (* 1872)
- 06. Januar: John D. Hoblitzell, US-amerikanischer Politiker (* 1912)
- 08. Januar: Maximilian von Hohenberg, österreichischer Aristokrat, überlebte das Konzentrationslager Dachau (* 1902)
- 09. Januar: Joe Starnes, US-amerikanischer Politiker (* 1895)
- 10. Januar: Hermann Freytag, deutscher Politiker (* 1900)
- 10. Januar: Ivo Schricker, deutscher Fußballspieler und Fußballfunktionär (* 1877)
- 11. Januar: György Orth, ungarischer Fußballspieler und -trainer (* 1901)
- 12. Januar: James Garfield Gardiner, kanadischer Politiker (* 1883)
- 12. Januar: Willy Odenthal, deutscher Politiker (* 1896)
- 14. Januar: Johann Steinböck, österreichischer Politiker und Landeshauptmann von Niederösterreich (* 1894)
- 16. Januar: Frank Hurley, australischer Fotograf und Kameramann (* 1885)
- 16. Januar: Ivan Meštrović, jugoslawischer Bildhauer und Professor der Bildhauerei (* 1883)
- 16. Januar: Jeremiah Wood, US-amerikanischer Politiker (* 1876)
- 17. Januar: Gerrit Achterberg, niederländischer Dichter (* 1905)
- 17. Januar: Clemens Adams, deutscher Politiker (* 1891)
- 19. Januar: Snub Pollard, australischer Schauspieler (* 1889)
- 20. Januar: Robinson Jeffers, US-amerikanischer Lyriker, Dramatiker und Naturphilosoph (* 1887)
- 23. Januar: Albert Kaifer, deutscher Eisenbahner und Politiker (* 1893)
- 24. Januar: Avelino Muñoz, panamaischer Pianist, Organist, Dirigent, Arrangeur und Komponist (* 1912)
- 26. Januar: George Jeffreys, britischer Evangelist und Prediger der Pfingstbewegung (* 1889)
- 26. Januar: Fran Lhotka, kroatischer Komponist (* 1883)
- 26. Januar: Lucky Luciano, US-amerikanischer Mafioso (* 1897)
- 28. Januar: Genoveva Schauer, deutsche Politikerin (* 1898)

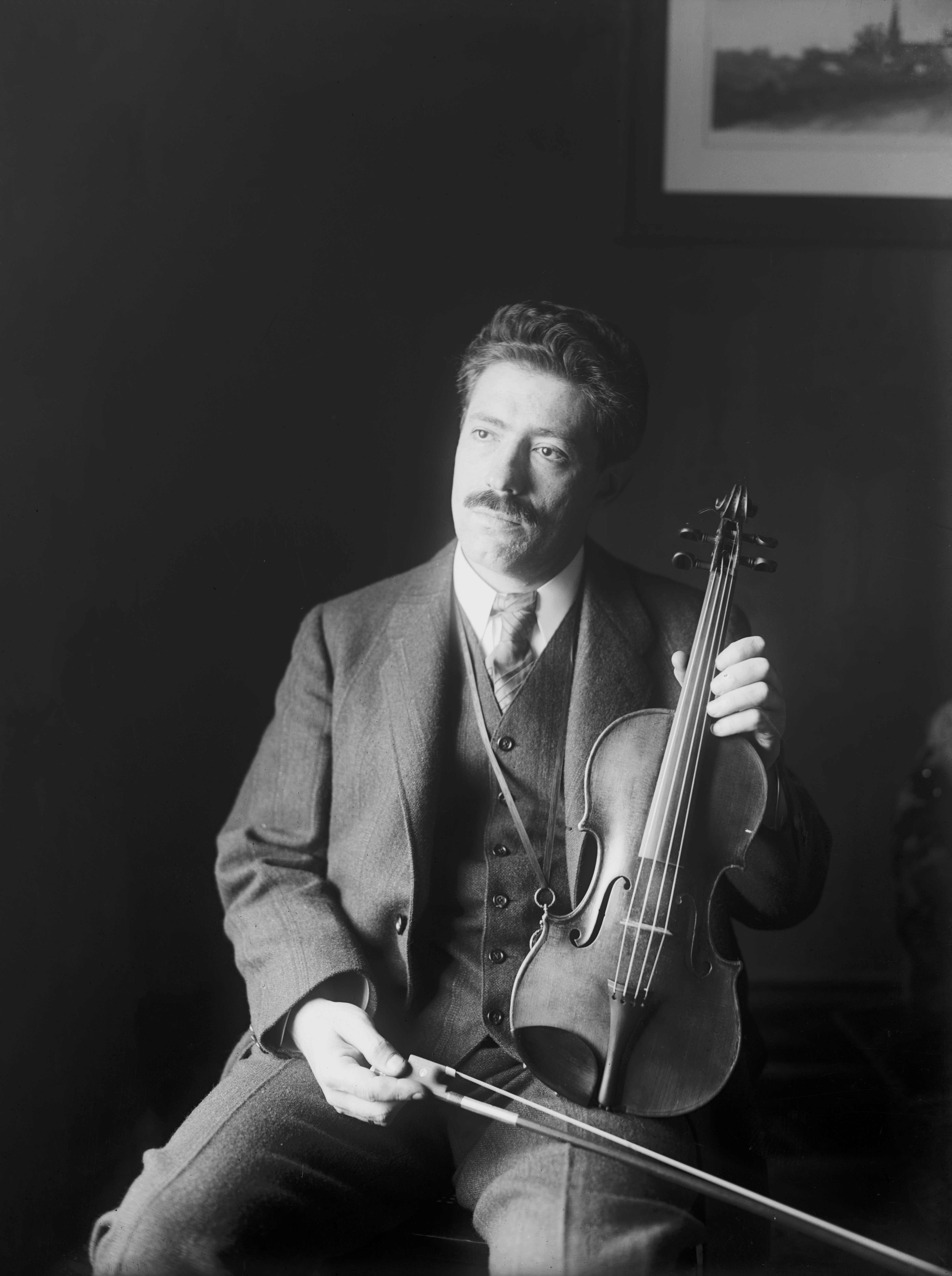
Fritz Kreisler

- 29. Januar: Fritz Kreisler, österreichischer Violinist und Komponist (* 1875)
- 31. Januar: Vlasta Burian, tschechischer Schauspieler und Komiker (* 1891)

### Februar
- 01. Februar: Miroslav Cikán, tschechischer Filmregisseur (* 1896)
- 01. Februar: Wilhelm Ohnesorge, deutscher Politiker in der NS-Zeit und Postminister (* 1872)
- 02. Februar: Gottfried von Freiberg, österreichischer Hornist (* 1908)
- 05. Februar: Jacques Ibert, französischer Komponist (* 1890)
- 06. Februar: Maria Fischer, österreichische Seidenwinderin und trotzkistische Widerstandskämpferin gegen den Austrofaschismus und Nationalsozialismus (* 1897)
- 06. Februar: Teodósio Clemente de Gouveia, Erzbischof von Maputo und Kardinal (* 1889)
- 07. Februar: Clara Nordström, schwedische Schriftstellerin (* 1886)
- 08. Februar: August Lämmle, deutscher Mundartdichter (* 1876)
- 10. Februar: Norman Birkett, stellvertretender Richter beim Nürnberger Prozess (* 1883)
- 10. Februar: Eduard von Steiger, Schweizer Politiker (* 1881)
- 12. Februar: Emil Abegg, Schweizer Indologe (* 1885)
- 14. Februar: Ludwig Friedrich Barthel, deutscher Erzähler und Essayist (* 1898)
- 14. Februar: Herman G. Kump, US-amerikanischer Politiker (* 1877)
- 15. Februar: Menen Asfaw, Kaiserin von Äthiopien (* 1889)
- 15. Februar: Aloysius Muench, US-amerikanischer Kurienkardinal und erster Nuntius in der BRD (* 1889)
- 15. Februar: Wladimir Sokoloff, russischer Filmschauspieler, ausgewandert in die USA (* 1889)

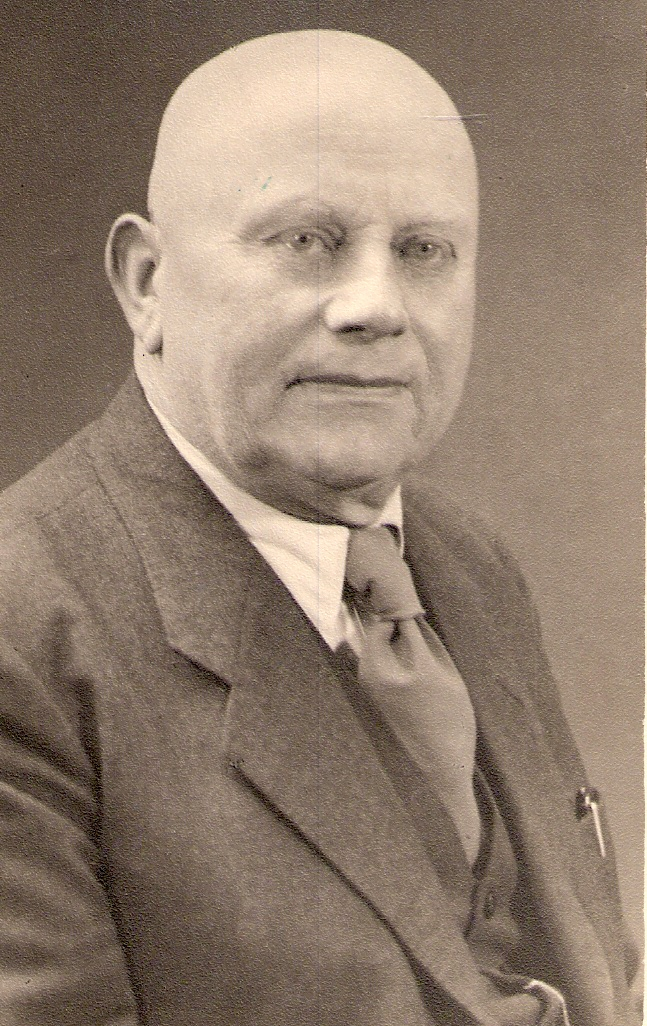
Peter Mieden

- 17. Februar: Peter Mieden, deutscher Landwirt, Landwirtschaftsfunktionär und Politiker (* 1882)
- 17. Februar: Arne Oldberg, US-amerikanischer Komponist (* 1874)
- 17. Februar: Bruno Walter, US-amerikanischer Dirigent, Pianist und Komponist (* 1876)
- 18. Februar: Friedrich Ernst Peters, deutscher Schriftsteller (* 1890)
- 19. Februar: Émile Armand, französischer Anarchist und Autor (* 1872)
- 19. Februar: Werner Bula, Schweizer Techniker, Volksschriftsteller und Bühnenautor in Mundart (* 1892)
- 19. Februar: Hélène Campinchi, französische Juristin und Résistante (* 1898)
- 19. Februar: Édouard Dethier, belgisch-amerikanischer Geiger und Musikpädagoge (* 1885)
- 19. Februar: Sophus Hansen, dänischer Fußballspieler und -schiedsrichter (* 1889)
- 19. Februar: George Nicolas Papanicolaou, griechisch-amerikanischer Arzt und Pathologe (* 1883)
- 20. Februar: Otto Auerswald, deutscher Widerstandskämpfer (* 1900)
- 20. Februar: Halliwell Hobbes, britischer Schauspieler (* 1877)
- 24. Februar: Irving Ives, US-amerikanischer Politiker (* 1896)
- 25. Februar: Heinrich Höcker, deutscher Politiker (* 1886)
- 25. Februar: Fredy Sieg, deutscher Schauspieler und volkstümlicher Vortragskünstler (* 1878)
- 26. Februar: Carl Ehrenberg, deutscher Komponist (* 1878)
- 27. Februar: Alice La Mazière, französische Schriftstellerin und Journalistin (* 1880)

### März
- 02. März: Wall Doxey, US-amerikanischer Politiker (* 1892)
- 02. März: Walt Kiesling, US-amerikanischer American-Football-Spieler und -Trainer (* 1903)
- 02. März: Alexander Lion, Arzt, Pfadfinder (* 1870)
- 04. März: Marthe Bigot, französische Politikerin und Feministin (* 1878)
- 04. März: Zdeněk Chalabala, tschechischer Dirigent (* 1899)
- 05. März: Libero Liberati, italienischer Motorradrennfahrer (* 1926)
- 05. März: Hans Mötteli, Professor für Betriebswirtschaftslehre (* 1897)
- 05. März: Wendelin Überzwerch, deutscher Schriftsteller (* 1893)
- 07. März: Eugène van den Bossche, belgischer Automobilrennfahrer (* 1892)
- 08. März: Forrest Smith, US-amerikanischer Politiker (* 1886)
- 09. März: Robert Debes, Professor für Betriebswirtschaftslehre (* 1878)
- 09. März: Zdeněk Nejedlý, tschechischer Historiker, Literaturkritiker und Musikwissenschaftler (* 1878)
- 11. März: Wjatscheslaw Ragosin, sowjetischer Schachspieler (* 1908)
- 11. März: Will Vesper, deutscher Schriftsteller und Literaturkritiker (* 1882)
- 14. März: Jorge González von Marées, chilenischer Politiker (* 1900)
- 15. März: Arthur Holly Compton, US-amerikanischer Physiker (* 1892)
- 15. März: Mouloud Feraoun, algerischer Schriftsteller (* 1913)
- 16. März: Stefan Jäger, Maler des donauschwäbischen Lebens (* 1877)
- 17. März: Wilhelm Blaschke, österreichischer Mathematiker und Autor (* 1885)
- 18. März: Walter W. Bacon, US-amerikanischer Politiker (* 1879)
- 20. März: Armando Annuale, italienischer Schauspieler (* 1884)
- 20. März: Andrew Ellicott Douglass, US-amerikanischer Astronom (* 1867)
- 20. März: Charles Wright Mills, US-amerikanischer Soziologe (* 1916)
- 23. März: Eugenio Canfari, italienischer Fußballfunktionär und Unternehmer (* 1878)
- 23. März: Gottfried Fankhauser, Schriftsteller und Präsident der evangelischen Gesellschaft (* 1870)
- 24. März: Auguste Piccard, Schweizer Wissenschaftler, Physiker und Erfinder (* 1884)
- 26. März: Johann von Ravenstein, deutscher Generalleutnant der Wehrmacht (* 1889)
- 28. März: Hugo Wast, argentinischer Schriftsteller (* 1883)
- 28. März: David Wijnveldt, niederländischer Fußballspieler (* 1891)
- 31. März: Jakob Ahrer, österreichischer Rechtsanwalt und Politiker (* 1888)

### April
- 01. April: Camil Ressu, rumänischer Maler (* 1880)
- 02. April: Arnold Freiherr von Vietinghoff-Riesch, deutscher Forstwissenschaftler, Ornithologe und Naturschützer (* 1895)
- 03. April: Hans Christoffel, Schweizer Söldner und niederländischer Offizier (* 1865)
- 03. April: Ernst Grünfeld, Schach-Großmeister aus Österreich (* 1893)
- 03. April: Manolis Kalomiris, griechischer Komponist (* 1883)
- 06. April: Carlo Giorgio Garofalo, italienischer Komponist und Organist (* 1886)
- 06. April: Bathildis zu Schaumburg-Lippe, Mitglied der Häuser Schaumburg-Lippe und Waldeck–Pyrmont (* 1873)
- 06. April: Wilhelm Schmidt, deutscher Politiker, ehemaliges MdB (* 1888)
- 09. April: Johann Friedrich Crome, deutscher klassischer Archäologe (* 1906)
- 08. April: Émile Lacharnay, französischer Automobilrennfahrer (* 1888)
- 10. April: Stuart Sutcliffe, schottischer Maler und Musiker, frühes Mitglied der Beatles (* 1940)
- 11. April: Michael Curtiz, ungarisch-amerikanischer Filmregisseur (* 1886)
- 12. April: Hermann Clausen, dänisch-deutscher Politiker (* 1885)
- 12. April: Ron Flockhart, britischer Automobilrennfahrer und Pilot (* 1923)
- 12. April: Nils Erik Hellsten, schwedischer Fechter (* 1886)
- 12. April: Erwin Guido Kolbenheyer, österreichischer Romanautor, Dramatiker und Lyriker (* 1878)
- 13. April: Hermann Muhs, deutscher Politiker, Staatssekretär und geschäftsführender Minister für Kirchenfragen (* 1894)
- 13. April: Culbert Olson, US-amerikanischer Politiker (* 1876)
- 16. April: Hans Dirscherl, deutscher Politiker (* 1889)
- 18. April: Ernst Pein, deutscher Forstbaumschul-Unternehmer (* 1883)
- 21. April: Raissa Adler, österreichische Frauenrechtlerin (* 1872)
- 23. April: Amy Archer-Gilligan, US-amerikanische Mörderin (* 1869)
- 24. April: Henry Stisted, britischer Automobilrennfahrer (* 1909)
- 28. April: Hermann Finckh, deutscher Politiker (* 1910)
- 28. April: Gianna Beretta Molla, italienische Kinderärztin, Heilige (* 1922)
- 30. April: Sir Jameson Boyd Adams, britischer Polarforscher (* 1880)

### Mai
- 05. Mai: Gaetano Corsani, Professor für Betriebswirtschaftslehre (* 1893)
- 07. Mai: Josef Flegl, tschechischer Komponist, Cellist und Musikpädagoge (* 1881)
- 09. Mai: Raoul Duquette, kanadischer Cellist und Musikpädagoge (* 1879)
- 10. Mai: Erich Angenendt, deutscher Fotograf (* 1894)

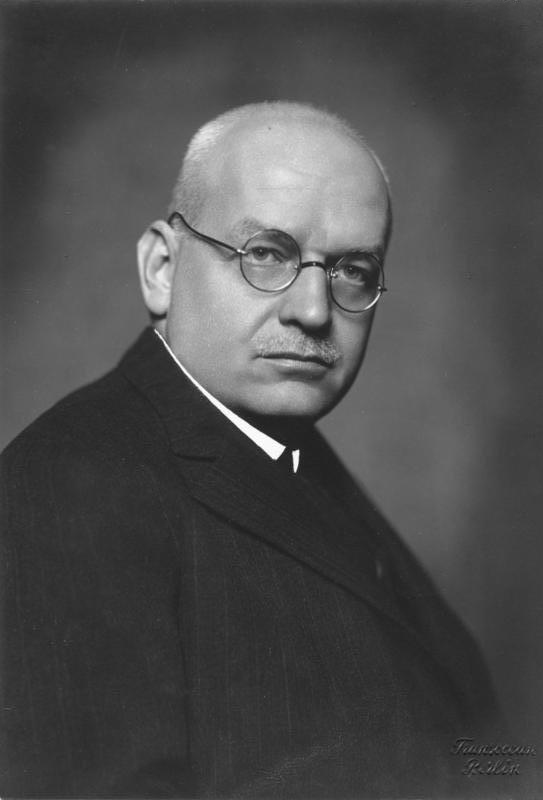
Hans Luther

- 11. Mai: Hans Luther, deutscher Politiker (* 1879)
- 11. Mai: Richard Reitzner, deutscher Politiker (* 1893)
- 12. Mai: Pedro Pablo Ramírez Machuca, argentinischer Präsident (* 1884)
- 12. Mai: Walter Scherau, deutscher Volksschauspieler (* 1903)
- 13. Mai: Frank Jenks, US-amerikanischer Schauspieler und Musiker (* 1902)
- 13. Mai: Franz Kline, US-amerikanischer Maler (* 1910)
- 14. Mai: Silpa Bhirasri, Bildhauer (* 1892)
- 16. Mai: Paul Ortwin Rave, deutscher Kunsthistoriker (* 1893)
- 17. Mai: Arseni Grigorjewitsch Golowko, sowjetischer Admiral (* 1906)
- 19. Mai: Gabriele Münter, Malerin des Expressionismus (* 1877)
- 19. Mai: Manfred Weiß, Gefreiter der Grenztruppen der DDR (* 1943)
- 20. Mai: Wilhelm Andreae, deutscher Sozialökonom (* 1888)
- 20. Mai: Frédéric Rüedi, Schweizer Beamter (* 1889)
- 20. Mai: Josef Uridil, österreichischer Fußballspieler (* 1895)
- 23. Mai: Peter Göring, Mauerschütze, von zwei West-Berliner Polizisten erschossen (* 1940)
- 24. Mai: Roger Labric, französischer Journalist, Schriftsteller und Automobilrennfahrer (* 1893)
- 26. Mai: Erich von Holst, deutscher Biologe und Verhaltensforscher (* 1908)
- 30. Mai: Ludwig Arnold, deutscher Politiker (* 1905)
- 30. Mai: Hermann Baden, Präsident des Verbandes Jüdischer Gemeinden in der DDR (* 1883)
- 31. Mai: Henry Fountain Ashurst, US-amerikanischer Politiker (* 1874)

### Juni
- 01. Juni: Adolf Eichmann, deutscher SS-Obersturmbannführer (* 1906)
- 01. Juni: Theodor Thürmer, deutscher Forstmann und Jagdschriftsteller (* 1890)
- 02. Juni: Vita Sackville-West, englische Schriftstellerin (* 1892)
- 02. Juni: William E. Zeuch, US-amerikanischer Organist (* 1867)
- 04. Juni: Charles William Beebe, US-amerikanischer Tiefseeforscher (* 1877)
- 06. Juni: Yves Klein, französischer Maler, Bildhauer und Performancekünstler (* 1928)
- 06. Juni: Tom Phillis, australischer Motorradrennfahrer (* 1931)
- 08. Juni: Gottlieb Duttweiler, Schweizer Unternehmer und Politiker (* 1888)
- 08. Juni: Georg Baron Manteuffel-Szoege, deutscher Politiker (* 1889)
- 08. Juni: Charles P. Nelson, US-amerikanischer Politiker (* 1907)
- 09. Juni: Polly Adler, US-amerikanische Bordellbetreiberin (* 1900)
- 09. Juni: Franz Findeisen, Professor an der Handelshochschule Leipzig (* 1892)
- 10. Juni: Rudolf Hermann, deutscher Theologe und Religionsphilosoph (* 1887)
- 11. Juni: John Anglin, US-amerikanischer Verbrecher (* 1930)
- 11. Juni: Else Kolshorn, deutsche Gewerkschaftlerin (* 1873)
- 11. Juni: Gabriel H. Mahon, US-amerikanischer Politiker (* 1889)
- 12. Juni: John Ireland, englischer Komponist (* 1879)
- 14. Juni: Johannes Philippus Suijling, niederländischer Rechtswissenschaftler (* 1869)
- 14. Juni: Michailo Werikiwski, ukrainischer Komponist (* 1896)
- 15. Juni: Alfred Cortot, Schweizer Pianist und Dirigent (* 1877)
- 16. Juni: Alexei Innokentjewitsch Antonow, sowjetischer General (* 1896)
- 17. Juni: Walter Flanigan, US-amerikanischer Footballfunktionär (* 1890)
- 18. Juni: Volkmar Andreae, Schweizer Dirigent und Komponist (* 1879)
- 18. Juni: Reinhold Huhn, Soldat der Grenztruppen der DDR (* 1942)
- 19. Juni: Frank Borzage, US-amerikanischer Filmregisseur (* 1893)
- 25. Juni: Vittorio Belmondo, italienischer Unternehmer, Industrieller und Automobilrennfahrer (* 1912)
- 26. Juni: Hermann Aichinger, österreichischer Architekt (* 1885)
- 26. Juni: Fritz Nagel, deutscher Landwirtschaftspädagoge und Hochschullehrer (* 1890)
- 27. Juni: Willy Walb, deutscher Ingenieur, Automobilrennfahrer und Rennleiter (* 1890)
- 28. Juni: Guido Pedroli, Schweizer Pädagoge und Politiker (* 1928)
- 29. Juni: Wilhelm Börger, SS-Brigadeführer und Ministerialdirektor im Reichsarbeitsministerium (* 1896)
- 30. Juni: Caspar Neher, deutsch-österreichischer Bühnenbildner (* 1897)

### Juli

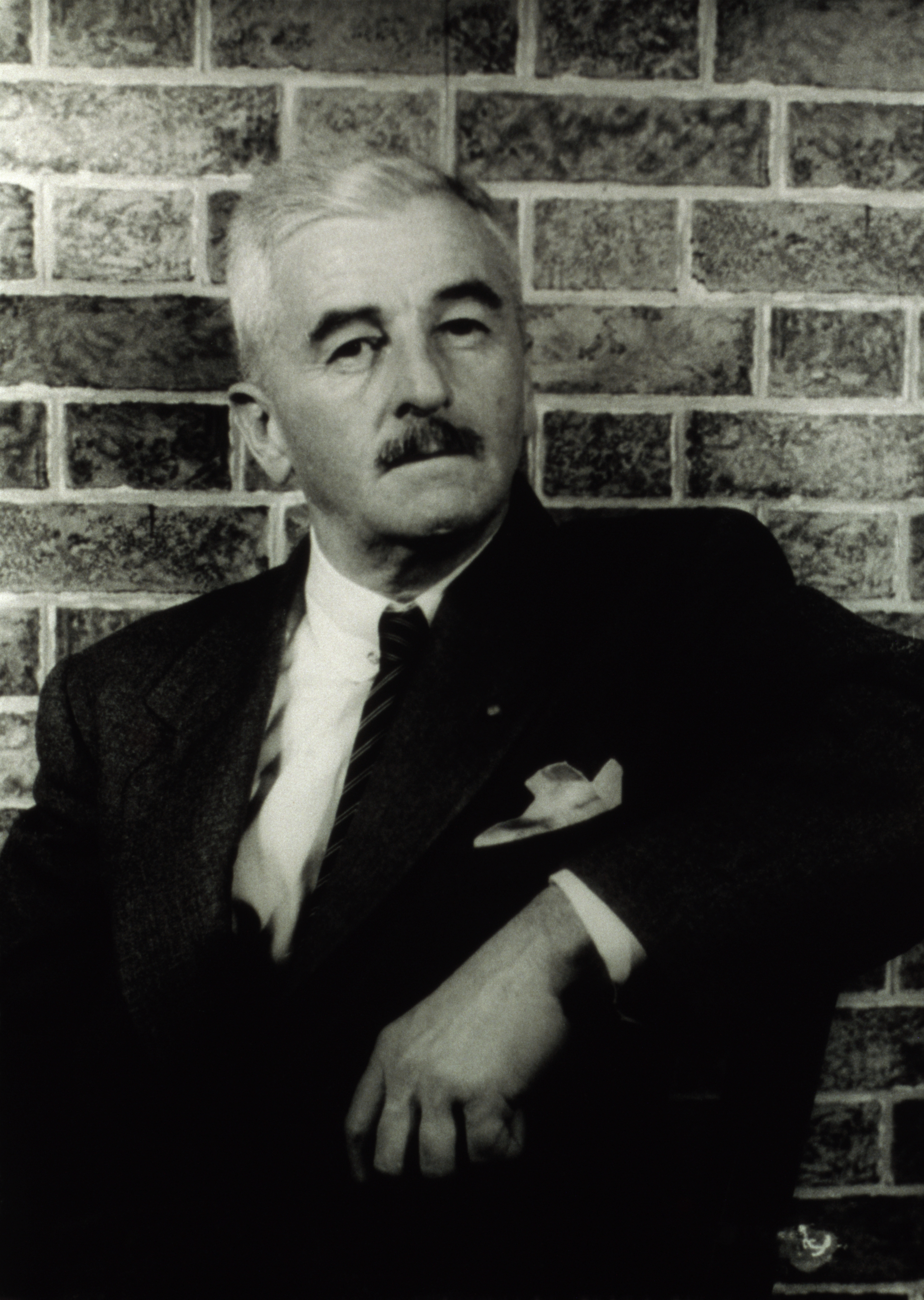
William Faulkner, 1954

- 01. Juli: Hermann Schwab, deutscher Journalist und Pressedienst-Gründer (* 1879)
- 02. Juli: Peter Ryan, kanadischer Automobilrennfahrer (* 1940)
- 04. Juli: Adalbert Friedrich, deutscher Fußballspieler (* 1884)
- 04. Juli: Karl Aloys Schenzinger, deutscher Autor von Romanen und NSDAP-Propaganda (* 1886)
- 04. Juli: Thomas Jefferson Jackson See, US-amerikanischer Astronom (* 1866)
- 06. Juli: William Faulkner, US-amerikanischer Schriftsteller (* 1897)
- 07. Juli: Karl Mras, österreichischer Altphilologe (* 1877)
- 07. Juli: Giovanni Panico, Kardinal der römisch-katholischen Kirche (* 1895)
- 08. Juli: Gustav Gundelach, deutscher Politiker (* 1888)
- 09. Juli: Georges Bataille, französischer Schriftsteller, Soziologe und Philosoph (* 1897)
- 09. Juli: Quentin Maclean, englisch-kanadischer Organist, Komponist und Musikpädagoge (* 1896)
- 10. Juli: Tommy Milton, US-amerikanischer Automobilrennfahrer (* 1893)
- 12. Juli: James T. Blair, US-amerikanischer Politiker (* 1902)
- 14. Juli: Luigi Brentani, Schweizer Jurist, Lehrer und Heimatforscher (* 1892)
- 15. Juli: Edwin Arthur Kraft, US-amerikanischer Organist und Komponist (* 1883)
- 16. Juli: Theodor Litt, Pädagoge, Philosoph (* 1880)
- 18. Juli: Eugene Houdry, französischer Ingenieur (* 1892)
- 23. Juli: Henry Dworshak, US-amerikanischer Politiker (* 1894)
- 25. Juli: Christie MacDonald, US-amerikanische Sängerin (* 1875)

Helene Weber, 1919

- 25. Juli: Helene Weber, deutsche Politikerin, eine der vier „Mütter des Grundgesetzes“ (* 1881)
- 26. Juli: Kurt Aßmann, deutscher Marineoffizier (* 1883)
- 26. Juli: Raquel Meller, spanische Sängerin und Filmschauspielerin (* 1888)
- 27. Juli: Richard Herrmann, deutscher Fußballspieler (* 1923)
- 27. Juli: James Howard Kindelberger, US-amerikanischer Manager in der Flugzeugindustrie (* 1895)
- 27. Juli: Georges Kling, französischer Automobilrennfahrer (* 1900)
- 27. Juli: František Korte, tschechischer Komponist (* 1895)
- 28. Juli: Franz Konwitschny, deutscher Dirigent und Kapellmeister (* 1901)
- 29. Juli: Ronald Aylmer Fisher, britischer Genetiker, Evolutionstheoretiker und Statistiker (* 1890)
- 30. Juli: Luigi Carnera, italienischer Astronom und Entdecker vieler Asteroiden (* 1875)
- 30. Juli: Walter Frevert, deutscher Forstmann und Jagdschriftsteller (* 1897)
- 30. Juli: Lasthénie Thuillier-Landry, französische Ärztin (* 1879)
- 31. Juli: Cecil Masters, britischer Automobilrennfahrer (* 1902)

### August

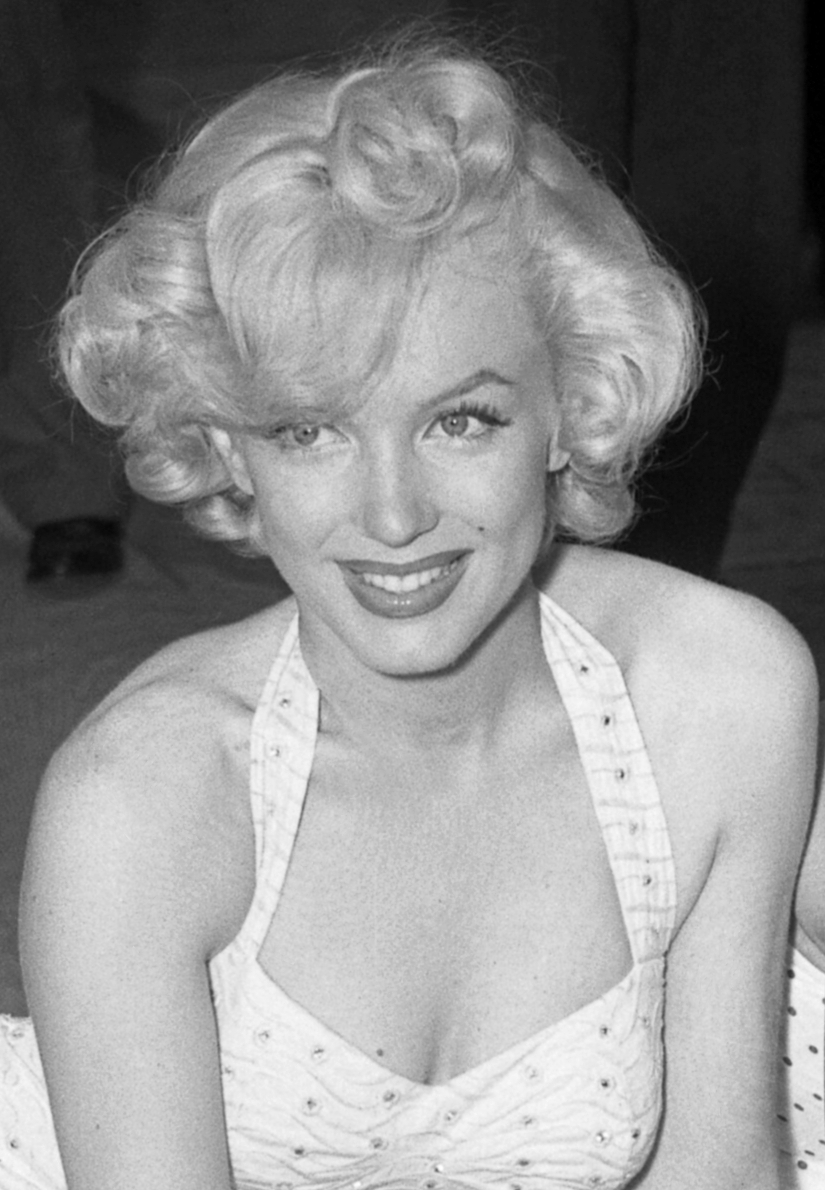
Marilyn Monroe, 1953

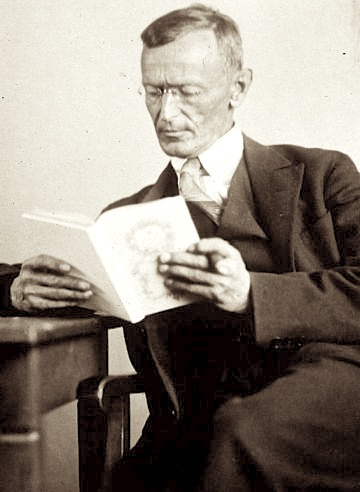
Hermann Hesse (1877–1962)

- 01. August: Ferdinand Abt, deutscher Bildhauer (* 1877)
- 01. August: Henry Gordon Bennett, australischer Generalleutnant (* 1887)
- 04. August: Heinrich Schmiedeknecht, deutscher Architekt (* 1880)
- 05. August: Marilyn Monroe, US-amerikanische Schauspielerin (* 1926)
- 06. August: George Duller, britischer Jockey und Automobilrennfahrer (* 1891)
- 08. August: Yanagita Kunio, japanischer Schriftsteller und Ethnologe (* 1875)
- 09. August: Hermann Hesse, deutschsprachiger Dichter, Schriftsteller und auch Maler (* 1877)
- 14. August: Rudi Arnstadt, Hauptmann der Grenztruppen der DDR (* 1926)
- 15. August: Victor Emanuel Anderson, US-amerikanischer Politiker (* 1902)
- 15. August: Dan Bain, kanadischer Eishockeyspieler (* 1874)
- 15. August: William King Hale, US-amerikanischer Lokalpolitiker, Viehzüchter und Mörder (* 1874)
- 15. August: Lei Feng, Soldat der chinesischen Volksbefreiungsarmee (* 1940)
- 17. August: Peter Fechter, Maueropfer (* 1944)
- 18. August: August Abel, deutscher Politiker und Journalist (* 1887)
- 18. August: Max Fabiani, Architekt, Schüler Otto Wagners (* 1865)
- 18. August: Axel Monjé, deutscher Schauspieler und Synchronsprecher (* 1910)
- 18. August: Harry E. Narey, US-amerikanischer Politiker (* 1885)
- 19. August: Robert Bürkner, deutscher Schauspieler, Theaterintendant, Regisseur und Autor (* 1887)
- 21. August: Hermann Höfle, SS-Sturmbannführer und Leiter der Hauptabteilung Aktion Reinhard (* 1911)
- 22. August: Guillaume Gagnier, kanadischer Hornist und Kontrabassist (* 1890)
- 22. August: Rudolf Alexander Schröder, deutscher Schriftsteller, Übersetzer und Dichter (* 1878)
- 23. August: Walter Anderson, deutscher Volkskundler (* 1885)
- 23. August: Heinrich Kemper, deutscher Politiker (* 1888)
- 24. August: Clark Templeman, US-amerikanischer Automobilrennfahrer (* 1919)
- 26. August: Vilhjálmur Stefánsson, Polarforscher und Ethnologe (* 1879)
- 27. August: Carlos Lavín, chilenischer Komponist und Musikwissenschaftler (* 1883)
- 30. August: Aaslaug Aasland, norwegische Juristin und Politikerin (* 1890)
- 31. August: Hélène Brion, französische Feministin (* 1882)

### September
- 01. September: Hans-Jürgen Theodor von Arnim, deutscher Heeresoffizier (* 1889)
- 01. September: Jean-Emmanuel Roy, französischer Politiker (* 1887)
- 03. September: Dorothy Brookshaw, kanadische Leichtathletin (* 1912)
- 03. September: E. E. Cummings, US-amerikanischer Dichter und Schriftsteller (* 1894)
- 03. September: Franz Schrönghamer-Heimdal, Heimatdichter (* 1881)
- 04. September: William Clothier, US-amerikanischer Tennisspieler (* 1881)
- 04. September: Wladimir Beklemischew, russischer Zoologe und Ökologe (* 1890)
- 05. September: Max Otten, Arzt, Pionier der Arbeitsmedizin (* 1877)
- 06. September: Hanns Eisler, deutsch-österreichischer Komponist (* 1898)
- 07. September: Karen Blixen, dänische Schriftstellerin (* 1885)
- 07. September: Yoshikawa Eiji, japanischer Schriftsteller (* 1892)
- 07. September: Georg Ulrich Handke, Minister für Innerdeutschen Handel und Außenhandel (* 1894)
- 07. September: Frigyes Klug, ungarischer Fußballschiedsrichter und -funktionär (* 1887)
- 07. September: Morris Louis, US-amerikanischer Maler (* 1912)
- 07. September: Robert Pollack, österreichischer Geiger und Musikpädagoge (* 1880)
- 07. September: Walter Waentig, deutscher Maler, Grafiker und Naturschützer (* 1881)
- 07. September: Graham Walker, britischer Motorradrennfahrer und Journalist (* 1896)
- 08. September: Fritz Terhalle, deutscher Wirtschaftswissenschaftler (* 1889)
- 08. September: Josef Ferdinand Kleindinst, deutscher Politiker (* 1881)
- 09. September: Paavo Johannes Aaltonen, finnischer Sportler (* 1919)
- 09. September: Robert Furrer, Schweizer Zollbeamter (* 1882)
- 11. September: Wladimir Andrejewitsch Artemjew, sowjetischer Raketen-Wissenschaftler (* 1885)
- 14. September: Fred Schule, US-amerikanischer Hürdenläufer und Olympiasieger (* 1879)
- 18. September: Therese Neumann, bayerische Bauernmagd (* 1898)
- 18. September: Ahmad ibn Yahya, König der Zaiditen im Nordjemen (* 1891)
- 19. September: Ludwig Manfred Lommel, deutscher Humorist (* 1891)
- 20. September: Curley Weaver, US-amerikanischer Blues-Gitarrist und Sänger (* 1906)
- 21. September: Marie Bonaparte, französische Psychoanalytikerin (* 1882)
- 23. September: Patrick Hamilton, englischer Schriftsteller (* 1904)
- 24. September: Maximilian Josef Auer, österreichischer Musikwissenschaftler (* 1880)
- 25. September: Herbert Koch, Archäologe (* 1880)
- 25. September: Thomas Ohm, deutscher Benediktiner (* 1892)
- 28. September: Robert Pferdmenges, deutscher Bankier und Politiker der CDU (* 1880)

### Oktober
- 01. Oktober: Hans Ankwicz-Kleehoven, österreichischer Kunsthistoriker und Generalstaatsbibliothekar (* 1883)
- 01. Oktober: Karl Grune, österreichischer Filmregisseur (* 1885)
- 02. Oktober: Borys Bukrejew, ukrainischer Mathematiker (* 1859)
- 03. Oktober: Johannes Leopold Martin Arpe, deutscher Schauspieler, Regisseur und Theaterintendant (* 1897)
- 03. Oktober: Iida Dakotsu, japanischer Dichter (* 1885)
- 05. Oktober: Edmond Gaujac, französischer Komponist und Musikpädagoge (* 1895)
- 05. Oktober: Joseph Noyon, französischer Komponist und Kirchenmusiker (* 1888)
- 06. Oktober: Hans von Borstel, deutscher kommunistischer Politiker (* 1888)
- 06. Oktober: Tod Browning, US-amerikanischer Filmregisseur (* 1882)
- 07. Oktober: Scrapper Blackwell, US-amerikanischer Blues-Gitarrist (* 1903)
- 07. Oktober: Henri Oreiller, französischer Skirennläufer (* 1925)
- 08. Oktober: Hans Ambs, deutscher Politiker (* 1898)
- 09. Oktober: Milan Vidmar, slowenischer Ingenieur für Elektrotechnik und Schachspieler (* 1885)
- 10. Oktober: Trygve Gulbranssen, norwegischer Schriftsteller (* 1894)
- 11. Oktober: Max Hartmann, Biologe und Philosoph (* 1876)
- 11. Oktober: Erich Tschermak, österreichischer Botaniker (* 1871)
- 12. Oktober: Hugo Paul, deutscher Politiker (* 1905)
- 15. Oktober: John Ronan, kanadischer Komponist, Chorleiter und Musikpädagoge (* 1894)
- 17. Oktober: Natalja Gontscharowa, russisch-französische Malerin (* 1881)
- 18. Oktober: Barend Coenraad Petrus Jansen, niederländischer Chemiker (* 1884)
- 20. Oktober: Friedrich Wilhelm Hermann Aevermann, deutscher Pädagoge und Politiker (* 1887)
- 20. Oktober: Bernard Kälin, Schweizer Benediktiner und 55. Abt der Abtei Muri-Gries bei Bozen (* 1887)
- 21. Oktober: Vanni Marcoux, französischer Sänger (* 1877)
- 22. Oktober: Paul Armagnac, französischer Automobilrennfahrer (* 1923)
- 23. Oktober: Henry D. Hatfield, US-amerikanischer Politiker (* 1875)
- 23. Oktober: Jack Scales, britischer Automobilrennfahrer (* 1886)
- 25. Oktober: Louis Grenville Abell, US-amerikanischer Ruderer (* 1884)
- 27. Oktober: Otto Froitzheim, deutscher Tennisspieler (* 1884)
- 27. Oktober: Hermann Muckermann, deutscher Biologe und Jesuit (* 1877)
- 30. Oktober: Heinrich Weitz, Präsident des Deutschen Roten Kreuzes (* 1890)
- 31. Oktober: Thomas Holenstein, Schweizer Politiker (* 1896)

### November
- 01. November: Ricardo Rodríguez, mexikanischer Automobilrennfahrer (* 1942)
- 02. November: Alfred Amonn, österreichischer Nationalökonom (* 1883)
- 07. November: Eleanor Roosevelt, US-amerikanische Menschenrechtsaktivistin und Diplomatin (* 1884)
- 09. November: Henri Lacroix, kanadischer Mundharmonikaspieler (* 1895)
- 10. November: Heinrich Jenny-Fehr, Schweizer Autor und Gründer der Glarner Lichtspiele AG (* 1884)
- 10. November: Julius Lenhart, österreichischer Turner (* 1875)
- 12. November: Bror Abelli, schwedischer Regisseur, Schauspieler, Sänger, Schriftsteller und Kinobesitzer (* 1880)
- 12. November: Joseph Georg Oberkofler, österreichischer Jurist, Erzähler und Lyriker (* 1889)
- 12. November: Sid Tomack, US-amerikanischer Schauspieler (* 1907)
- 13. November: Fernand Vallon, französischer Automobilrennfahrer (* 1896)
- 14. November: Douglas Clarke, englischer Dirigent, Musikpädagoge, Organist, Pianist und Komponist (* 1893)
- 15. November: Irene Lentz, US-amerikanische Kostümbildnerin (Irene) (* 1900)
- 17. November: Frank Ahearn, Eigentümer der Ottawa Senators (* 1886)

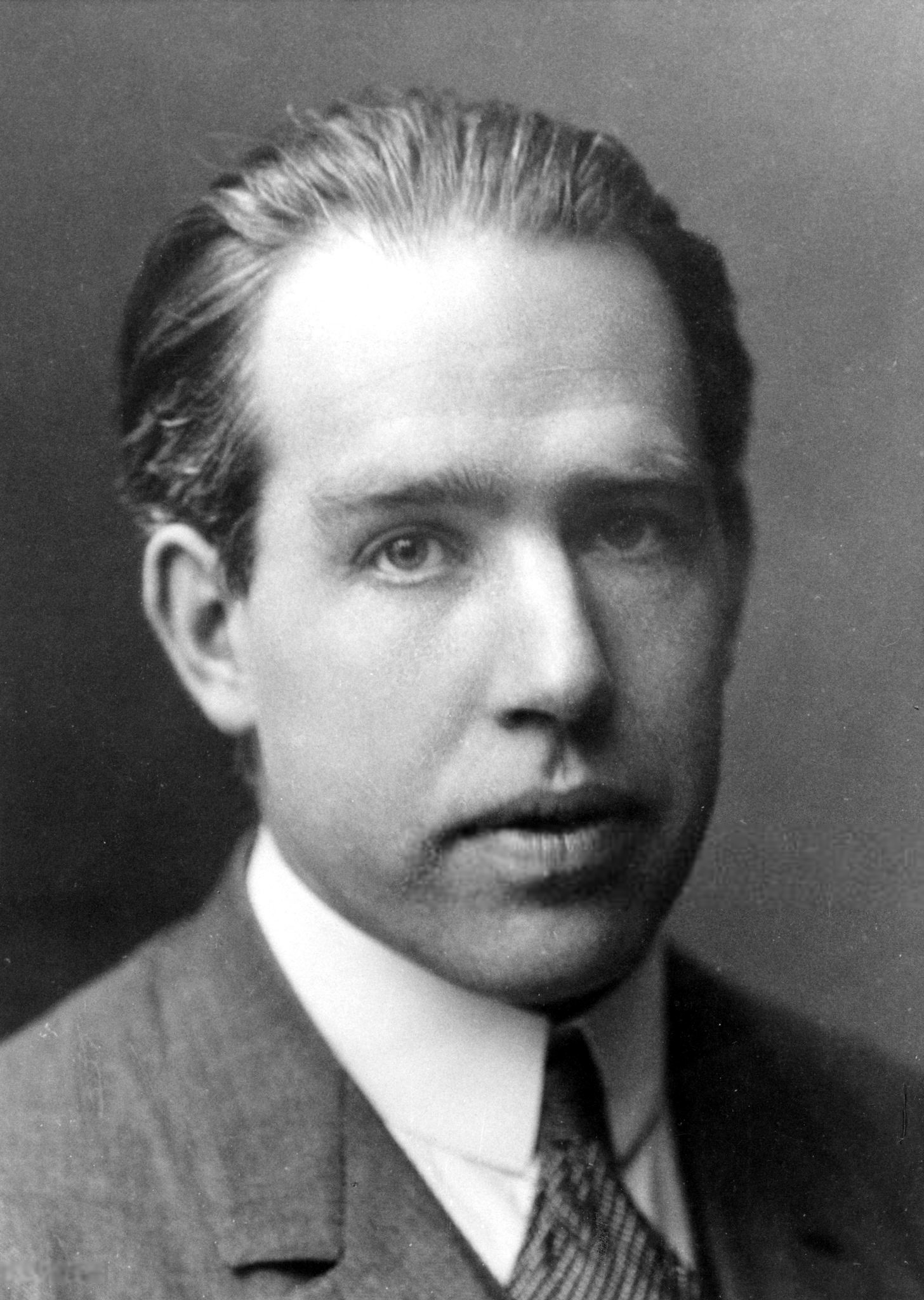
Niels Bohr, 1922

- 18. November: Niels Bohr, dänischer Physiker, Nobelpreisträger (* 1885)
- 18. November: Dennis Chavez, US-amerikanischer Politiker (* 1888)
- 18. November: Georg C. Klaren, österreichischer Regisseur und Drehbuchautor (* 1900)
- 19. November: Grigol Robakidse, georgischer Schriftsteller (* 1882)
- 22. November: René Coty, französischer Politiker und Präsident der französischen Vierten Republik (* 1882)
- 23. November: Jean-Pierre Lamboray, Luxemburger Zeichner und Grafiker (* 1882)
- 26. November: Alexander Pawlowitsch Antonow, sowjetischer Schauspieler (* 1898)
- 27. November: Edwin Arnet, schweizerischer Schriftsteller und Journalist (* 1901)

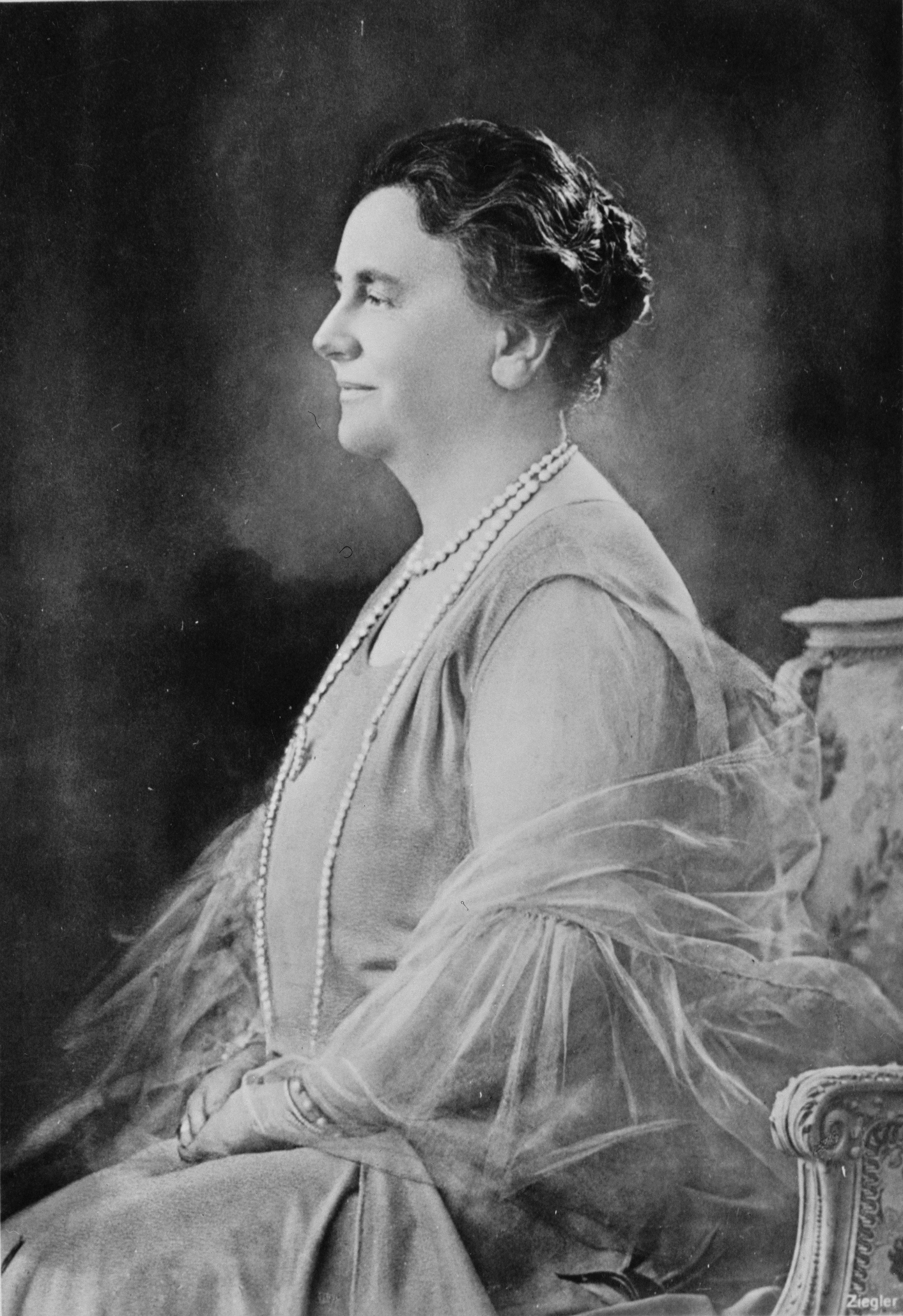
Königin Wilhelmina der Niederlande, etwa 1942

- 28. November: Wilhelmina, Königin der Niederlande (* 1880)
- 28. November: Ernst Winsauer, österreichischer Politiker (* 1890)
- 29. November: Erik Scavenius, dänischer Politiker und Staatsmann (* 1877)
- 30. November: Johannes Ackermanns, deutscher Kommunalpolitiker (* 1887)
- 30. November: Lowell Lee Andrews, US-amerikanischer Mörder (* 1940)
- 30. November: Ossip Bernstein, französischer Schachspieler russisch-ukrainischer Herkunft (* 1882)
- 30. November: Karl Kappler, deutscher Automobilrennfahrer (* 1891)
- 30. November: Herbert Schlink, australischer Mediziner, Krankenhausmanager und Wintersportler (* 1883)

### Dezember
- 01. Dezember: Joseph C. O’Mahoney, US-amerikanischer Politiker (* 1884)
- 01. Dezember: Jona von Ustinov, Vater von Peter Ustinov, Spion des britischen Geheimdienstes MI5 (* 1892)
- 04. Dezember: Walther Kühn, deutscher Politiker (* 1892)
- 04. Dezember: Fritz Scherwitz, Betriebsleiter von Werkstätten für jüdische Zwangsarbeiter in Riga (* 1903)
- 05. Dezember: Alsing Andersen, dänischer Politiker (* 1893)
- 05. Dezember: Edward Lewis Wallant, US-amerikanischer Schriftsteller (* 1926)
- 07. Dezember: Kirsten Flagstad, norwegische Sängerin (Sopran) (* 1895)
- 09. Dezember: Hermann Delago, österreichischer Alpinist (* 1875)
- 09. Dezember: Otto Lummitzsch, Gründer des Technischen Hilfswerks (* 1886)
- 10. Dezember: Cheíto González, puerto-ricanischer Sänger, Gitarrist und Komponist (* 1935)
- 12. Dezember: Felix Aderca, rumänischer Dichter, Autor und Essayist (* 1891)
- 13. Dezember: Daisy Fellowes, Gesellschaftsberühmtheit des 20. Jahrhunderts (* 1890)
- 13. Dezember: Vinzenz Schumy, österreichischer Politiker (* 1878)
- 13. Dezember: Rudolf Wissell, Reichsminister in der Weimarer Republik (* 1869)
- 14. Dezember: Nazzareno De Angelis, italienischer Opernsänger (* 1881)
- 14. Dezember: Hugo Auvera, deutscher Unternehmer (* 1880)
- 15. Dezember: Charles Laughton, britischer Filmschauspieler (* 1899)
- 16. Dezember: Charles Noble Arden-Clarke, britischer Kolonialverwaltungsbeamter (* 1898)
- 17. Dezember: Carl Diem, deutscher Sportfunktionär und -wissenschaftler (* 1882)
- 20. Dezember: Emil Artin, österreichischer Mathematiker (* 1898)
- 21. Dezember: Gary Hocking, rhodesischer Motorradrennfahrer (* 1937)
- 23. Dezember: Harmodio Arias Madrid, 16. Staatspräsident von Panama (* 1886)
- 23. Dezember: José Giral Pereira, spanischer Politiker und Ministerpräsident (* 1879)
- 23. Dezember: Thomas J. Mabry, US-amerikanischer Politiker (* 1884)
- 24. Dezember: Wilhelm Ackermann, deutscher Mathematiker (* 1896)
- 24. Dezember: J. Stanley Webster, US-amerikanischer Politiker (* 1877)
- 25. Dezember: Warren Robinson Austin, US-amerikanischer Diplomat und Politiker (* 1877)
- 28. Dezember: Marcel Aubert, französischer Historiker und Kunsthistoriker (* 1884)
- 29. Dezember: Hans Rosbaud, österreichischer Dirigent (* 1895)
- 30. Dezember: Arthur O. Lovejoy, Historiker und Begründer der Ideengeschichte (* 1873)
- 31. Dezember: Rudolf Nilius, österreichischer Dirigent und Komponist (* 1883)

### Datum unbekannt
- Astrid Ahnfelt, schwedische Schriftstellerin (* 1876)
- Fraser Gange, US-amerikanischer Sänger und Musikpädagoge (* 1887)
- Ecka Possekel-Oelsner, deutsche Malerin (* 1893)
- Salvatore Sabella, sizilianisch-amerikanischer Mobster der amerikanischen Cosa Nostra (* 1891)

## Wissenschaftspreise

### Nobelpreise
- Physik: Lev Landau
- Chemie: Max Ferdinand Perutz und John Cowdery Kendrew
- Medizin: Francis Harry Compton Crick, James Dewey Watson und Maurice Hugh Frederick Wilkins
- Literatur: John Steinbeck
- Friedensnobelpreis: Linus Pauling

### Fields-Preis
- Lars Hörmander, für Arbeiten über partielle Differentialgleichungen, besonders Beiträge zur allgemeinen Theorie linearer und hypoelliptischer Differentialoperatoren (Theorie der Differentialoperatoren).
- John Milnor, für den Nachweis, dass eine siebendimensionale Sphäre verschiedene differenzierbare Strukturen tragen kann, dadurch Eröffnung des Forschungsgebietes der Differentialtopologie (Topologie, Differentialgeometrie).

## Musik
- Isabelle Aubret gewinnt am 18. März in Luxemburg mit dem Lied Un premier amour für Frankreich die 7. Auflage des Eurovision Song Contest
- Liste der Nummer-eins-Hits in Deutschland (1962)